# 1928
Portal Geschichte | Portal Biografien | Aktuelle Ereignisse | Jahreskalender | Tagesartikel

◄ |
19. Jahrhundert |
20. Jahrhundert
| 21. Jahrhundert

◄ |
1890er |
1900er |
1910er |
1920er
| 1930er | 1940er | 1950er | ►

◄◄ |
◄ |
1924 |
1925 |
1926 |
1927 |
1928
| 1929 | 1930 | 1931 | 1932 | ► | ►►
Staatsoberhäupter · Wahlen · Nekrolog   · Musikjahr · Filmjahr · Rundfunkjahr · Sportjahr
| Januar | Januar | Januar | Januar | Januar | Januar | Januar | Januar |
| Kw     | Mo     | Di     | Mi     | Do     | Fr     | Sa     | So     |
| ------ | ------ | ------ | ------ | ------ | ------ | ------ | ------ |
| 52     |        |        |        |        |        |        | 1      |
| 1      | 2      | 3      | 4      | 5      | 6      | 7      | 8      |
| 2      | 9      | 10     | 11     | 12     | 13     | 14     | 15     |
| 3      | 16     | 17     | 18     | 19     | 20     | 21     | 22     |
| 4      | 23     | 24     | 25     | 26     | 27     | 28     | 29     |
| 5      | 30     | 31     |        |        |        |        |        |

| Februar | Februar | Februar | Februar | Februar | Februar | Februar | Februar |
| Kw      | Mo      | Di      | Mi      | Do      | Fr      | Sa      | So      |
| ------- | ------- | ------- | ------- | ------- | ------- | ------- | ------- |
| 5       |         |         | 1       | 2       | 3       | 4       | 5       |
| 6       | 6       | 7       | 8       | 9       | 10      | 11      | 12      |
| 7       | 13      | 14      | 15      | 16      | 17      | 18      | 19      |
| 8       | 20      | 21      | 22      | 23      | 24      | 25      | 26      |
| 9       | 27      | 28      | 29      |         |         |         |         |

| März | März | März | März | März | März | März | März |
| Kw   | Mo   | Di   | Mi   | Do   | Fr   | Sa   | So   |
| ---- | ---- | ---- | ---- | ---- | ---- | ---- | ---- |
| 9    |      |      |      | 1    | 2    | 3    | 4    |
| 10   | 5    | 6    | 7    | 8    | 9    | 10   | 11   |
| 11   | 12   | 13   | 14   | 15   | 16   | 17   | 18   |
| 12   | 19   | 20   | 21   | 22   | 23   | 24   | 25   |
| 13   | 26   | 27   | 28   | 29   | 30   | 31   |      |

| April | April | April | April | April | April | April | April |
| Kw    | Mo    | Di    | Mi    | Do    | Fr    | Sa    | So    |
| ----- | ----- | ----- | ----- | ----- | ----- | ----- | ----- |
| 13    |       |       |       |       |       |       | 1     |
| 14    | 2     | 3     | 4     | 5     | 6     | 7     | 8     |
| 15    | 9     | 10    | 11    | 12    | 13    | 14    | 15    |
| 16    | 16    | 17    | 18    | 19    | 20    | 21    | 22    |
| 17    | 23    | 24    | 25    | 26    | 27    | 28    | 29    |
| 18    | 30    |       |       |       |       |       |       |

| Mai | Mai | Mai | Mai | Mai | Mai | Mai | Mai |
| Kw  | Mo  | Di  | Mi  | Do  | Fr  | Sa  | So  |
| --- | --- | --- | --- | --- | --- | --- | --- |
| 18  |     | 1   | 2   | 3   | 4   | 5   | 6   |
| 19  | 7   | 8   | 9   | 10  | 11  | 12  | 13  |
| 20  | 14  | 15  | 16  | 17  | 18  | 19  | 20  |
| 21  | 21  | 22  | 23  | 24  | 25  | 26  | 27  |
| 22  | 28  | 29  | 30  | 31  |     |     |     |

| Juni | Juni | Juni | Juni | Juni | Juni | Juni | Juni |
| Kw   | Mo   | Di   | Mi   | Do   | Fr   | Sa   | So   |
| ---- | ---- | ---- | ---- | ---- | ---- | ---- | ---- |
| 22   |      |      |      |      | 1    | 2    | 3    |
| 23   | 4    | 5    | 6    | 7    | 8    | 9    | 10   |
| 24   | 11   | 12   | 13   | 14   | 15   | 16   | 17   |
| 25   | 18   | 19   | 20   | 21   | 22   | 23   | 24   |
| 26   | 25   | 26   | 27   | 28   | 29   | 30   |      |

| Juli | Juli | Juli | Juli | Juli | Juli | Juli | Juli |
| Kw   | Mo   | Di   | Mi   | Do   | Fr   | Sa   | So   |
| ---- | ---- | ---- | ---- | ---- | ---- | ---- | ---- |
| 26   |      |      |      |      |      |      | 1    |
| 27   | 2    | 3    | 4    | 5    | 6    | 7    | 8    |
| 28   | 9    | 10   | 11   | 12   | 13   | 14   | 15   |
| 29   | 16   | 17   | 18   | 19   | 20   | 21   | 22   |
| 30   | 23   | 24   | 25   | 26   | 27   | 28   | 29   |
| 31   | 30   | 31   |      |      |      |      |      |

| August | August | August | August | August | August | August | August |
| Kw     | Mo     | Di     | Mi     | Do     | Fr     | Sa     | So     |
| ------ | ------ | ------ | ------ | ------ | ------ | ------ | ------ |
| 31     |        |        | 1      | 2      | 3      | 4      | 5      |
| 32     | 6      | 7      | 8      | 9      | 10     | 11     | 12     |
| 33     | 13     | 14     | 15     | 16     | 17     | 18     | 19     |
| 34     | 20     | 21     | 22     | 23     | 24     | 25     | 26     |
| 35     | 27     | 28     | 29     | 30     | 31     |        |        |

| September | September | September | September | September | September | September | September |
| Kw        | Mo        | Di        | Mi        | Do        | Fr        | Sa        | So        |
| --------- | --------- | --------- | --------- | --------- | --------- | --------- | --------- |
| 35        |           |           |           |           |           | 1         | 2         |
| 36        | 3         | 4         | 5         | 6         | 7         | 8         | 9         |
| 37        | 10        | 11        | 12        | 13        | 14        | 15        | 16        |
| 38        | 17        | 18        | 19        | 20        | 21        | 22        | 23        |
| 39        | 24        | 25        | 26        | 27        | 28        | 29        | 30        |

| Oktober | Oktober | Oktober | Oktober | Oktober | Oktober | Oktober | Oktober |
| Kw      | Mo      | Di      | Mi      | Do      | Fr      | Sa      | So      |
| ------- | ------- | ------- | ------- | ------- | ------- | ------- | ------- |
| 40      | 1       | 2       | 3       | 4       | 5       | 6       | 7       |
| 41      | 8       | 9       | 10      | 11      | 12      | 13      | 14      |
| 42      | 15      | 16      | 17      | 18      | 19      | 20      | 21      |
| 43      | 22      | 23      | 24      | 25      | 26      | 27      | 28      |
| 44      | 29      | 30      | 31      |         |         |         |         |

| November | November | November | November | November | November | November | November |
| Kw       | Mo       | Di       | Mi       | Do       | Fr       | Sa       | So       |
| -------- | -------- | -------- | -------- | -------- | -------- | -------- | -------- |
| 44       |          |          |          | 1        | 2        | 3        | 4        |
| 45       | 5        | 6        | 7        | 8        | 9        | 10       | 11       |
| 46       | 12       | 13       | 14       | 15       | 16       | 17       | 18       |
| 47       | 19       | 20       | 21       | 22       | 23       | 24       | 25       |
| 48       | 26       | 27       | 28       | 29       | 30       |          |          |

| Dezember | Dezember | Dezember | Dezember | Dezember | Dezember | Dezember | Dezember |
| Kw       | Mo       | Di       | Mi       | Do       | Fr       | Sa       | So       |
| -------- | -------- | -------- | -------- | -------- | -------- | -------- | -------- |
| 48       |          |          |          |          |          | 1        | 2        |
| 49       | 3        | 4        | 5        | 6        | 7        | 8        | 9        |
| 50       | 10       | 11       | 12       | 13       | 14       | 15       | 16       |
| 51       | 17       | 18       | 19       | 20       | 21       | 22       | 23       |
| 52       | 24       | 25       | 26       | 27       | 28       | 29       | 30       |
| 1        | 31       |          |          |          |          |          |          |

| Januar | Januar | Januar | Januar | Januar | Januar | Januar | Januar |
| Kw     | Mo     | Di     | Mi     | Do     | Fr     | Sa     | So     |
| ------ | ------ | ------ | ------ | ------ | ------ | ------ | ------ |
| 52     |        |        |        |        |        |        | 1      |
| 1      | 2      | 3      | 4      | 5      | 6      | 7      | 8      |
| 2      | 9      | 10     | 11     | 12     | 13     | 14     | 15     |
| 3      | 16     | 17     | 18     | 19     | 20     | 21     | 22     |
| 4      | 23     | 24     | 25     | 26     | 27     | 28     | 29     |
| 5      | 30     | 31     |        |        |        |        |        |

| Februar | Februar | Februar | Februar | Februar | Februar | Februar | Februar |
| Kw      | Mo      | Di      | Mi      | Do      | Fr      | Sa      | So      |
| ------- | ------- | ------- | ------- | ------- | ------- | ------- | ------- |
| 5       |         |         | 1       | 2       | 3       | 4       | 5       |
| 6       | 6       | 7       | 8       | 9       | 10      | 11      | 12      |
| 7       | 13      | 14      | 15      | 16      | 17      | 18      | 19      |
| 8       | 20      | 21      | 22      | 23      | 24      | 25      | 26      |
| 9       | 27      | 28      | 29      |         |         |         |         |

| März | März | März | März | März | März | März | März |
| Kw   | Mo   | Di   | Mi   | Do   | Fr   | Sa   | So   |
| ---- | ---- | ---- | ---- | ---- | ---- | ---- | ---- |
| 9    |      |      |      | 1    | 2    | 3    | 4    |
| 10   | 5    | 6    | 7    | 8    | 9    | 10   | 11   |
| 11   | 12   | 13   | 14   | 15   | 16   | 17   | 18   |
| 12   | 19   | 20   | 21   | 22   | 23   | 24   | 25   |
| 13   | 26   | 27   | 28   | 29   | 30   | 31   |      |

| April | April | April | April | April | April | April | April |
| Kw    | Mo    | Di    | Mi    | Do    | Fr    | Sa    | So    |
| ----- | ----- | ----- | ----- | ----- | ----- | ----- | ----- |
| 13    |       |       |       |       |       |       | 1     |
| 14    | 2     | 3     | 4     | 5     | 6     | 7     | 8     |
| 15    | 9     | 10    | 11    | 12    | 13    | 14    | 15    |
| 16    | 16    | 17    | 18    | 19    | 20    | 21    | 22    |
| 17    | 23    | 24    | 25    | 26    | 27    | 28    | 29    |
| 18    | 30    |       |       |       |       |       |       |

| Mai | Mai | Mai | Mai | Mai | Mai | Mai | Mai |
| Kw  | Mo  | Di  | Mi  | Do  | Fr  | Sa  | So  |
| --- | --- | --- | --- | --- | --- | --- | --- |
| 18  |     | 1   | 2   | 3   | 4   | 5   | 6   |
| 19  | 7   | 8   | 9   | 10  | 11  | 12  | 13  |
| 20  | 14  | 15  | 16  | 17  | 18  | 19  | 20  |
| 21  | 21  | 22  | 23  | 24  | 25  | 26  | 27  |
| 22  | 28  | 29  | 30  | 31  |     |     |     |

| Juni | Juni | Juni | Juni | Juni | Juni | Juni | Juni |
| Kw   | Mo   | Di   | Mi   | Do   | Fr   | Sa   | So   |
| ---- | ---- | ---- | ---- | ---- | ---- | ---- | ---- |
| 22   |      |      |      |      | 1    | 2    | 3    |
| 23   | 4    | 5    | 6    | 7    | 8    | 9    | 10   |
| 24   | 11   | 12   | 13   | 14   | 15   | 16   | 17   |
| 25   | 18   | 19   | 20   | 21   | 22   | 23   | 24   |
| 26   | 25   | 26   | 27   | 28   | 29   | 30   |      |

| Juli | Juli | Juli | Juli | Juli | Juli | Juli | Juli |
| Kw   | Mo   | Di   | Mi   | Do   | Fr   | Sa   | So   |
| ---- | ---- | ---- | ---- | ---- | ---- | ---- | ---- |
| 26   |      |      |      |      |      |      | 1    |
| 27   | 2    | 3    | 4    | 5    | 6    | 7    | 8    |
| 28   | 9    | 10   | 11   | 12   | 13   | 14   | 15   |
| 29   | 16   | 17   | 18   | 19   | 20   | 21   | 22   |
| 30   | 23   | 24   | 25   | 26   | 27   | 28   | 29   |
| 31   | 30   | 31   |      |      |      |      |      |

| August | August | August | August | August | August | August | August |
| Kw     | Mo     | Di     | Mi     | Do     | Fr     | Sa     | So     |
| ------ | ------ | ------ | ------ | ------ | ------ | ------ | ------ |
| 31     |        |        | 1      | 2      | 3      | 4      | 5      |
| 32     | 6      | 7      | 8      | 9      | 10     | 11     | 12     |
| 33     | 13     | 14     | 15     | 16     | 17     | 18     | 19     |
| 34     | 20     | 21     | 22     | 23     | 24     | 25     | 26     |
| 35     | 27     | 28     | 29     | 30     | 31     |        |        |

| September | September | September | September | September | September | September | September |
| Kw        | Mo        | Di        | Mi        | Do        | Fr        | Sa        | So        |
| --------- | --------- | --------- | --------- | --------- | --------- | --------- | --------- |
| 35        |           |           |           |           |           | 1         | 2         |
| 36        | 3         | 4         | 5         | 6         | 7         | 8         | 9         |
| 37        | 10        | 11        | 12        | 13        | 14        | 15        | 16        |
| 38        | 17        | 18        | 19        | 20        | 21        | 22        | 23        |
| 39        | 24        | 25        | 26        | 27        | 28        | 29        | 30        |

| Oktober | Oktober | Oktober | Oktober | Oktober | Oktober | Oktober | Oktober |
| Kw      | Mo      | Di      | Mi      | Do      | Fr      | Sa      | So      |
| ------- | ------- | ------- | ------- | ------- | ------- | ------- | ------- |
| 40      | 1       | 2       | 3       | 4       | 5       | 6       | 7       |
| 41      | 8       | 9       | 10      | 11      | 12      | 13      | 14      |
| 42      | 15      | 16      | 17      | 18      | 19      | 20      | 21      |
| 43      | 22      | 23      | 24      | 25      | 26      | 27      | 28      |
| 44      | 29      | 30      | 31      |         |         |         |         |

| November | November | November | November | November | November | November | November |
| Kw       | Mo       | Di       | Mi       | Do       | Fr       | Sa       | So       |
| -------- | -------- | -------- | -------- | -------- | -------- | -------- | -------- |
| 44       |          |          |          | 1        | 2        | 3        | 4        |
| 45       | 5        | 6        | 7        | 8        | 9        | 10       | 11       |
| 46       | 12       | 13       | 14       | 15       | 16       | 17       | 18       |
| 47       | 19       | 20       | 21       | 22       | 23       | 24       | 25       |
| 48       | 26       | 27       | 28       | 29       | 30       |          |          |

| Dezember | Dezember | Dezember | Dezember | Dezember | Dezember | Dezember | Dezember |
| Kw       | Mo       | Di       | Mi       | Do       | Fr       | Sa       | So       |
| -------- | -------- | -------- | -------- | -------- | -------- | -------- | -------- |
| 48       |          |          |          |          |          | 1        | 2        |
| 49       | 3        | 4        | 5        | 6        | 7        | 8        | 9        |
| 50       | 10       | 11       | 12       | 13       | 14       | 15       | 16       |
| 51       | 17       | 18       | 19       | 20       | 21       | 22       | 23       |
| 52       | 24       | 25       | 26       | 27       | 28       | 29       | 30       |
| 1        | 31       |          |          |          |          |          |          |

## Ereignisse

### Politik und Weltgeschehen

#### Internationale Verträge
- 1. Januar: Die Visumpflicht zwischen dem Deutschen Reich und Großbritannien wird aufgehoben.
- 27. August: In Paris wird der Briand-Kellogg-Pakt unterzeichnet, der Kriege als Mittel der Politik ablehnt.

#### Deutsches Reich
- 22. Februar: Der afghanische König Amanullah Khan besucht als erstes gekröntes Staatsoberhaupt auf seiner Weltreise für fünf Tage Deutschland und Berlin.
- 30. März: Der deutsche Reichstag beschließt gegen die Stimmen von SPD und KPD ein Kriegsschiffbau-Programm, etwa zehn Millionen Mark werden bewilligt. Im Wahlkampf bricht ein Proteststurm los (»Kinderspeisung statt Panzerkreuzer!«)[1]
- 20. Mai: Reichstagswahlen in Deutschland: Verluste der DNVP (von 20,5 % auf 14,3 %) und der liberalen Parteien; Stimmengewinne der SPD (von 26,0 % auf 29,8 %).
- 12. Juni: Der deutsche Reichskanzler Wilhelm Marx vom Zentrum tritt nach der Wahlniederlage seiner Partei bei den Reichstagswahlen zurück.
- 14. Juni: Paul Löbe, Sozialdemokratische Partei Deutschlands wird in Berlin erneut zum Reichstagspräsidenten gewählt.

#### Königreich der Serben, Kroaten und Slowenen
- 20. Juni: Im Parlament des Königreiches der Serben, Kroaten und Slowenen in Belgrad schießt ein serbischer Abgeordneter während einer Sitzung fünf kroatische Abgeordnete nieder. Der Führer der kroatischen Bauernpartei, Stjepan Radić, wird tödlich verwundet, zwei weitere Abgeordnete sterben ebenfalls an den Folgen des Anschlags.
- 1. August: In Zagreb treten die kroatischen Abgeordneten zusammen und sprechen sich unter dem Eindruck des Attentats vom Juni für eine Separation vom Königreich der Serben, Kroaten und Slowenen aus.

#### Weitere Ereignisse in Europa
- 1. Januar: Edmund Schulthess wird zum dritten Mal Bundespräsident der Schweiz.
- 12. März: Malta erhält den Status eines britischen Dominion.
- 12. April: Bei einem versuchten Anschlag auf den italienischen König Viktor Emanuel III. sterben 17 Menschen.
- 18. Mai: In der Sowjetunion beginnt der Schachty-Prozess gegen russische und ausländische Ingenieure und Facharbeiter wegen angeblicher Sabotage.
- 2. Juli: In Großbritannien erhalten Frauen ab 21 das Wahlrecht.
- 1. September: Ahmet Zogu, der gewählte Präsident Albaniens, proklamiert sich als Zogu I. zum König der Albaner.
- 2. Dezember: In der Schweiz wird eine Volksinitiative für ein teilweises Verbot von Casinos angenommen.
- 10. Dezember: Wilhelm Miklas wird zum österreichischen Bundespräsidenten gewählt.

#### Afrika
- 1. Januar: In Sierra Leone wird die Sklaverei per Gesetz abgeschafft.
- 19. Juli: Der ägyptisch-sudanesische König Fu'ād I. suspendiert die ägyptische Verfassung von 1923 und löst im Königreich Ägypten eine schwere Staatskrise aus.
- 7. Oktober: Haile Selassie wird zum König (Negus) von Äthiopien gekrönt.

#### Amerika
- 16. Januar: In Havanna beginnt der 5. Panamerikanische Kongress. Es wird die Schaffung einer internationalen Frauenkonferenz beschlossen.
- 17. Juli: Der mexikanische Präsident Álvaro Obregón wird ermordet.
- 6. November: Der republikanische Präsidentschaftskandidat Herbert Hoover gewinnt mit klarer Mehrheit die Präsidentschaftswahlen in den USA gegen den Demokraten Alfred E. Smith.

#### Asien
- 10. November: In Japan wird Hirohito im Kaiserpalast Kyōto zum neuen Kaiser gekrönt.
- 29. Dezember: Die Kuomintang erklärt die Chinesische Wiedervereinigung als vollendet.

### Wirtschaft
- August: Im Achnacarry-Abkommen schließen die führenden Erdölproduzenten der Welt ein Geheimkartell

#### Messen und Weltausstellungen
- 26. Mai: Das neu errichtete Messegelände Brünn wird mit einer Ausstellung über zeitgenössische Kultur und Kunstgewerbe anlässlich des zehnjährigen Bestehens der Tschechoslowakei eröffnet.
- 28. November: Das über Weltausstellungen und internationale Messen befindende Bureau International des Expositions wird in Paris gegründet.

#### Patente
- 2. April: Maurice Martenot lässt die Ondes Martenot, ein elektronisches Musikinstrument, patentieren.
- 2. Mai: Louis Marx beantragt für sein Educational Apparatus genanntes Lernspiel ein Patent in den USA. Als Electric Questioner wird die Erfindung sehr stark in den 1950er Jahren von Kunden nachgefragt.

#### Unternehmensgründungen
- 26. Januar: In Berlin wird das Luxuskino Titania-Palast eröffnet.
- 1. April: Hub van Doorne gründet in Eindhoven ein Unternehmen, aus dem der Automobilproduzent DAF hervorgeht.
- 3. Dezember: Die Rüsselsheimer Opelwerke werden in eine AG mit einem Stammkapital von 60 Millionen gewandelt.

#### Verkehr
- 15. Mai: Auf der Strecke Hoek van Holland–Basel verkehrt erstmals der Luxuszug Rheingold entlang des Rheins.
- 7. Oktober: Die Deutsche Reichsbahn bietet mit dem Fahrplanwechsel ihren Kunden keine vierte Wagenklasse mehr an, um höhere Einnahmen zu erzielen.

### Wissenschaft und Technik

#### Polarexpeditionen
- 15. April: Der australische Polarforscher Hubert Wilkins startet mit dem Piloten Carl Ben Eielson zu einem Transarktisflug. Im alaskischen Point Barrow hebt die Maschine zum Ziel Spitzbergen ab.
- 24. Mai: Umberto Nobile überfliegt mit seinem Luftschiff „Italia“ zum zweiten Mal den Nordpol.
- 25. Mai: Auf der zweiten Nordpolfahrt Umberto Nobiles stürzt das zu Forschungszwecken benutzte Luftschiff Italia bei schlechter Witterung ab. Die Führergondel wird beim Aufprall auf eine Eisscholle abgerissen, ein Mann stirbt dabei. Die nun steuerungslose Luftschiffhülle treibt wieder aufsteigend mit sechs Besatzungsmitgliedern an Bord ab und bleibt verschollen. Die Abgestürzten werden Tage später fast alle gerettet.
- 18. Juni: Der norwegische Polarforscher Roald Amundsen bricht mit einem Flugboot auf, um die mit dem Luftschiff Italia verunglückte Crew um Umberto Nobile aus der Arktis zu retten. Amundsen und seine Begleiter stürzen in der Nähe der Bäreninsel ab und kommen ums Leben.
- 16. November: Sir Hubert Wilkins und Carl Ben Eielson starten zum ersten Motorflug in der Antarktis.

#### Transozeanische Flüge
- 12. April: Von Irland aus starten Hermann Köhl, Freiherr von Hünefeld und James Fitzmaurice zur ersten Atlantik-Überquerung von Ost nach West. Am folgenden Tag erreichen sie mit ihrem Flugzeug Kanada.

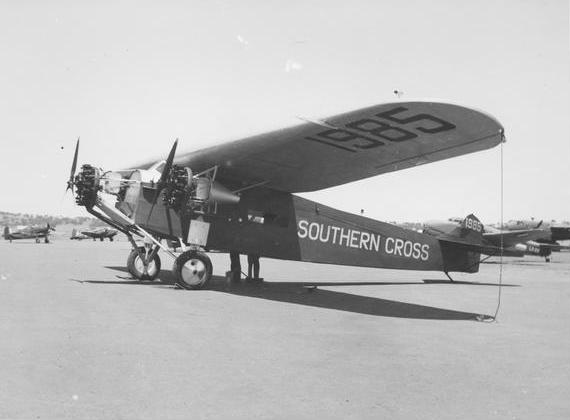
Die Southern Cross, 1943

- 9. Juni: Der erste Trans-Pazifik-Flug gelingt dem Piloten Charles Kingsford Smith und seinen drei Begleitern Charles Ulm, James Warner und Harry Lyon in ihrem Flugzeug Southern Cross. Von Oakland in Kalifornien führte ihr Flug nach dem Start am 31. Mai in drei Etappen nach Brisbane.

#### Weitere Ereignisse der Luftfahrt
- 23. Februar: Der Flieger Ernst Udet landet mit einem 20-PS-Flugzeug auf der Zugspitze.
- 8. Juli: Das Luftschiff LZ 127 wird auf den Namen „Graf Zeppelin“ getauft.
- 11. Juni: Fritz Stamer führt den ersten bemannten Raketenflug durch. Das mit Feststoffraketen ausgerüstete Segelflugzeug vom Typ Lippisch-Ente wird noch mit einem Gummiseil gestartet.
- Erstflug der Sikorsky S-38
- August: Erstflug der Boeing 80
- Der deutsche Oberingenieur und Erfinder Engelbert Zaschka experimentiert in Berlin mit seinem Rotationsflugzeug, einem kombinierten Trag- und Hubschrauber in Koaxialbauweise.

#### Astronomie und Physik
- 28. Februar: Der indische Physiker C. V. Raman weist experimentell eine bestimmte Streuung des Lichts nach, die nach dem Entdecker benannte Raman-Streuung. Die Entdeckung und seine Arbeiten über die Diffusion des Lichts werden 1930 mit dem Nobelpreis für Physik gewürdigt.
- George Paget Thomson zeigt fast gleichzeitig mit Clinton Davisson und Lester Germer die Welleneigenschaften der Elektronen (veröffentlicht in: Proceedings of the Royal Society London (A) 117 (1928), 600; 119 (1928), 651)
- Edwin Hubble entdeckt die Rotverschiebung weit entfernter Galaxien
- Paul Dirac benutzt den Formalismus der Spinore, um seine Gleichungen für den Spin des Elektrons zu formulieren
- George Gamow und Edward U. Condon wenden die Quantenmechanik auf den Atomkern an und erklären den Alphazerfall als eine Art Tunneleffekt
- Hans Geiger und Walther Müller entwickeln ihr Geiger-Müller-Zählrohr, mit dem sie ionisierende Strahlung nachweisen können. Kurz darauf wendet Walther Bothe das Zählrohr in seiner Koinzidenzmethode zum Nachweis der Elektronenemission durch Röntgenstrahlen an
- Rolf Wideröe schlägt das Prinzip des Betatron vor (seinerzeit als Strahlentransformator bezeichnet)

#### Medizin und Biologie
- 2. Januar: George Nicolas Papanicolaou veröffentlicht den Aufsatz New Cancer Diagnosis, in dem er (den später nach ihm benannten) Pap-Test erstmals vorstellt.
- 28. September: Der Bakteriologe Alexander Fleming bemerkt zufällig, dass eine seiner Staphylokokken-Kulturen, in die Schimmelpilze der Gattung Penicillium geraten sind, abgetötet ist. Seine weiteren Untersuchungen führen zur Entwicklung der antibakteriellen Substanz Penicillin.
- Josias Braun-Blanquet veröffentlicht seine Pflanzensoziologie.

#### Technik
- 10. Februar: Erste Funksprechverbindung von Deutschland in die USA.

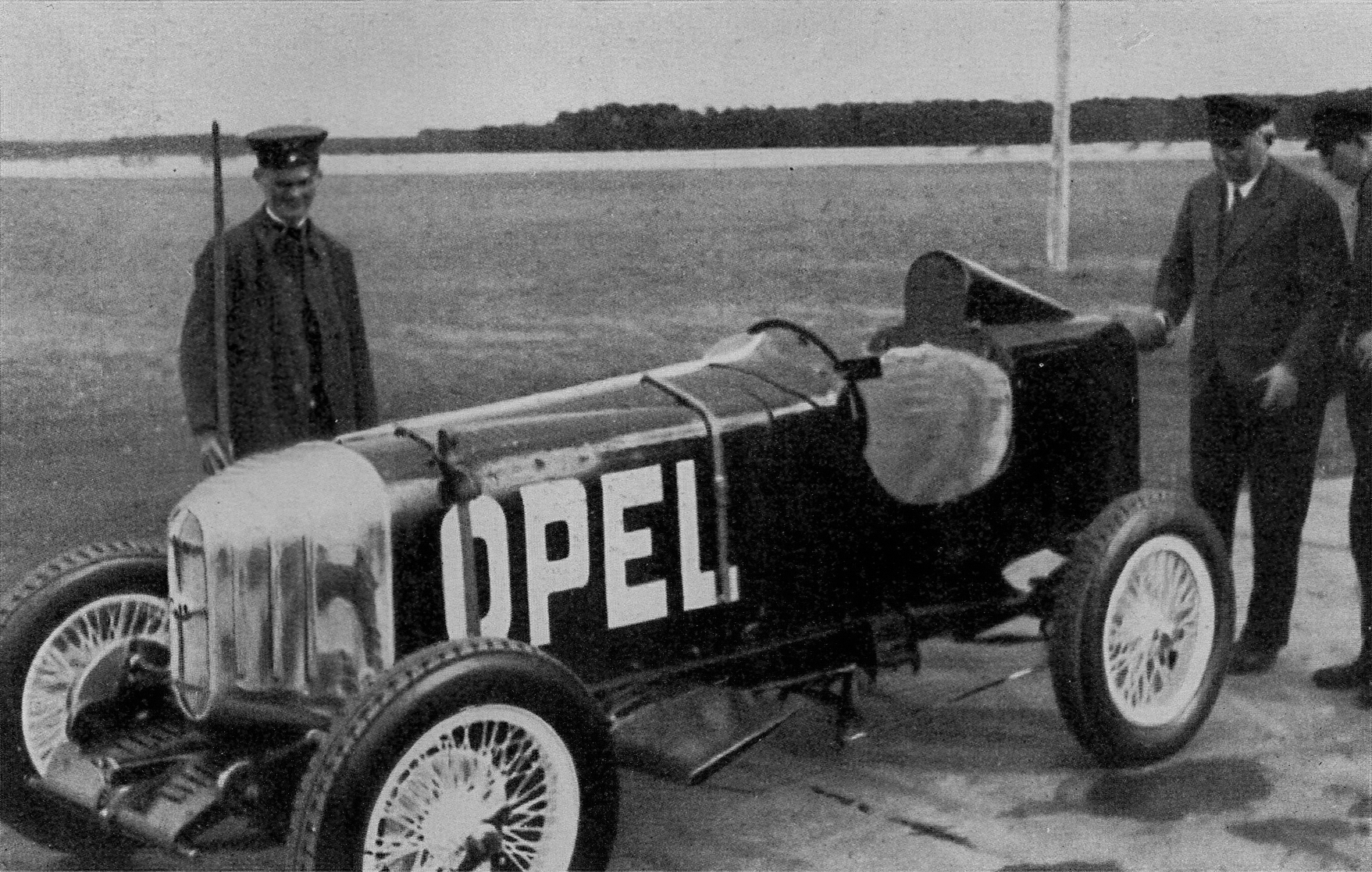
Opel-Rennbahn, Rüsselsheim: Raketenauto Opel RAK.1

- Opel-Rennbahn, Rüsselsheim: Raketenauto Opel RAK.112. März: Kurt C. Volkhart fährt auf der Opel-Rennstrecke in Rüsselsheim das erste von Raketen angetriebene Fahrzeug, den Opel RAK1.
- 20. November: Die deutsche Reichspost führt probeweise erste Bildfunkübertragungen über ihren Sender Königs Wusterhausen mit Hilfe eines Fultographen durch. Sie testet damit eine Vorstufe in der deutschen Geschichte des Fernsehens.
- Die Firma Franke & Heidecke Fabrik Photographischer Präzisionsapparate, heute besser bekannt unter dem Namen Rollei, baut zehn Kameraprototypen mit einem Aufnahmeformat von 6 × 6 Zentimetern. Die Kamera kommt im Folgejahr als Model 611 auf den Markt. Sie trägt den bis heute bekannten Namen Rolleiflex.

#### Lehre und Forschung
- 11. September: In Dänemarks zweitgrößter Stadt Aarhus wird die Universität Aarhus gegründet.

### Kultur

#### Architektur und Bildende Kunst

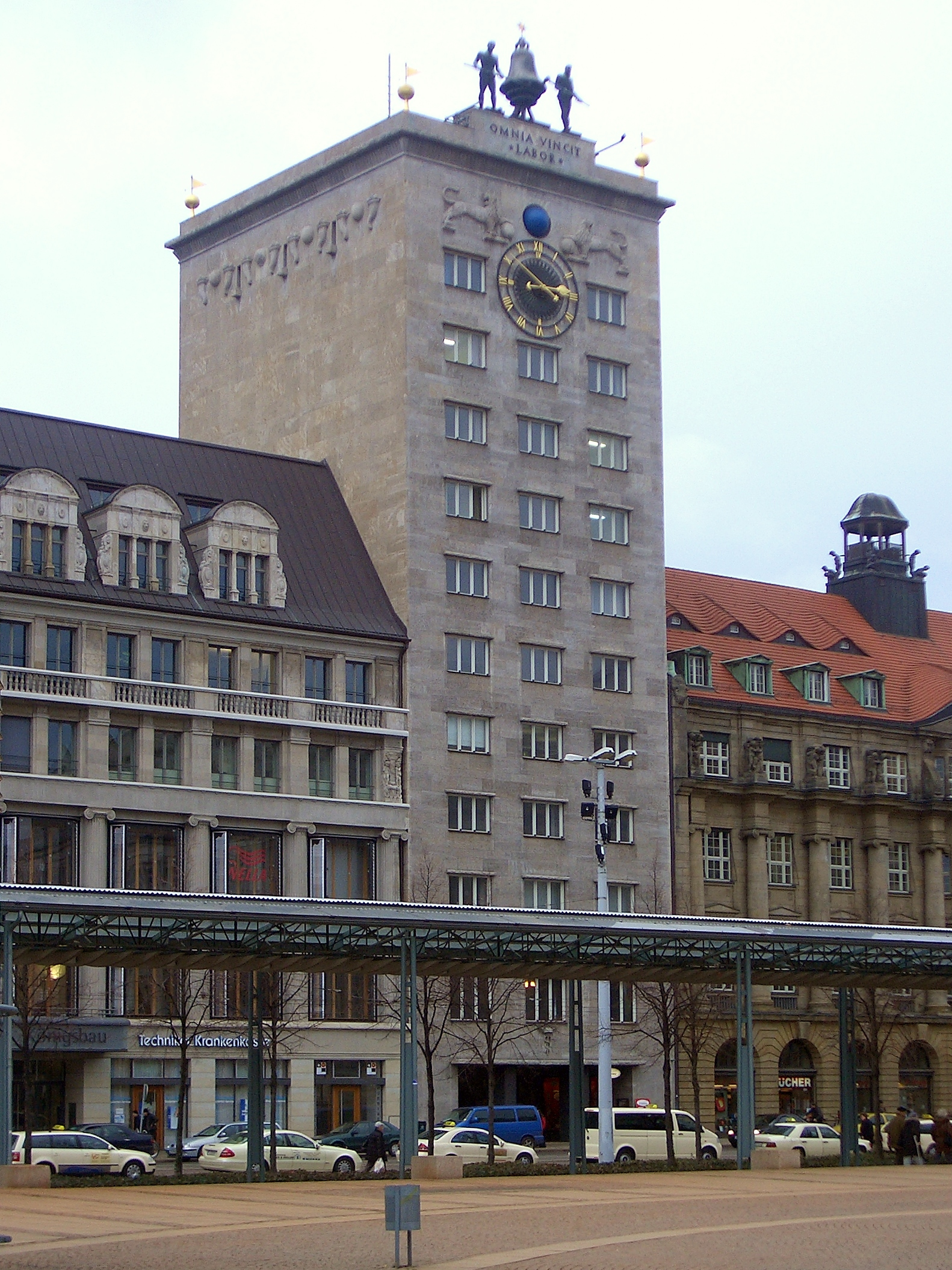
Das 1928 fertiggestellte, als Uhrturm gestaltete Kroch-Hochhaus war das erste Hochhaus Leipzigs (Westseite Augustusplatz, 2005)

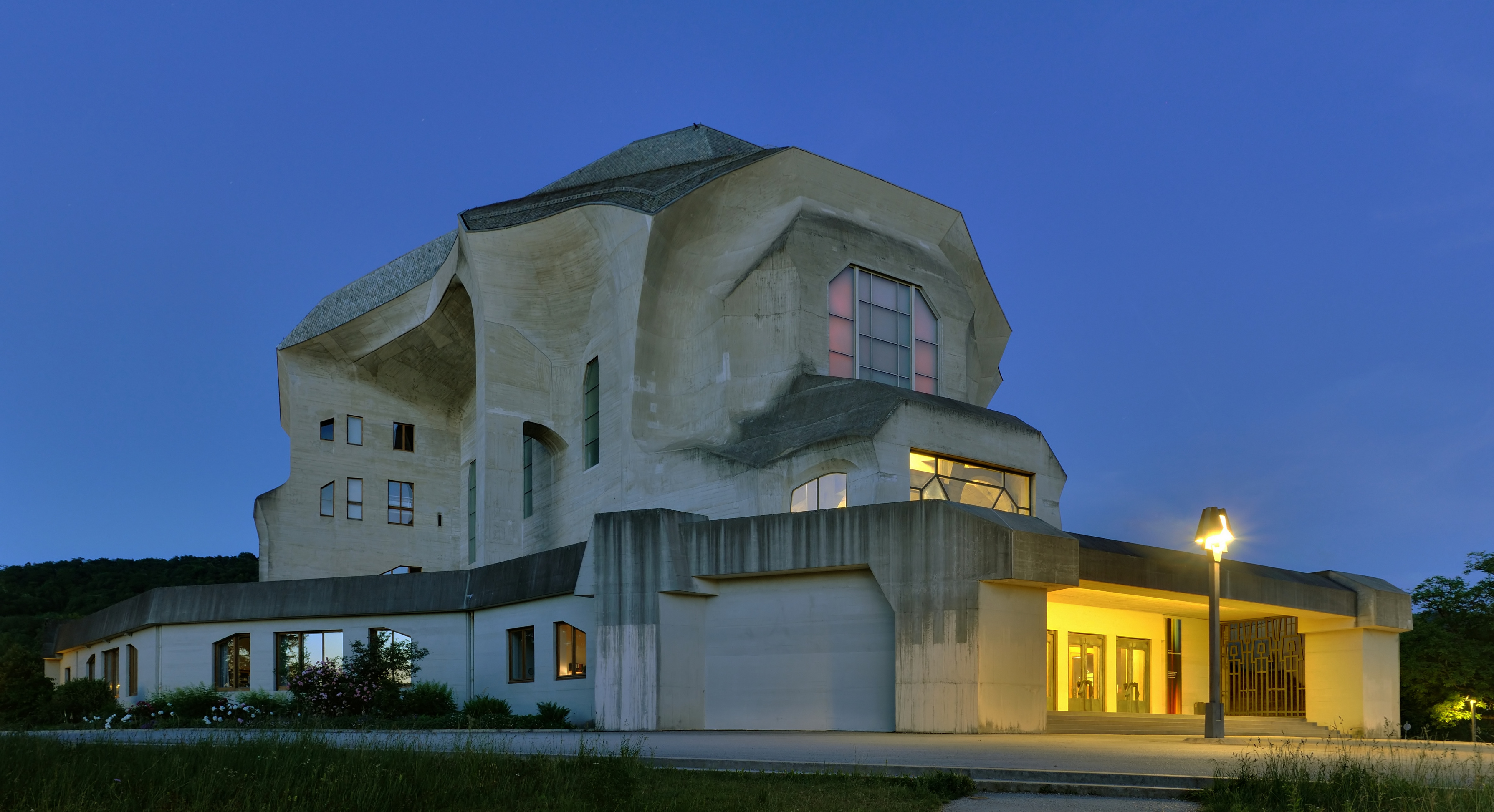
Goetheanum Dornach (CH)

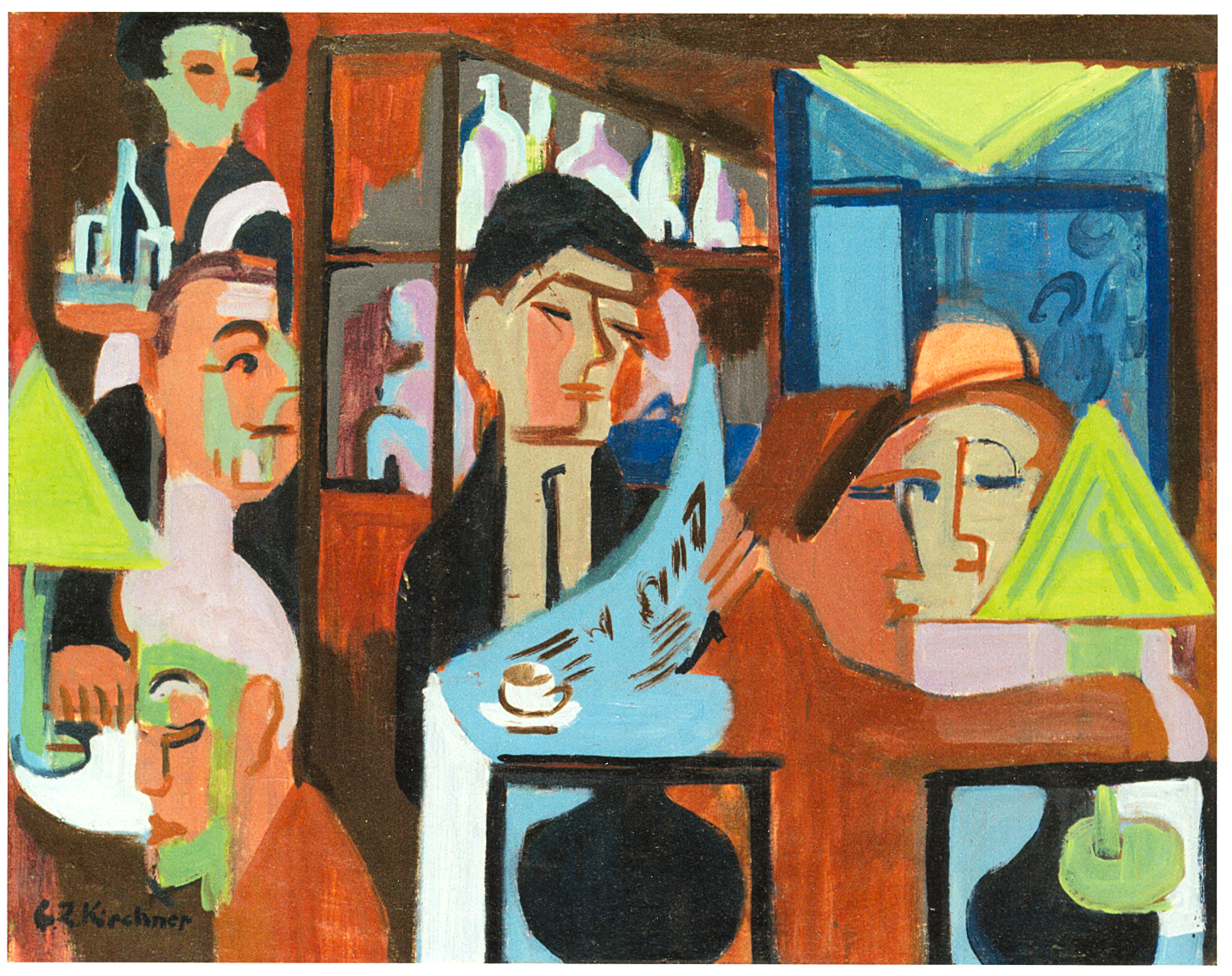
Ernst Ludwig Kirchner, Davoser Café, Öl auf Leinwand, Museumslandschaft Hessen Kassel

- 24. Juni: In Koblenz wird das Joseph-Görres-Denkmal als Zeichen der Zugehörigkeit des Rheinlandes zu Deutschland eingeweiht.
- 12. Juli: In Bozen wird das von Marcello Piacentini entworfene faschistische Siegesdenkmal in Anwesenheit des italienischen Königs Viktor Emanuel III. eingeweiht.
- 29. September: Eröffnung des zweiten Goetheanum in Dornach (CH) nach einem Entwurf von Rudolf Steiner, weltweit eines der ersten Betongebäude, in denen der Baustoff bereits künstlerisch-plastisch eingesetzt wird. Es ersetzt das in Brand gesetzte erste Goetheanum aus Holz.
- Gründung der internationalen Architektenvereinigung CIAM
- Gründung der Stuttgarter Neue Sezession

#### Musik und Theater
- 1. Januar: In Wien wird die Jazzoper Jonny spielt auf von Ernst Krenek erstmals aufgeführt
- 23. Januar: Die Besucher der Berliner Piscator-Bühne erleben die Uraufführung von Die Abenteuer des braven Soldaten Schwejk, nach dem von Jaroslav Hašek verfassten Roman
- 18. Februar: Am Neuen Theater Leipzig wird die Oper Der Zar läßt sich photographieren von Kurt Weill uraufgeführt.
- 2. März: Uraufführung der Operette Der Gatte des Fräuleins von Paul Abraham in Budapest
- 29. Mai: Uraufführung der Operette Frühlingsmädel von Franz Lehár im Neuen Theater am Zoo in Berlin (Überarbeitung der Operette Frühling aus dem Jahr 1922)
- 6. Juni: Uraufführung der Oper Die ägyptische Helena von Richard Strauss und Hugo von Hofmannsthal in Dresden
- 31. August: Uraufführung der Dreigroschenoper von Kurt Weill und Bertolt Brecht in Berlin
- 28. September: Die Comedian Harmonists geben ihr Debüt im Berliner Großen Schauspielhaus
- 4. Oktober: Uraufführung der Operette Friederike von Franz Lehár am Metropol-Theater in Berlin.
- 13. Dezember: Das Musical Ein Amerikaner in Paris von George Gershwin wird in der Carnegie Hall in New York City uraufgeführt.
- 14. Oktober: Die Oper Tyll von Mark Lothar wird unter der musikalischen Leitung von Ernst Praetorius und mit Walter Favre und Priska Aich in den Hauptrollen am Deutschen Nationaltheater in Weimar uraufgeführt.
- 15. Oktober: Die 6. Sinfonie von Kurt Atterberg, die sog. „Dollarsinfonie“, wird in Köln uraufgeführt.
- 21. Dezember: Am Berliner Lessingtheater wird das Seiltänzerstück Katharina Knie von Carl Zuckmayer uraufgeführt.

#### Sonstiges
- 4. Januar: In München wird der Kampfbund für deutsche Kultur gegründet
- 7. Januar: Walt Disney erfindet die legendäre Micky Maus
- Vollendung der Plaza de España in Sevilla
- Der Bad Windsheimer Roland wird als Mahnmal errichtet

### Gesellschaft
- 4. Juni: Gustav Hartmann, der Eiserne Gustav, erreicht (von Berlin kommend) mit seiner Pferdedroschke Paris.
- 30. August: Der gleichnamige Sohn des 1924 verstorbenen Industriellen Hugo Stinnes wird wegen eines betrügerischen Geschäfts mit Kriegsanleihen in großem Stil verhaftet.
- 1. November: Die Türkei beschließt per Gesetz die Einführung des lateinischen Alphabets. Das Gesetz tritt zum 3. November in Kraft.

### Religion
- 6. Januar: Die verfasste Enzyklika Mortalium animos von Papst Pius XI. gilt als Dokument der Rückkehr-Ökumene. Andere Kirchen werden darin als abtrünnig betrachtet und von ihm zur Rückkehr in die wahre Kirche aufgefordert.
- 23. März: Die erste von Muslimen in Deutschland gebaute Moschee wird in Berlin eingeweiht. (damals: Berliner Moschee)
- 2. Oktober: In Madrid gründet der spanische Priester Josemaría Escrivá die katholische Vereinigung Opus Dei.
- 20. Dezember: Die päpstliche Bulle Divini cultus sanctitatem enthält den Aufruf Pius XI., gregorianischen Gesang und Kirchenmusik bei der Liturgie zu fördern.

### Katastrophen
- 7. Januar: Ein Sturm von Osten, der die Themse zurückstaut führt unter anderem zu einem Dammbruch in London. Teile der Stadt stehen unter Wasser. Menschen sterben, viele sind obdachlos.
- 16. Januar: In Völklingen sterben 13 Menschen bei einer Hochofenexplosion im Hüttenwerk.
- 12. März: Die Staumauer der St.-Francis-Talsperre in der Nähe von Los Angeles bricht: ca. 400 Tote
- 30. März: Schweres Erdbeben in der türkischen Stadt Izmir
- 22. April: Ein weiteres schweres Erdbeben zerstört fast die gesamte griechische Stadt Korinth
- 20. Juni: Beim fränkischen Ort Siegelsdorf entgleist ein Zug. 24 Menschen kommen ums Leben, über 100 werden verletzt.
- 6. Juli: Das Transportschiff „Angamos“ (Chile) strandet im Sturm bei Punta Morguillas (Chile) und bricht auseinander. 283 Tote, 8 Überlebende
- 13. September: Der Okeechobee-Hurrikan verwüstet die Inseln der Karibik und die Ostküste der Vereinigten Staaten. Dabei kommen mindestens 4.075 Menschen ums Leben.
- 12. November: Im Nordatlantik kentert und sinkt der britische Passagierdampfer Vestris der Lamport & Holt Line, nachdem ein Sturm Seewasser durch eine offene Ladeluke ins Schiff gedrückt hat (112 Tote)
- Dezember: Das dänische Schulschiff København mit 80 Mann Besatzung verschwindet bei der Überfahrt von Buenos Aires nach Melbourne spurlos.

Kleinere Unglücksfälle sind in den Unterartikeln von Katastrophe und in der Liste von Katastrophen aufgeführt.

### Sport
- 6. Januar: Boxen: Max Schmeling verteidigt durch einen K.-o.-Sieg über den Italiener Michele Bonaglia seinen Titel als Europameister im Halbschwergewicht.
- 11. Februar: Eröffnung der II. Olympischen Winterspiele in St. Moritz
- 19. Februar: Schlussfeier der II. Olympischen Winterspiele
- 4. März: In St. Anton am Arlberg endet das erste Arlberg-Kandahar-Rennen, eine aus Slalom und Abfahrtslauf bestehende alpine Skisportveranstaltung.
- 4. April: Boxen: Max Schmeling wird durch einen Punktsieg über Titelverteidiger Franz Diener Deutscher Meister im Schwergewicht.
- 17. Mai: Eröffnung der IX. Olympischen Sommerspiele in Amsterdam
- 19. Mai: In Paris wird die Tennisarena Stade Roland Garros eröffnet. In ihr werden in der Folge die French Open ausgetragen.
- 20. Juni: Der spanische Fußballverein Real Valladolid entsteht aus der Fusion zweier örtlicher Clubs.
- 26. Juni: Kurt Helbig wird in Amsterdam erster Olympiasieger im Gewichtheben für Deutschland.
- 12. August: Schlussfeier der IX. Olympischen Sommerspiele
- 16. September: Fußball: Deutschland gewinnt gegen Dänemark in Nürnberg mit 2:1
- Richard Halliburton durchschwimmt als erster Mensch den Panamakanal in seiner gesamten Länge.

## Nobelpreise
- Physik: Owen Willans Richardson
- Chemie: Adolf Windaus
- Medizin: Charles Nicolle
- Literatur: Sigrid Undset

Ein Friedensnobelpreis wird nicht verliehen.

## Geboren

### Januar
- 01. Januar: Fritz Senn, Schweizer Publizist
- 01. Januar: Hap Sharp, US-amerikanischer Automobilrennfahrer († 1993)
- 01. Januar: Pranas Vaičekonis, litauischer Kirchenrechtler, Professor für Kanonisches Recht und Theologie, Priester († 2006)
- 02. Januar: Gerhard Amanshauser, österreichischer Schriftsteller († 2006)
- 02. Januar: Daisaku Ikeda, japanischer Buddhist, Philosoph, Autor († 2023)
- 02. Januar: Tamio Ōki, japanischer Synchronsprecher († 2017)
- 02. Januar: Tiberiu Olah, rumänischer Komponist († 2002)
- 02. Januar: Wolfgang Sauer, deutscher Jazz- und Schlagersänger († 2015)
- 03. Januar: Rob Pronk, niederländischer Jazz-Bandleader, Arrangeur, Pianist und Komponist († 2012)
- 03. Januar: Klaus Schulze, deutscher Ruderer († 2013)
- 04. Januar: Werner Felfe, Mitglied des Politbüros des Zentralkomitees der SED in der DDR († 1988)
- 05. Januar: Zulfikar Ali Bhutto, Staatspräsident und Premierminister von Pakistan († 1979)
- 05. Januar: Walter Mondale, US-amerikanischer Politiker, 42. Vizepräsident der USA († 2021)
- 06. Januar: Giovanni Attanasio, italienischer Schauspieler († 1988)
- 06. Januar: Capucine, französische Schauspielerin († 1990)
- 06. Januar: Astrid Gehlhoff-Claes, deutsche Schriftstellerin und Übersetzerin († 2011)
- 06. Januar: Richard Meier, deutscher Jurist († 2015)
- 07. Januar: William Peter Blatty, US-amerikanischer Autor und Regisseur († 2017)
- 07. Januar: Emilio Pericoli, italienischer Sänger († 2013)
- 08. Januar: Felice Andreasi, italienischer Schauspieler († 2005)
- 08. Januar: Slade Gorton, US-amerikanischer Politiker († 2020)
- 08. Januar: Joseph Pach, kanadischer Geiger
- 08. Januar: Luther Perkins, US-amerikanischer Gitarrist († 1968)
- 08. Januar: Roland Ploeger, deutscher Komponist († 2004)
- 08. Januar: Rudi Schmitt, deutscher Politiker und MdB
- 08. Januar: Gilberte Thirion, belgische Automobilrennfahrerin († 2008)
- 09. Januar: Fritz Dirtl, österreichischer Motorrad-Rennfahrer († 1956)
- 09. Januar: Wolfgang Draeger, deutscher Schauspieler und Synchronsprecher († 2023)
- 09. Januar: Domenico Modugno, italienischer Sänger und Songwriter († 1994)
- 11. Januar: Will Brandes, deutscher Schlagersänger († 1990)
- 11. Januar: Cal Massey, US-amerikanischer Jazzkomponist und -trompeter († 1972)
- 11. Januar: David L. Wolper, US-amerikanischer Filmproduzent († 2010)
- 11. Januar: Harry Wüstenhagen, deutscher Schauspieler und Synchronsprecher († 1999)
- 12. Januar: Bill Lange, US-amerikanischer American-Football-Spieler († 1995)
- 12. Januar: Peter Lerche, deutscher Rechtswissenschaftler († 2016)
- 12. Januar: Lloyd Ruby, US-amerikanischer Automobilrennfahrer († 2009)
- 12. Januar: Tommy Spurlin, US-amerikanischer Rockabilly-Musiker († 2005)
- 13. Januar: David Sheiner, US-amerikanischer Schauspieler
- 14. Januar: Hilario Chávez Joya, mexikanischer Bischof († 2010)
- 14. Januar: Lauch Faircloth, US-amerikanischer Politiker († 2023)
- 14. Januar: Joe Muranyi, ungarisch-US-amerikanischer Jazzmusiker († 2012)
- 14. Januar: Karl-Heinz Prinz, deutscher Fußballspieler
- 14. Januar: Jürgen Weber, deutscher Bildhauer († 2007)
- 14. Januar: Garry Winogrand, US-amerikanischer Fotograf († 1984)
- 14. Januar: Jutta Zoff, deutsche Konzertharfenistin († 2019)
- 15. Januar: François Pantillon, Schweizer Chorleiter und Komponist († 2025)
- 16. Januar: Pilar Lorengar, spanische Sopranistin († 1996)
- 17. Januar: Jean Barraqué, französischer Komponist († 1973)
- 17. Januar: Benno Meyer-Wehlack, deutscher Schriftsteller († 2014)
- 17. Januar: Vidal Sassoon, britischer Haarstylist und Unternehmer († 2012)
- 18. Januar: Betty Berzon, US-amerikanische Autorin und Psychotherapeutin († 2006)
- 18. Januar: Josef Erben, deutscher Skirennläufer
- 18. Januar: Alexander Gomelski, russischer Basketballspieler und -trainer († 2005)
- 19. Januar: Daniel Dingel, philippinischer Tüftler und mutmaßlicher Betrüger († 2010)
- 19. Januar: Christof Krause, deutscher Bildhauer († 2005)
- 19. Januar: Hans Georg Wunderlich, deutscher Geologe († 1974)
- 20. Januar: Rainer Arlt, deutscher Agrarrechtswissenschaftler, Hochschullehrer und Politiker († 1997)
- 20. Januar: Harry Ristock, deutscher sozialdemokratischer Politiker († 1992)
- 21. Januar: Reynaldo Bignone, argentinischer General († 2018)
- 21. Januar: Carol Beach York, US-amerikanische Autorin von Jugendliteratur († 2013)
- 21. Januar: Regina Gebhard, deutsche Gebrauchsgrafikerin
- 21. Januar: Brenton Langbein, australischer Geiger, Komponist und Lehrer
- 21. Januar: Trude Mally, österreichische Sängerin und Dudlerin († 2009)
- 22. Januar: Birch Bayh, US-amerikanischer Politiker († 2019)
- 22. Januar: Francis Boisson, monegassischer Sportschütze und Sportfunktionär († 2021)
- 22. Januar: Wolfram Gehring, deutscher Organist
- 23. Januar: Jeanne Moreau, französische Schauspielerin, Filmregisseurin und Sängerin († 2017) Jeanne Moreau, 1958

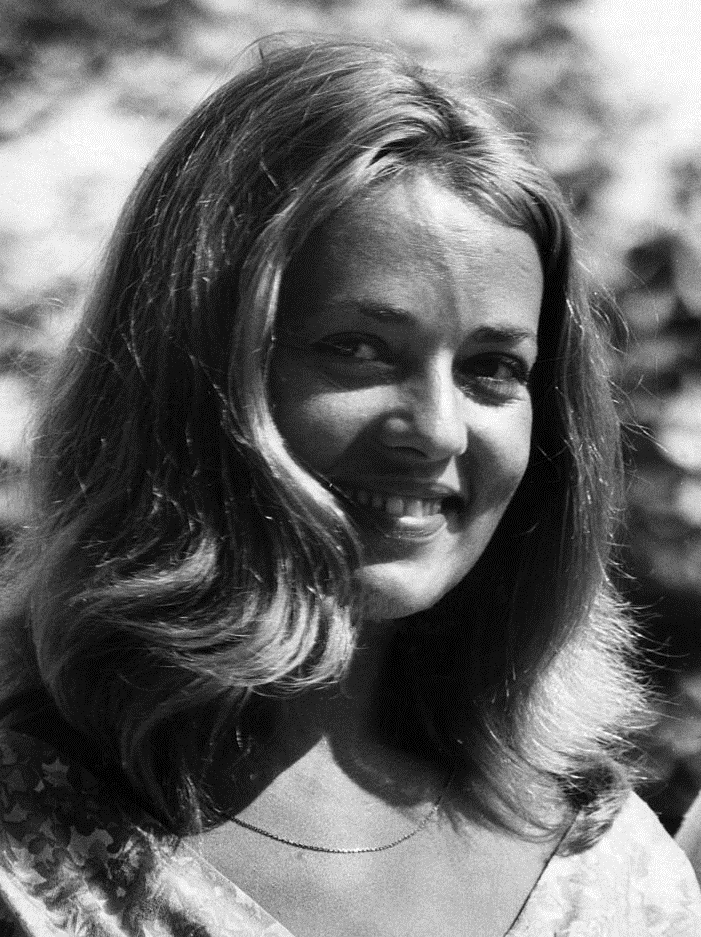
Jeanne Moreau, 1958

- 24. Januar: Robert Dutoit, französischer Automobilrennfahrer († 2003)
- 24. Januar: Fritz Eichbauer, Münchner Bauunternehmer († 2025)
- 24. Januar: Desmond Morris, britischer Zoologe, Verhaltensforscher, Publizist und Künstler
- 24. Januar: Michel Serrault, französischer Schauspieler († 2007)
- 25. Januar: Helmut Ahner, deutscher Schauspieler und Synchronsprecher († 2014)
- 25. Januar: Karl Walter Diess, österreichischer Schauspieler († 2014)
- 25. Januar: Eduard Schewardnadse, sowjetischer Außenminister, georgischer Staatspräsident († 2014)
- 26. Januar: Heinrich Franke, deutscher Politiker, Präsident der Bundesanstalt für Arbeit († 2004)
- 26. Januar: Roger Vadim, französischer Filmregisseur († 2000)
- 27. Januar: Michael Craig, britischer Schauspieler und Drehbuchautor
- 27. Januar: Jean-Michel Damase, französischer Komponist († 2013)
- 27. Januar: Hans Modrow, deutscher Politiker, Regierungschef der DDR († 2023) Hans Modrow, 1989

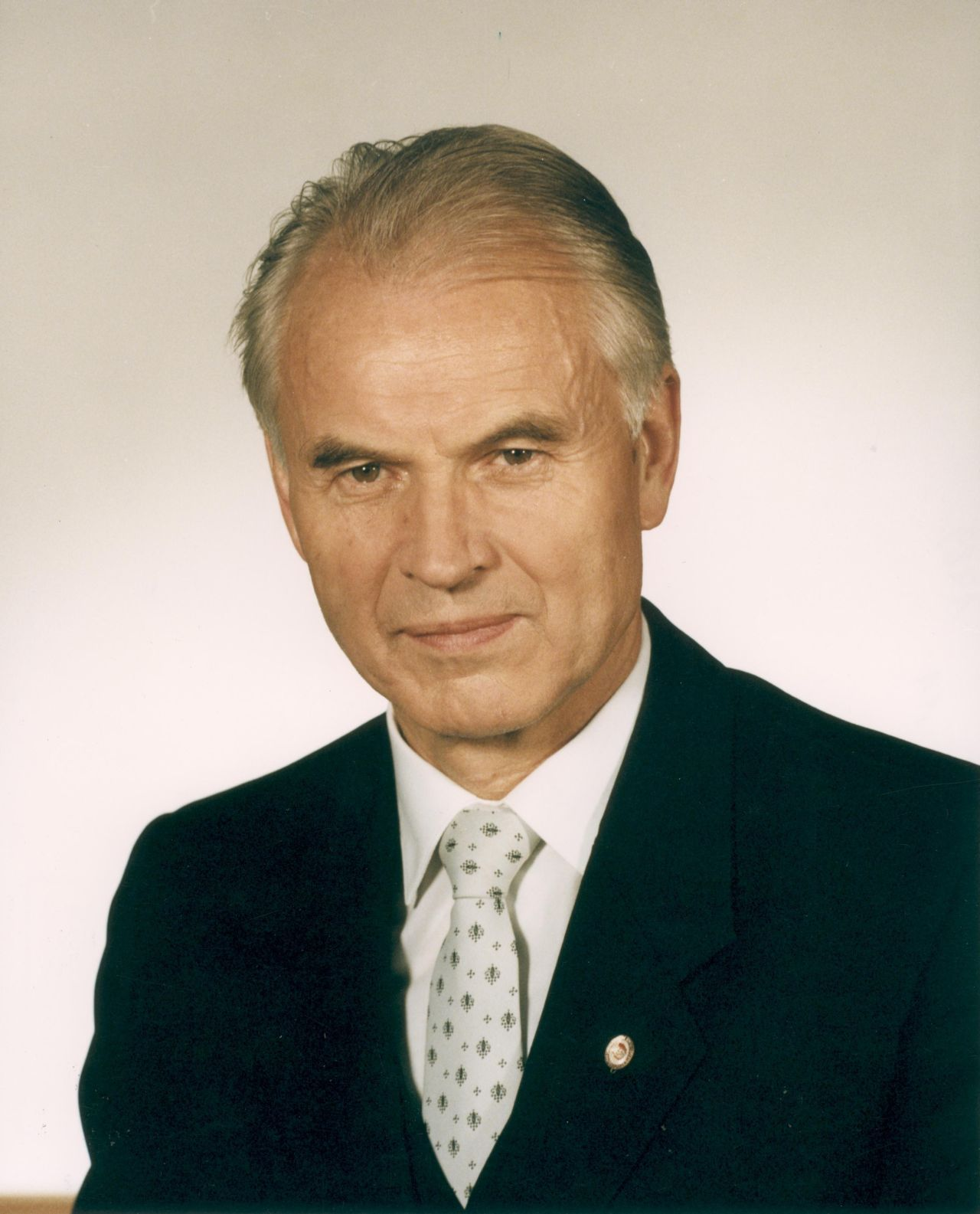
Hans Modrow, 1989

- 28. Januar: Akiko Baba, japanische Schriftstellerin und Literaturwissenschaftlerin
- 28. Januar: Jirō Kawamura, japanischer Übersetzer, Literaturwissenschaftler und -kritiker († 2008)
- 28. Januar: Jorge Zorreguieta, argentinischer Landwirtschaftsminister († 2017)
- 29. Januar: Kurt Joachim von Bornhaupt, deutscher Richter († 2009)
- 29. Januar: Bengt Hambraeus, schwedischer Komponist, Organist und Musikwissenschaftler († 2000)
- 29. Januar: Lee Shau Kee, chinesischer Unternehmer († 2025)
- 30. Januar: Ruth Brown, US-amerikanische Rhythm-and-Blues-Sängerin († 2006)
- 30. Januar: Harold Prince, US-amerikanischer Theaterregisseur und Produzent († 2019)
- 31. Januar: Michael Degen, deutscher Schauspieler und Schriftsteller († 2022)

### Februar
- 01. Februar: Jean Aubain, französischer Komponist († 2015)
- 01. Februar: Tom Lantos, US-amerikanischer Politiker († 2008)
- 01. Februar: Stuart Whitman, US-amerikanischer Schauspieler († 2020)
- 02. Februar: Ciriaco De Mita, italienischer Politiker († 2022)
- 02. Februar: Walter Studer-Jermann, Schweizer Erfinder und Schriftsteller († 2025)
- 03. Februar: Andrzej Szczypiorski, polnischer Schriftsteller († 2000)
- 03. Februar: Svend Wad, dänischer Boxer († 2004)
- 04. Februar: Kim Yŏng-nam, nordkoreanischer Politiker, Vorsitzender der Obersten Volksversammlung Nordkoreas
- 04. Februar: Gian Luigi Polidoro, italienischer Filmregisseur († 2000)
- 05. Februar: Ron Cooper, britischer Boxer († 2023)
- 05. Februar: Ernst Eisenmann, deutscher Gewerkschafter († 2016)
- 05. Februar: Bruno Krupp, deutscher Politiker († 2015)
- 05. Februar: Heddo Schulenburg, deutscher Schauspieler († 2008)
- 06. Februar: Walter Auffenberg, US-amerikanischer Biologe († 2004)
- 06. Februar: Sjel de Bruijckere, niederländischer Fußballspieler († 2011)
- 06. Februar: Arno Esch, deutscher Politiker († 1951)
- 06. Februar: Géza Varasdi, ungarischer Leichtathlet († 2022)
- 07. Februar: Carlo Ross, deutscher Schriftsteller († 2004)
- 08. Februar: Siegfried Fink, deutscher Schlagzeuger und Komponist († 2006)
- 09. Februar: Rolf Apreck, deutscher Kammer- und Opernsänger († 1989)
- 09. Februar: Frank Frazetta, US-amerikanischer Fantasy- und Science-Fiction-Illustrator († 2010)
- 09. Februar: Rinus Michels, niederländischer Fußballtrainer († 2005)
- 10. Februar: Walter Felke, deutscher Unternehmer und Kommunalpolitiker († 2017)
- 10. Februar: Jean-Luc Lagardère, französischer Unternehmer († 2003)
- 10. Februar: Nelson Pinedo, kolumbianischer Sänger († 2016)
- 11. Februar: Gotthilf Fischer, deutscher Chorleiter († 2020)

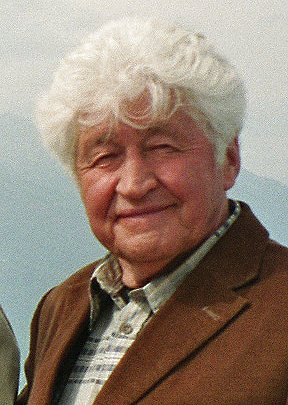
Gotthilf Fischer, 2006

- 11. Februar: Conrad Janis, US-amerikanischer Schauspieler und Jazz-Posaunist († 2022)
- 12. Februar: Heinz Baumann, deutscher Schauspieler und Synchronsprecher († 2023)
- 12. Februar: Andreas E. Beurmann, deutscher Musikwissenschaftler, Komponist und Physiker († 2016)
- 12. Februar: James Cohn, US-amerikanischer Komponist († 2021)
- 12. Februar: Horst Köbbert, deutscher Sänger und Moderator († 2014)
- 12. Februar: Alexander Papendiek, deutscher Schauspieler († 1974)
- 12. Februar: Jürgen Thormann, deutscher Schauspieler und Synchronsprecher († 2024)
- 14. Februar: Dieter Meichsner, deutscher Schriftsteller, Dramaturg, Drehbuchautor und Produzent († 2010)
- 15. Februar: Günter Kütemeyer, deutscher Schauspieler und Synchronsprecher († 2022)
- 15. Februar: Luis Posada Carriles, kubanischer Terrorist († 2018)
- 16. Februar: Porfi Jiménez, venezolanischer Komponist, Arrangeur und Bandleader († 2010)
- 16. Februar: Edzard Reuter, deutscher Manager, Vorstandsvorsitzender der Daimler-Benz AG († 2024)
- 16. Februar: Eva-Ingeborg Scholz, deutsche Schauspielerin († 2022)
- 17. Februar: Walther Busse von Colbe, deutscher Betriebswirtschaftler († 2021)
- 17. Februar: Tom Jones, US-amerikanischer Musical-Texter († 2023)
- 17. Februar: Beverly Willis, US-amerikanische Architektin († 2023)
- 18. Februar: Peter Arens, schweizerischer Schauspieler und Theaterregisseur († 2015)
- 18. Februar: Eeva Kilpi, finnische Schriftstellerin und Dichterin
- 19. Februar: Nicolas Hayek, Schweizer Unternehmer († 2010)
- 19. Februar: Sokrates Kapsaskis, griechischer Lyriker, Filmregisseur und Übersetzer († 2007)
- 20. Februar: Osvaldo Berlingieri, argentinischer Tangopianist und -komponist († 2015)
- 20. Februar: Erik Larsen, dänischer Ruderer († 1952)
- 20. Februar: Friedrich Wetter, Erzbischof von München und Freising

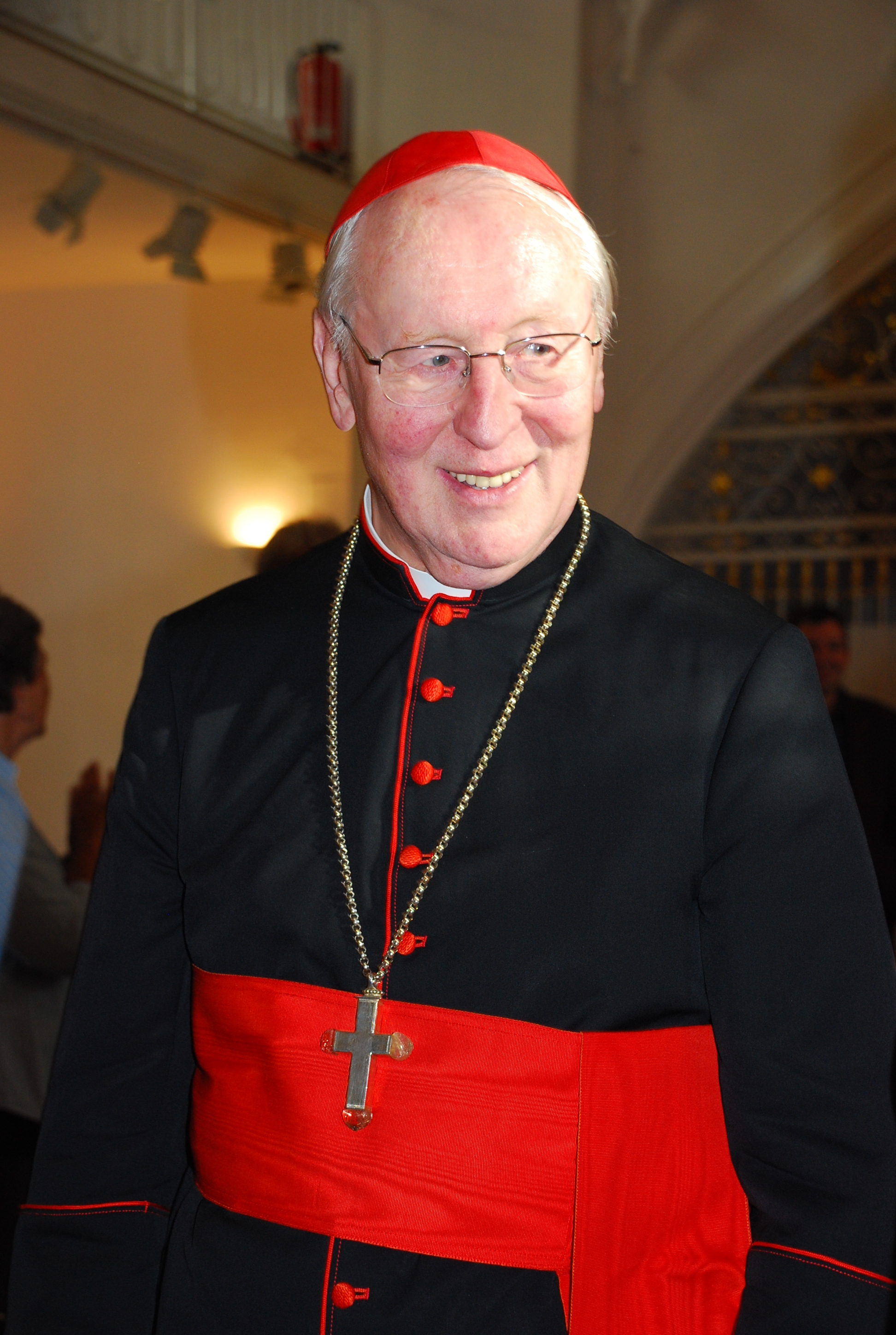
Friedrich Wetter, 2008

- 21. Februar: Cecil Sandford, britischer Motorradrennfahrer († 2023)
- 22. Februar: Paul Dooley, US-amerikanischer Schauspieler
- 22. Februar: Axel Strøbye, dänischer Schauspieler († 2005)
- 23. Februar: Hans Herrmann, deutscher Automobilrennfahrer
- 24. Februar: Juan Allende-Blin, chilenischer Komponist
- 24. Februar: Ursel Burmeister, deutsche Handballspielerin
- 24. Februar: Al Lettieri, US-amerikanischer Schauspieler († 1975)
- 25. Februar: Stephen C. Apostolof, US-amerikanischer Erotikproduzent und Trashfilmregisseur († 2005)
- 25. Februar: Paul Elvstrøm, dänischer Segler († 2016)
- 25. Februar: Larry Gelbart, US-amerikanischer Drehbuchautor († 2009)
- 25. Februar: Heinrich Jaenecke, deutscher Journalist, Publizist und Historiker († 2014)
- 25. Februar: Václav Rusek, tschechischer Pharmaziehistoriker († 2016)
- 25. Februar: Klaus Traube, deutscher Umweltforscher († 2016)
- 25. Februar: Johannes Vogel, deutscher Diplomat († 2017)
- 25. Februar: Bibiana Zeller, österreichische Schauspielerin († 2023)
- 26. Februar: Fats Domino, US-amerikanischer Pianist, Sänger und Songwriter († 2017)
- 26. Februar: Anatoli Filiptschenko, sowjetischer Kosmonaut († 2022)
- 26. Februar: Odo Marquard, deutscher Philosoph († 2015)

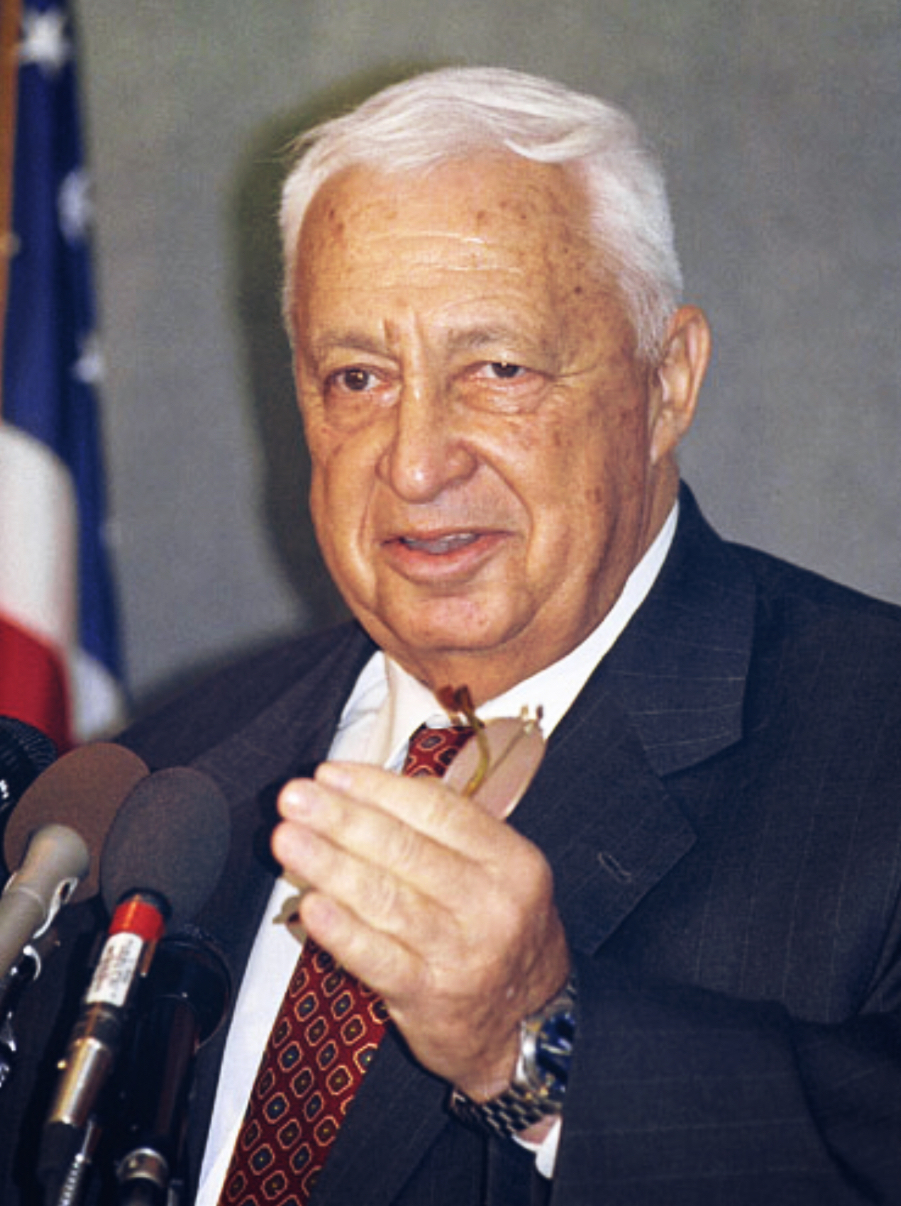
Ariel Scharon, 2004

- 26. Februar: Ariel Scharon, israelischer Politiker († 2014)
- 27. Februar: Klaus Dick, deutscher Weihbischof († 2024)
- 27. Februar: Wolfgang Fischer, deutscher Leichtathlet († 1987)
- 27. Februar: Fred Gebhardt, deutscher Politiker († 2000)
- 27. Februar: Alexander Götz, österreichischer Politiker († 2018)
- 27. Februar: Heinrich Heß, deutscher Kanute († 1993)
- 27. Februar: Alfred Hrdlicka, österreichischer Bildhauer, Zeichner, Maler und Grafiker († 2009)
- 27. Februar: Georgette Tsinguirides, deutsch-griechische Balletttänzerin und Choreologin
- 28. Februar: Tom Aldredge, US-amerikanischer Schauspieler († 2011)
- 28. Februar: Wolfgang Döbereiner, deutscher Astrologe und Homöopath († 2014)
- 29. Februar: Joss Ackland, britischer Schauspieler († 2023)
- 29. Februar: Seymour Papert, US-amerikanischer Mathematiker und Lerntheoretiker († 2016)
- 000Februar: Jacques Soisson, französischer Maler, Radierer und Bildhauer († 2012)

### März
- 01. März: Peter von Polenz, deutscher Sprachwissenschaftler († 2011)
- 01. März: Jacques Rivette, französischer Filmregisseur († 2016)
- 02. März: Kurt Ackermann, deutscher Architekt († 2014)
- 02. März: Margot Kruse, deutsche Romanistin († 2013)
- 03. März: Diane Foster, kanadische Leichtathletin und Olympiateilnehmerin († 1999)
- 03. März: Pierre Michelot, französischer Jazzmusiker und Komponist († 2005)
- 03. März: Gudrun Pausewang, deutsche Schriftstellerin († 2020)
- 04. März: Samuel Hans Adler, deutsch-US-amerikanischer Komponist und Dirigent
- 04. März: Geneviève Aubry, Schweizer Politikerin
- 04. März: Juan Kahnert, argentinischer Kugelstoßer († 2021)
- 04. März: Alan Sillitoe, britischer Schriftsteller († 2010)
- 06. März: Kaoru Chiba, japanischer Hornist († 2008)
- 06. März: Georg Eder, österreichischer Erzbischof († 2015)
- 06. März: Colin Forbes, britischer Grafikdesigner († 2022)
- 06. März: Dorothea Kleine, deutsche Schriftstellerin († 2010)
- 06. März: Christa Wehling, deutsche Schauspielerin († 1996)
- 08. März: Frank Michael Beyer, deutscher Komponist und Dirigent († 2008)
- 08. März: Bill Lomas, britischer Motorradrennfahrer († 2007)
- 08. März: Jacqueline Richard, kanadische Pianistin, Korrepetitorin und Dirigentin († 2015)
- 09. März: Gerald Bull, kanadischer Artilleriewissenschaftler († 1990)
- 09. März: Helmar Meinel, deutscher Schriftsteller und Satiriker
- 09. März: Wilhelm Salber, Direktor des Psychologischen Instituts an der Universität zu Köln († 2016)
- 10. März: Hans Heinrich Angermüller, deutscher Politikwissenschaftler († 2013)
- 10. März: Kiyoshi Atsumi, japanischer Schauspieler († 1996)
- 10. März: René Bonnière, französisch-kanadischer Regisseur
- 10. März: James Earl Ray, US-amerikanischer Attentäter († 1998)
- 11. März: Gerhard Ambros, deutscher Politiker († 2007)
- 11. März: Käthe Recheis, österreichische Kinder- und Jugendbuchautorin († 2015)
- 11. März: Frederick Stafford, Schauspieler († 1979)
- 12. März: Edward Albee, US-amerikanischer Schriftsteller († 2016)
- 12. März: Walter Althammer, deutscher Politiker († 2025)
- 12. März: Philip Jones, britischer Trompeter und Gründer des Philip Jones Brass Ensemble († 2000)
- 12. März: Werner Krolikowski, Mitglied des Politbüros des ZK der SED der DDR († 2016)
- 12. März: Paul Kuhn, deutscher Pianist, Bandleader und Sänger († 2013) Paul Kuhn, 2013

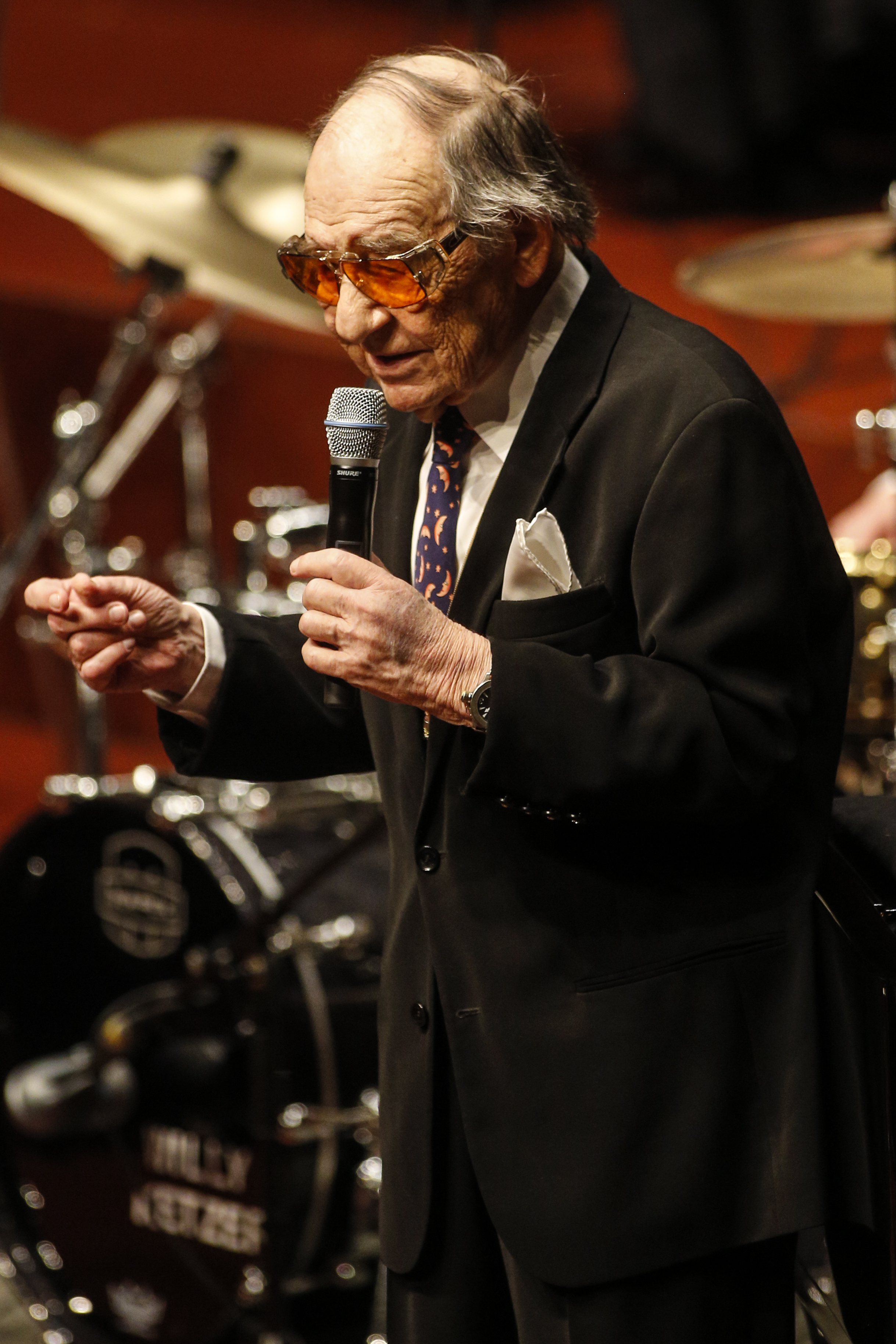
Paul Kuhn, 2013

- 12. März: Aldemaro Romero, venezolanischer Komponist und Dirigent († 2007)
- 13. März: Ernst Anders, österreichischer Schauspieler († 1991)
- 14. März: Florentino P. Feliciano, Richter am Obersten Gerichtshof der Philippinen und Mitglied des Appellate Body der WTO († 2015)
- 14. März: Karl Frank Austen, US-amerikanischer Immunologe († 2023)
- 14. März: Frank Borman, US-amerikanischer Astronaut († 2023)
- 14. März: Denise Voïta, Schweizer Malerin und Grafikerin († 2008)
- 15. März: Manfred Bochmann, Minister für Geologie der DDR († 2011)
- 15. März: Gerhard Thieme, deutscher Bildhauer und Medailleur († 2018)
- 16. März: Karlheinz Böhm, österreichischer Schauspieler und Gründer der Hilfsorganisation „Menschen für Menschen“ (MfM) († 2014)
- 16. März: Wakanohana Kanji I., japanischer Sumoringer und 45. Yokozuna († 2010)
- 16. März: Christa Ludwig, deutsche Opern- und Konzertsängerin († 2021)
- 16. März: Karl Otto Meyer, dänisch-deutscher Politiker († 2016)
- 16. März: Rudolf Sigl, Direktor des Instituts für Astronomische und Physikalische Geodäsie († 1998)
- 17. März: Eunice Gayson, britische Schauspielerin († 2018)
- 18. März: Lennart Carleson, schwedischer Mathematiker
- 18. März: Peggy Dow, US-amerikanische Schauspielerin
- 18. März: Alfred Einwag, deutscher Jurist
- 18. März: Charlotte von Mahlsdorf, Gründerin des Gründerzeitmuseums in Berlin-Mahlsdorf († 2002)Charlotte von Mahlsdorf 2002

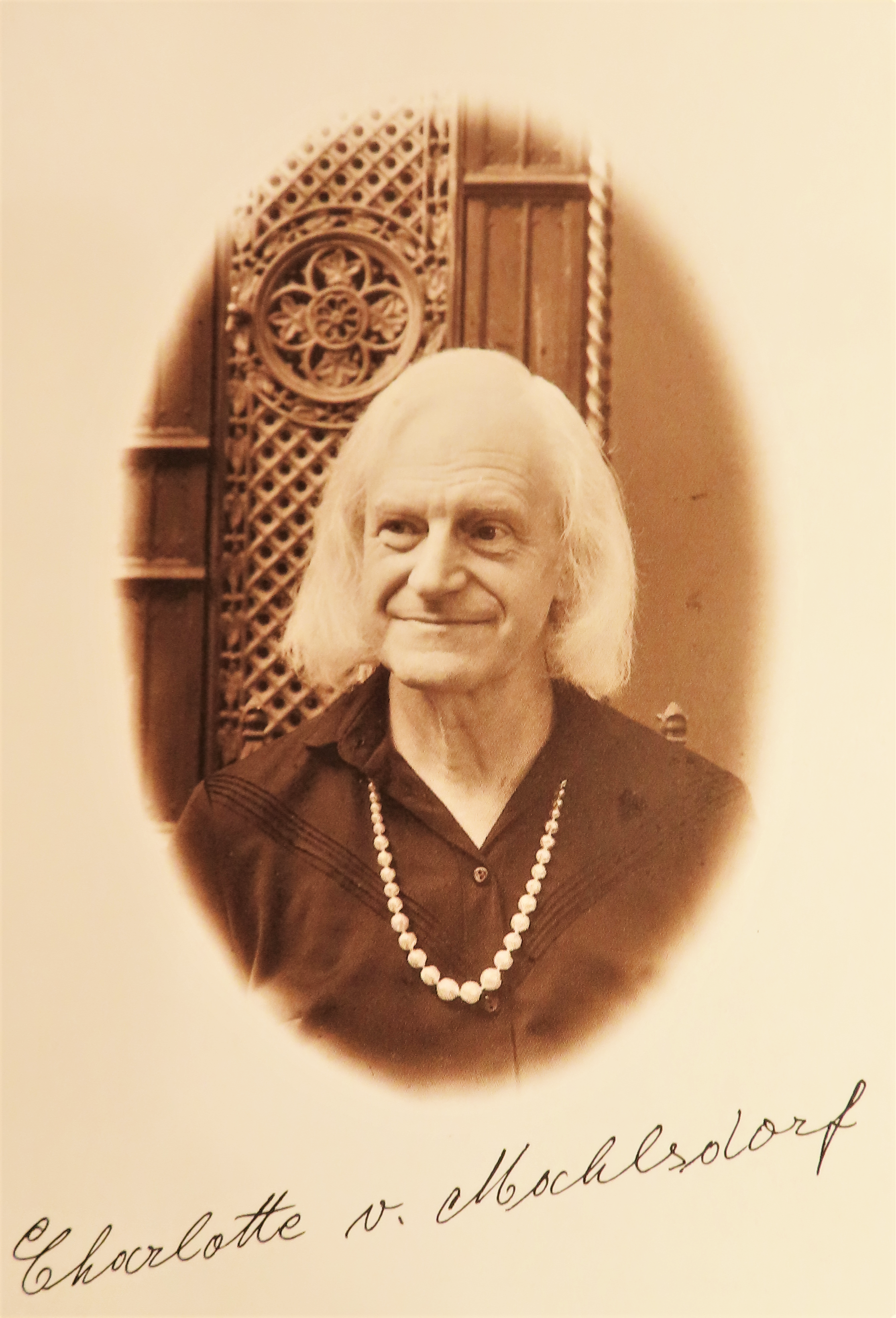
Charlotte von Mahlsdorf 2002

- 18. März: Virtú Maragno, argentinischer Komponist († 2004)
- 18. März: Antonio Pacenza, argentinischer Boxer († 1999)
- 18. März: Gustav Peichl, österreichischer Architekt und Autor († 2019)
- 18. März: Miguel Poblet, spanischer Radrennfahrer († 2013)
- 18. März: Fidel Ramos, philippinischer General und 12. Präsident der Philippinen († 2022)
- 19. März: Arthur Cook, US-amerikanischer Sportschütze († 2021)
- 19. März: Emil Handschin, Schweizer Eishockeyspieler († 1990)
- 19. März: Hans Küng, Schweizer katholischer Theologe († 2021)Hans Küng, 2009

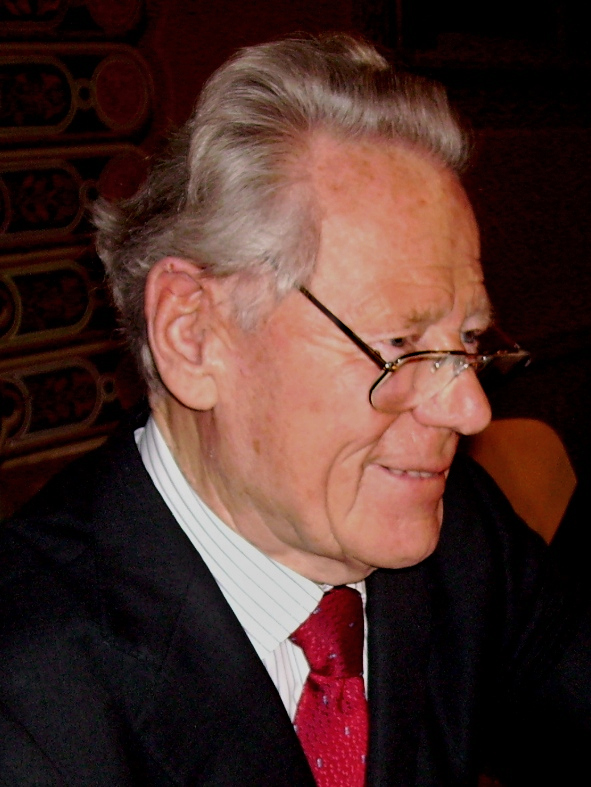
Hans Küng, 2009

- 19. März: Patrick McGoohan, US-amerikanischer Schauspieler und Regisseur († 2009)
- 19. März: Hans Georg Zambona, deutscher Komponist, Pianist und Schriftsteller
- 20. März: Inés Camelo Arredondo, mexikanische Schriftstellerin († 1989)
- 21. März: Werner Böckenförde, deutscher Domkapitular, Theologe und Jurist († 2003)
- 21. März: Peter Hacks, deutscher Dramatiker und Schriftsteller († 2003)
- 21. März: Klara Köttner-Benigni, österreichische Schriftstellerin († 2015)
- 21. März: Aina Wifalk, schwedische Sozialwissenschaftlerin und Erfinderin des modernen Rollators († 1983)
- 22. März: William Reynolds Archer Jr., US-amerikanischer Politiker
- 22. März: Eric Donald Hirsch, US-amerikanischer Literaturkritiker
- 23. März: Karl-Heinz Tuschel, deutscher Science-Fiction-Autor, Lyriker und Kabaretttexter († 2005)
- 24. März: Horst Jäger, deutscher Schriftsteller († 2009)
- 24. März: Byron Janis, US-amerikanischer Pianist, Komponist und Musikwissenschaftler († 2024)
- 24. März: Karl Orthuber, österreichischer Unternehmer und Automobilrennfahrer († 2009)
- 25. März: Roald Aas, norwegischer Eisschnellläufer († 2012)
- 25. März: Benedikt Huber, Schweizer Architekt, Hochschullehrer, Redaktor und Verlagsleiter († 2019)
- 25. März: Jim Lovell, US-amerikanischer Astronaut († 2025)
- 27. März: Douglas Applegate, US-amerikanischer Politiker († 2021)
- 27. März: Hellmuth Klauhs, österreichischer Bankdirektor († 1990)
- 27. März: Seiko Tanabe, japanische Schriftstellerin († 2019)
- 28. März: Hans Jochen Boecker, deutscher protestantischer Theologe († 2020)
- 28. März: Zbigniew Brzeziński, polnisch-US-amerikanischer Politikwissenschaftler († 2017)
- 28. März: Alexander Grothendieck, französischer Mathematiker deutscher Herkunft († 2014)
- 28. März: Henk van Lijnschooten, niederländischer Komponist und Dirigent († 2006)
- 28. März: Hans-Georg Wieck, deutscher Diplomat († 2024)
- 29. März: Philip Locke, englischer Schauspieler († 2004)
- 30. März: Aurel Anton, rumänischer Schachspieler († 2015)
- 30. März: Adriaan von Müller, deutscher Prähistoriker († 2021)
- 30. März: Tom Sharpe, britischer Schriftsteller († 2013)
- 31. März: André Fanton, französischer Politiker († 2025)
- 31. März: Lefty Frizzell, US-amerikanischer Country-Sänger († 1975)
- 31. März: Karl Haehser, deutscher Politiker († 2012)
- 31. März: Gordie Howe, kanadischer Eishockeyspieler (NHL) († 2016)

### April
- 02. April: Joseph Bernardin, Erzbischof von Chicago und Kardinal der römisch-katholischen Kirche († 1996)
- 02. April: Serge Gainsbourg, französischer Chansonnier († 1991)
- 02. April: Gino Munaron, italienischer Automobilrennfahrer († 2009)
- 02. April: Dolly Rathebe, südafrikanische Jazz- und Blues-Sängerin und Schauspielerin († 2004)
- 02. April: Alain Vanzo, französischer Opernsänger (Tenor) († 2002)
- 03. April: Eva Forest, spanische Schriftstellerin und Verlegerin († 2007)
- 03. April: Don Gibson, US-amerikanischer Country-Sänger und Songschreiber († 2003)
- 03. April: Kevin Hagen, US-amerikanischer Schauspieler († 2005)
- 03. April: Earl Lloyd, US-amerikanischer Basketballspieler, erster Afroamerikaner in der NBA († 2015)
- 04. April: Maya Angelou, US-amerikanische Schriftstellerin und Bürgerrechtlerin († 2014)
- 04. April: Alfredo Armenteros, kubanischer Trompeter († 2016)
- 04. April: Agustín Pérez Pardella, argentinischer Schriftsteller († 2004)
- 04. April: Josef Rattner, österreichischer Psychologe († 2022)
- 04. April: Rudi Thiel, deutscher Sportorganisator
- 04. April: Bud Tingelstad, US-amerikanischer Automobilrennfahrer († 1981)
- 05. April: Katharina von Arx, schweizerische Schriftstellerin und Journalistin († 2013)
- 05. April: James Milligan, kanadischer Sänger († 1961)
- 05. April: Hansrudi Wäscher, deutscher Comiczeichner und -autor († 2016)
- 06. April: Hermann Ebeling, deutscher Theaterschauspieler und Synchronsprecher († 2000)
- 06. April: Paul-Werner Scheele, Bischof von Würzburg († 2019)
- 06. April: James Watson, US-amerikanischer Biochemiker James Watson, 2012

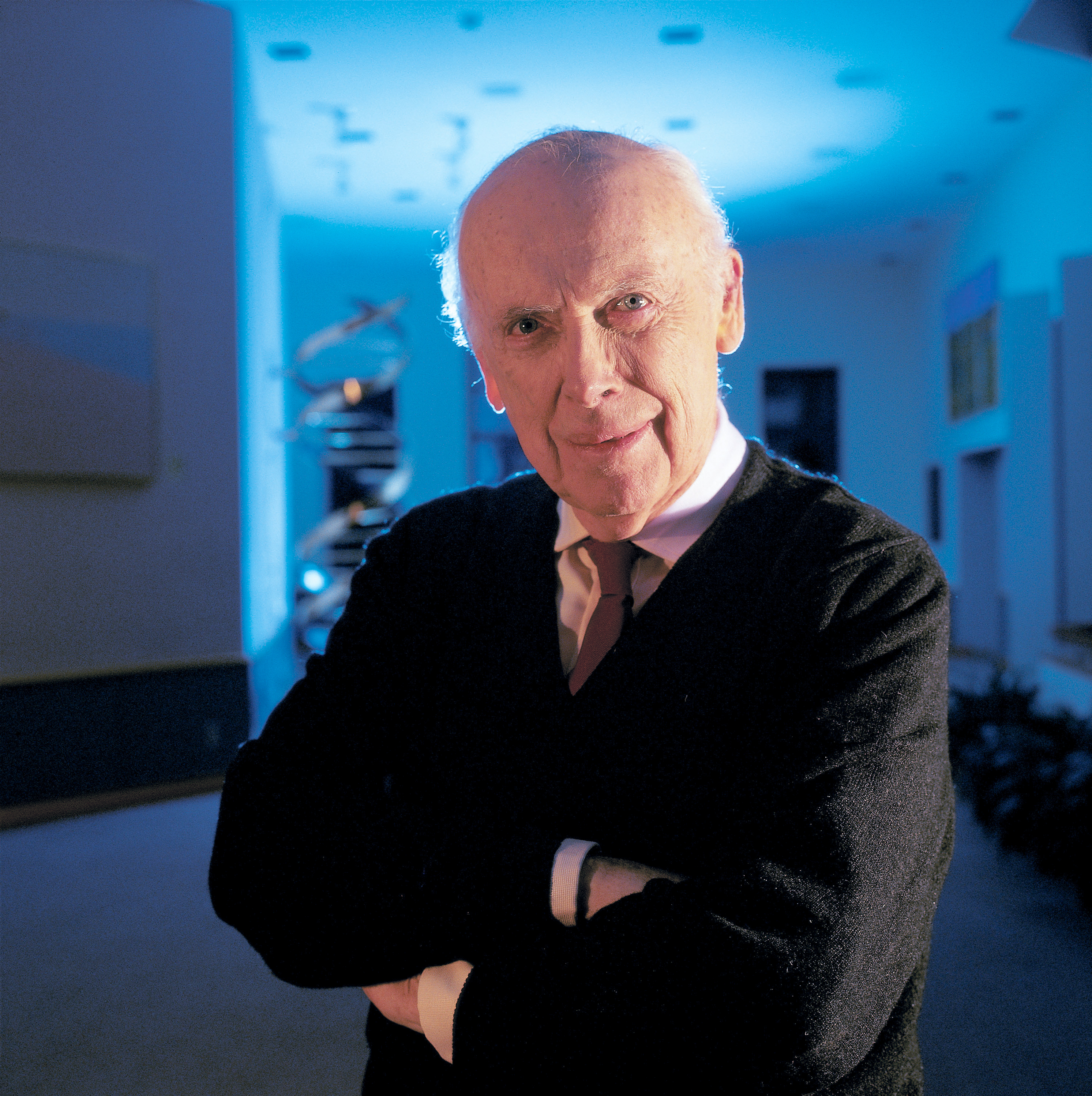
James Watson, 2012

- 07. April: James Garner, US-amerikanischer Schauspieler († 2014) James Garner, 1987

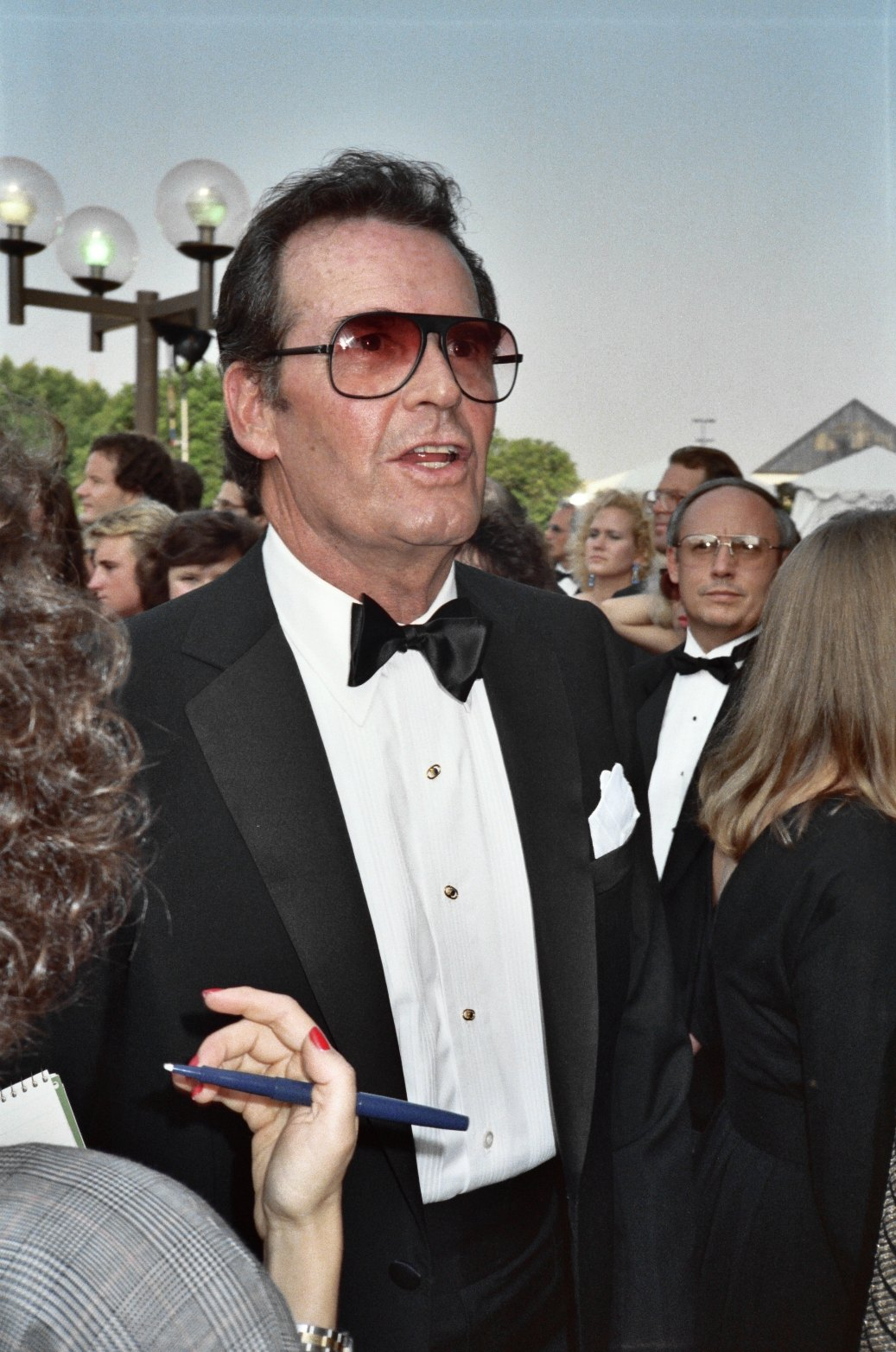
James Garner, 1987

- 07. April: Francis Haskell, englischer Kunsthistoriker († 2000)
- 07. April: Alan J. Pakula, US-amerikanischer Filmemacher († 1998)
- 07. April: James White, nordirischer Autor († 1999)
- 08. April: Willi Brokmeier, deutscher Opernsänger († 2024)
- 08. April: Fred Ebb, US-amerikanischer Songschreiber († 2004)
- 08. April: Leah Rabin, israelische Politikerin und Ehefrau von Yitzhak Rabin († 2000)
- 09. April: Paul Arizin, US-amerikanischer Basketballspieler († 2006)
- 09. April: Tom Lehrer, US-amerikanischer Sänger, Liedermacher, Satiriker und Mathematiker († 2025)
- 09. April: Georg Miske, deutscher Gewichtheber († 2009)
- 09. April: Erling Norvik, norwegischer Politiker und Journalist († 1998)
- 09. April: Iris Wittig, deutsche Militärpilotin († 1978)
- 10. April: Berit Ås, norwegische Politikerin und Sozialpsychologin († 2024)
- 10. April: Rosco Gordon, US-amerikanischer Blues-Musiker († 2002)
- 10. April: Ota Hofman, tschechischer Drehbuchautor († 1989)
- 10. April: Marilyn Maye, US-amerikanische Sängerin
- 11. April: Ethel Kennedy, Ehefrau von Robert F. Kennedy († 2024)
- 11. April: Johann Staber, österreichischer Architekt († 2005)
- 12. April: Hardy Krüger, deutscher Filmschauspieler und Schriftsteller († 2022) Hardy Krüger, 2001

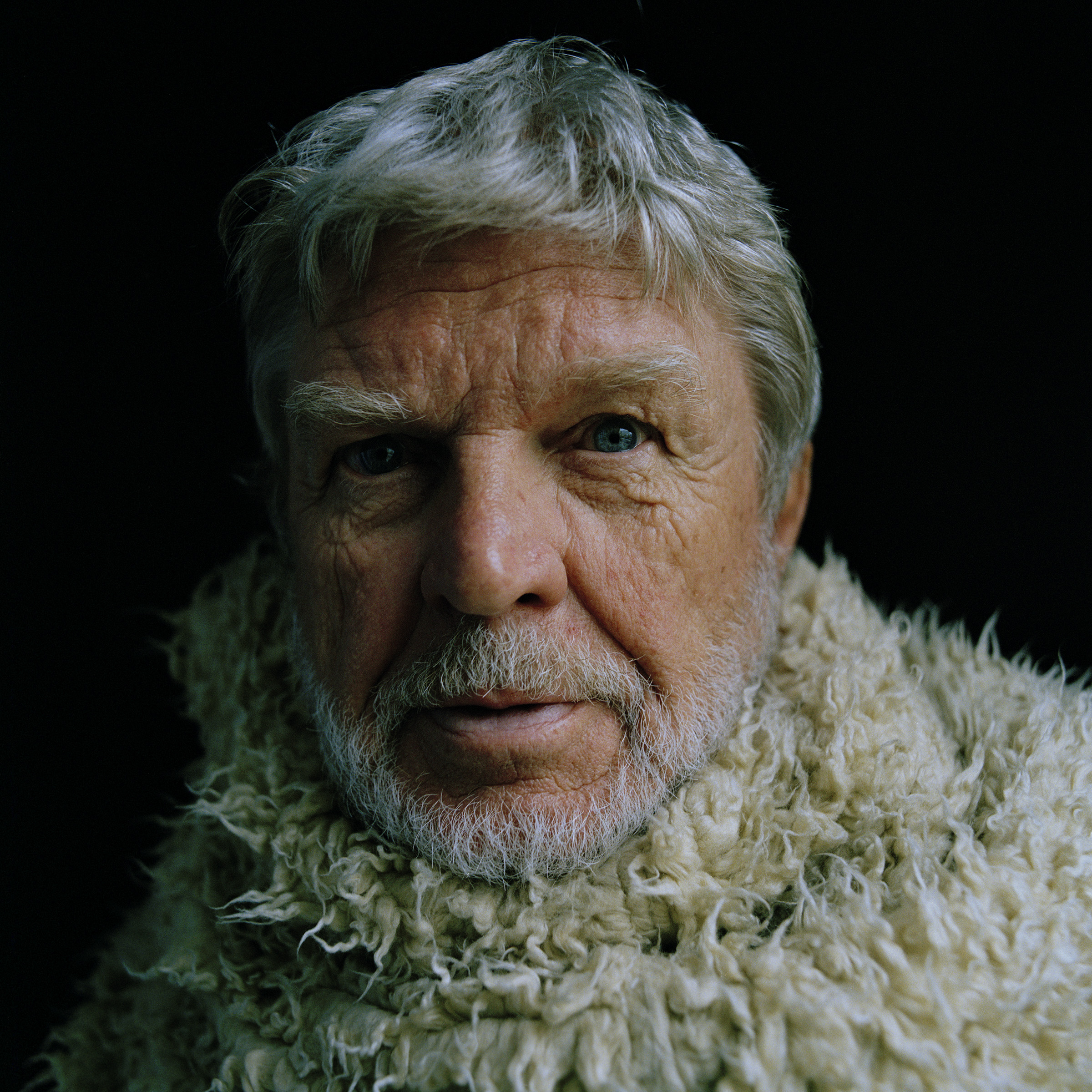
Hardy Krüger, 2001

- 13. April: Doug Bragg, US-amerikanischer Country- und Rockabilly-Musiker († 1973)
- 13. April: Heinz Butin, deutscher Phytopathologe und Forstwissenschaftler († 2021)
- 13. April: Teddy Charles, US-amerikanischer Jazzmusiker, Komponist und Musikproduzent († 2012)
- 13. April: José Agustín Goytisolo, spanischer Dichter († 1999)
- 13. April: Gianni Marzotto, italienischer Automobilrennfahrer († 2012)
- 15. April: Hanna-Renate Laurien, deutsche Politikerin († 2010)
- 16. April: Walter Grob, Schweizer Akkordeonist und Komponist († 2014)
- 16. April: Hans-Jürgen Wegener, deutscher Forstbeamter († 2016)
- 17. April: Wolf Gerlach, deutscher Bühnenbildner, Filmarchitekt, Karikaturenzeichner, Maler, Autor und Erfinder der Mainzelmännchen († 2012)
- 17. April: Cynthia Ozick, US-amerikanische Schriftstellerin
- 18. April: Howard S. Becker, US-amerikanischer Soziologe († 2023)
- 18. April: Karl Josef Kardinal Becker, deutscher Dogmatiker und Jesuitenpater († 2015)
- 18. April: Geneviève Cluny, französische Schauspielerin
- 18. April: Ken Colyer, britischer Jazz- und Skifflemusiker († 1988)
- 18. April: Heinz Lieven, deutscher Schauspieler († 2021)
- 18. April: Otto Piene, deutscher Künstler († 2014)
- 18. April: Jürgen Seifert, deutscher Politikwissenschaftler und Bürgerrechtler († 2005)
- 19. April: Helga Anschütz, deutsche Orientalistin, Geografin und Dozentin († 2006)
- 19. April: Richard Garwin, US-amerikanischer Physiker († 2025)
- 19. April: Karlheinz Kaske, Siemens-Manager, Ingenieur, Honorarprofessor († 1998)
- 19. April: Alexis Korner, englischer Blues-Musiker († 1984)
- 19. April: Angelo Marciani, italienischer Wasserballspieler († 2022)
- 19. April: Halvor Næs, norwegischer Skispringer († 2022)
- 20. April: Gordon Vernon Audley, kanadischer Eisschnellläufer († 2012)
- 20. April: Robert Byrne, US-amerikanischer Schachgroßmeister († 2013)
- 20. April: Hans Werner Kettenbach, deutscher Journalist und Schriftsteller († 2018)
- 20. April: Heinz Melkus, deutscher Automobilrennfahrer und Konstrukteur von Rennwagen († 2005)
- 21. April: Georg Kronawitter, deutscher Politiker († 2016)
- 22. April: Elgudscha Amaschukeli, georgischer Bildhauer und Maler († 2002)
- 23. April: Shirley Temple, US-amerikanische Schauspielerin († 2014) Shirley Temple, 1944

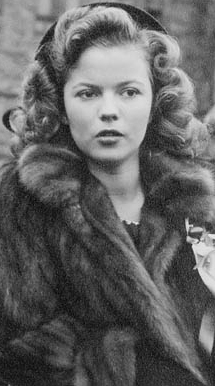
Shirley Temple, 1944

- 24. April: Karlheinz Bauer, deutscher Bauingenieur, Bauunternehmer und Pionier des Spezialtiefbaus
- 24. April: Mickey Bohnacker, deutscher Pressefotograf und Fotojournalist († 2017)
- 24. April: Johnny Griffin, US-amerikanischer Jazzmusiker († 2008)
- 24. April: Manfred Sack, deutscher Architekturkritiker († 2014)
- 24. April: Heinz Schröder, deutscher Puppenspieler († 2009)
- 24. April: Jerzy Tchórzewski, polnischer Maler, Grafiker und Kunstpädagoge († 1999)
- 25. April: Richard Anders, deutscher Schriftsteller († 2012)
- 25. April: Cy Twombly, US-amerikanischer Künstler († 2011)
- 26. April: Hertha Kräftner, österreichische Schriftstellerin († 1951)
- 28. April: Alberto Blancafort, spanischer Dirigent und Komponist († 2004)
- 28. April: Frank Horvat, italienischer Fotograf († 2020)
- 28. April: Yves Klein, französischer Maler, Bildhauer und Performancekünstler († 1962)
- 28. April: Georges Kwaïter, syrischer Erzbischof († 2011)
- 28. April: Eugene Shoemaker, US-amerikanischer Astronom († 1997)
- 29. April: Helmut Bruno Anders, deutscher Rechtswissenschaftler und Historiker († 1985)
- 29. April: Hanspeter Scherr, deutscher Komponist und Chorleiter († 1983)
- 29. April: Jan Schotte, belgischer Kardinal († 2005)
- 30. April: Wilhelm Stoffel, deutscher Biochemiker († 2025)

### Mai
- 01. Mai: Marcelo Pinto Carvalheira, brasilianischer Erzbischof († 2017)
- 01. Mai: Desmond Titterington, britischer Automobilrennfahrer († 2002)
- 02. Mai: Georges-Arthur Goldschmidt, französisch-deutscher Schriftsteller und Übersetzer
- 02. Mai: Rolf Heyne, deutscher Verleger († 2000)
- 03. Mai: Richard Lewis Arnowitt, US-amerikanischer theoretischer Physiker († 2014)
- 03. Mai: Dave Dudley, US-amerikanischer Country-Sänger († 2003)
- 03. Mai: Julien Guiomar, französischer Schauspieler († 2010)
- 04. Mai: Wolfgang Graf Berghe von Trips, deutscher Automobilrennfahrer († 1961)
- 04. Mai: Maynard Ferguson, kanadischer Jazz-Trompeter und Flügelhornist († 2006)
- 04. Mai: Günter Gerlach, deutscher Kirchenmusiker, Schulmusiker und Komponist († 2003)
- 04. Mai: Margaret Kohn, US-amerikanische Pianistin und Musikpädagogin
- 04. Mai: Husni Mubarak, Staatspräsident von Ägypten (1981–2011) († 2020) Husni Mubarak, 2009

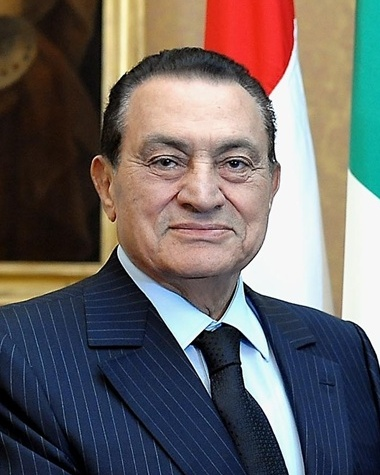
Husni Mubarak, 2009

- 05. Mai: Cornelis Kalkman, niederländischer Botaniker († 1998)
- 05. Mai: Herbert Kitzel, deutscher Künstler († 1978)
- 06. Mai: Walter Hoeres, deutscher Philosoph († 2016)
- 07. Mai: Michael Croissant, deutscher Bildhauer und Künstler († 2002)
- 08. Mai: Manfred Gerlach, deutscher Politiker († 2011)
- 08. Mai: Nora Nova, deutsch-bulgarische Schlagersängerin († 2022)
- 08. Mai: Shibusawa Tatsuhiko, japanischer Schriftsteller († 1987)
- 08. Mai: Ted Sorensen, US-amerikanischer Politiker († 2010)
- 08. Mai: William Sydeman, US-amerikanischer Komponist und Musikpädagoge († 2021)
- 09. Mai: Peter Sanderson Ashcroft, britischer Manager († 2008)
- 09. Mai: Pancho Gonzales, US-amerikanischer Tennisspieler († 1995)
- 09. Mai: Peter Merseburger, deutscher Journalist und Autor († 2022)
- 09. Mai: Harry Rasky, kanadischer Dokumentarfilmproduzent und -regisseur († 2007)
- 10. Mai: Hans Noever, deutscher Filmregisseur, Schauspieler und Drehbuchautor
- 10. Mai: Arnold Rüütel, estnischer Politiker und Präsident († 2024)
- 10. Mai: Pierre Mouallem, Erzbischof der Melkiten in Israel
- 10. Mai: Lothar Schmid, deutscher Verleger und Schachspieler († 2013)
- 11. Mai: Yaacov Agam, israelischer bildender Künstler und Vertreter der kinetischen Kunst
- 11. Mai: Anne van der Bijl, niederländischer Missionar († 2022)
- 11. Mai: Christopher Bird, US-amerikanischer Botaniker und Schriftsteller († 1996)
- 11. Mai: Marco Ferreri, italienischer Filmregisseur († 1997)
- 11. Mai: Joe Schlesinger, kanadischer Journalist († 2019)
- 12. Mai: Burt Bacharach, US-amerikanischer Pianist und Komponist († 2023)
- 12. Mai: Jan Krugier, polnisch-schweizerischer Galerist und Kunstsammler († 2008)
- 13. Mai: Enrique Bolaños Geyer, nicaraguanischer Politiker († 2021)
- 13. Mai: Édouard Molinaro, französischer Regisseur und Drehbuchautor († 2013)
- 14. Mai: Graziano Arrighetti, italienischer Gräzist und Papyrologe († 2017)
- 14. Mai: Ernst Cincera, Schweizer Politiker (FDP) († 2004)
- 15. Mai: Walter Dostal, österreichischer Ethnologe († 2011)
- 15. Mai: Raymond Federman, US-amerikanischer Schriftsteller († 2009)
- 16. Mai: Ludvík Armbruster, tschechischer Jesuit und Philosoph († 2021)
- 16. Mai: Ludwig Pflum, deutscher Fußballspieler († 2005)
- 16. Mai: Günter Ferdinand Ris, deutscher Bildhauer († 2005)
- 16. Mai: Hermann Schmitz, deutscher Philosoph († 2021)
- 18. Mai: John Abineri, britischer Schauspieler († 2000)
- 18. Mai: Klaus Arnold, deutscher Bildhauer und Maler († 2009)
- 18. Mai: Rigobert Günther, deutscher Althistoriker († 2000)
- 18. Mai: Michelle Perrot, französische Historikerin
- 18. Mai: Pernell Roberts, US-amerikanischer Schauspieler († 2010) Pernell Roberts, 1959

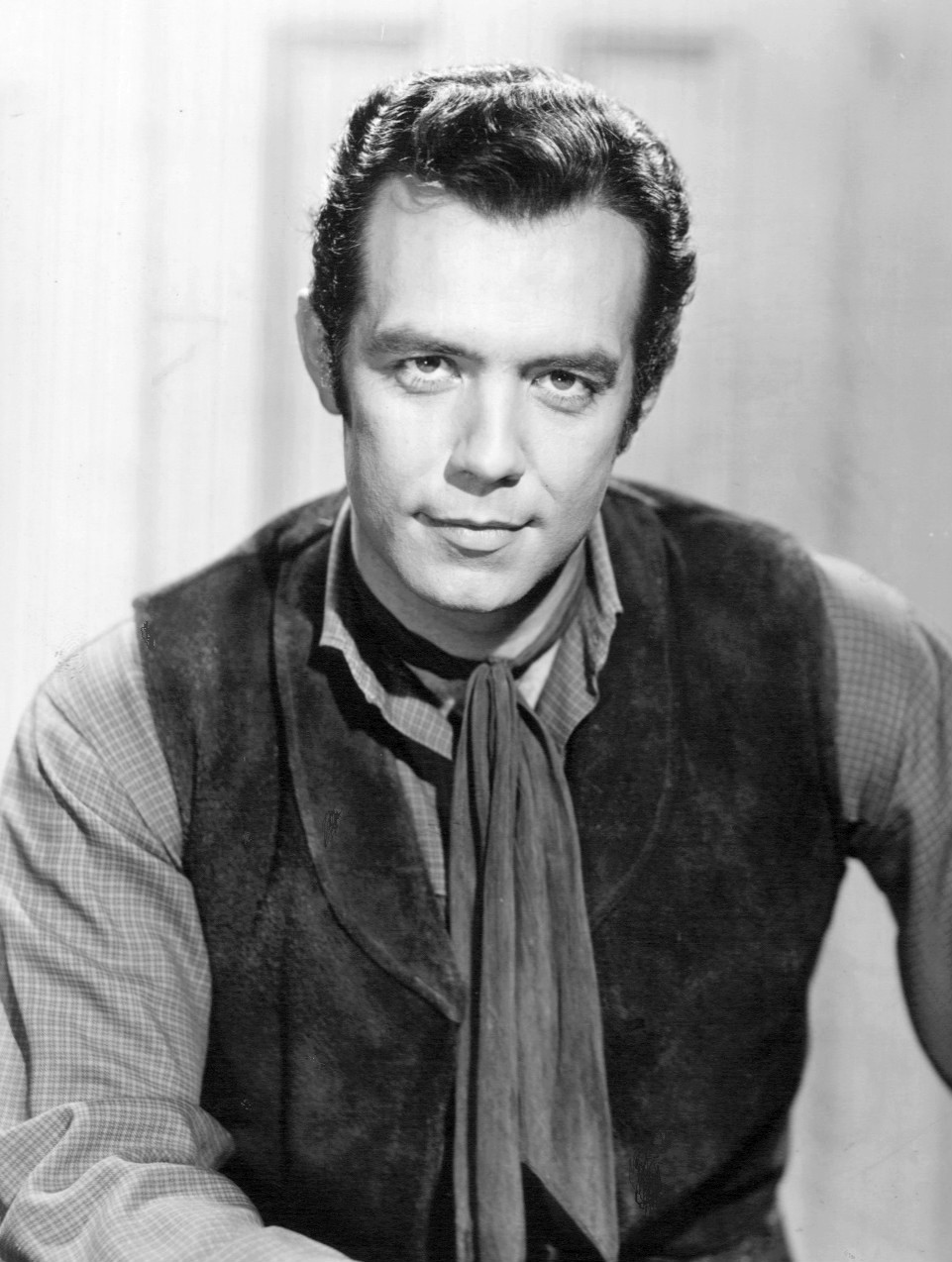
Pernell Roberts, 1959

- 18. Mai: Jo Schlesser, französischer Automobilrennfahrer († 1968)
- 19. Mai: Colin Chapman, britischer Rennwagen-Konstrukteur († 1982)
- 19. Mai: Pol Pot, kambodschanischer Politiker, Bruder „Nr. 1“ der Roten Khmer († 1998)
- 19. Mai: Dolph Schayes, US-amerikanischer Basketballspieler († 2015)
- 20. Mai: Al Aronowitz, US-amerikanischer Musikjournalist († 2005)
- 20. Mai: Keith Ballisat, britischer Automobilrennfahrer († 1996)
- 20. Mai: Werner Büdeler, deutscher Journalist und Autor († 2004)
- 21. Mai: Guido Pedroli, Schweizer Pädagoge und Politiker († 1962)
- 21. Mai: António Ribeiro, Patriarch von Lissabon und Kardinal der römisch-katholischen Kirche († 1998)
- 22. Mai: René Andrianne, belgischer Romanist und Literaturwissenschaftler († 2009)
- 22. Mai: T. Boone Pickens, US-amerikanischer Unternehmer († 2019)
- 22. Mai: André Wicky, Schweizer Automobilrennfahrer und Rennstallbesitzer († 2016)
- 23. Mai: Hans Blum, deutscher Komponist, Texter, Musikproduzent und Sänger († 2024)
- 23. Mai: Rosemary Clooney, US-amerikanische Schauspielerin und Sängerin († 2002)
- 23. Mai: Nigel Davenport, britischer Schauspieler († 2013)
- 23. Mai: Pauline Julien, kanadische Sängerin und Schauspielerin († 1998)
- 23. Mai: Jesse Thomas, US-amerikanischer American-Football-Spieler († 2012)
- 24. Mai: Adrian Frutiger, Schweizer Schriftgestalter († 2015)
- 24. Mai: Hans Glöckel, deutscher Schulpädagoge und Hochschullehrer († 2012)
- 24. Mai: William Trevor, irischer Schriftsteller († 2016)
- 25. Mai: Mary Wells Lawrence, US-amerikanische Unternehmerin († 2024)
- 26. Mai: Augusto Aristizábal Ospina, kolumbianischer Bischof († 2004)
- 26. Mai: Leo Grills, australischer Schauspieler († 2007)
- 26. Mai: Jack Kevorkian, US-amerikanischer Pathologe († 2011)
- 26. Mai: Friedgard Kurze, deutsche Puppenspielerin und Sprecherin († 2019)
- 26. Mai: Arlene Pach, kanadische Pianistin und Musikpädagogin († 2000)
- 27. Mai: Thea Musgrave, US-amerikanische Komponistin
- 27. Mai: Sergio Sartorelli, italienischer Autodesigner († 2009)
- 28. Mai: Arden L. Albee, US-amerikanischer Geologe († 2025)
- 28. Mai: Dennis Armitage, britischer Jazz-Pianist, Saxophonist und Maler († 2005)
- 29. Mai: George Sinner, US-amerikanischer Politiker († 2018)
- 30. Mai: Dwight W. Berreman, US-amerikanischer Physiker
- 30. Mai: James Lamy, US-amerikanischer Bobfahrer († 1992)
- 30. Mai: Gustav Leonhardt, niederländischer Musiker († 2012)
- 30. Mai: Agnès Varda, belgische Filmregisseurin († 2019)

### Juni
- 01. Juni: Georgi Dobrowolski, sowjetischer Kosmonaut († 1971)
- 03. Juni: Donald Judd, US-amerikanischer Maler, Bildhauer und Architekt († 1994)
- 03. Juni: Klaus Rose, deutscher Volkswirt († 2021)
- 04. Juni: Gustav Hertzfeldt, deutscher Politiker, Journalist und Diplomat († 2005)
- 04. Juni: Ruth Westheimer, deutsch-amerikanische Sexualtherapeutin († 2024)
- 05. Juni: Gilles Aillaud, französischer Maler, Grafiker, Bühnenbildner und Autor († 2005)
- 05. Juni: Jussi Taneli Aro, finnischer Sprachwissenschaftler († 1983)
- 05. Juni: Yrjö Asikainen, finnischer Fußballspieler († 2008)
- 05. Juni: Robert Lansing, US-amerikanischer Schauspieler († 1994)
- 05. Juni: Umberto Maglioli, italienischer Automobilrennfahrer († 1999)
- 05. Juni: Adriana Pasquali, italienische Rechtsanwältin und Politikerin († 2020)
- 05. Juni: Tony Richardson, englischer Regisseur († 1991)
- 05. Juni: Otto F. Walter, Schweizer Schriftsteller († 1994)
- 06. Juni: George Deukmejian, US-amerikanischer Politiker († 2018)
- 06. Juni: Ed Fury, US-amerikanischer Bodybuilder, Schauspieler und Model († 2023)
- 06. Juni: Elio Sgreccia, italienischer Kurienkardinal († 2019)
- 07. Juni: Bernard Flood Burke, US-amerikanischer Astronom († 2018)
- 07. Juni: James Ivory, US-amerikanischer Filmregisseur
- 07. Juni: Charles Strouse, US-amerikanischer Komponist († 2025)
- 07. Juni: Peter Walter, deutscher Veterinärmediziner († 1982)
- 08. Juni: Lothar Curdt, deutscher Politiker und MdB († 2005)
- 08. Juni: Gustavo Gutiérrez, peruanischer römisch-katholischer Priester († 2024)
- 09. Juni: Erwin Scheuch, deutscher Soziologe († 2003)
- 09. Juni: Jacob Siskind, kanadischer Musikkritiker († 2010)
- 10. Juni: Carl Dahlhaus, deutscher Musikwissenschaftler († 1989)
- 10. Juni: Maurice Sendak, US-amerikanischer Illustrator und Kinderbuchautor († 2012)
- 11. Juni: Fabiola Mora y Aragón, belgische Königin († 2014)
- 11. Juni: Helmut Arndt, deutscher Historiker († 2016)
- 12. Juni: Vic Damone, US-amerikanischer Sänger und Schauspieler († 2018)
- 12. Juni: Petros Molyviatis, griechischer Politiker und Außenminister († 2025)
- 12. Juni: Richard M. Sherman, US-amerikanischer Komponist († 2024)
- 12. Juni: Leon Zelman, österreichischer Publizist († 2007)
- 13. Juni: Andreas Acrivos, griechisch-US-amerikanischer Ingenieurwissenschaftler († 2025)
- 13. Juni: Antonio Arguedas Mendieta, bolivianischer Politiker († 2000)
- 13. Juni: Giacomo Kardinal Biffi, italienischer Erzbischof von Bologna († 2015)
- 13. Juni: Arnold Bittlinger, deutscher evangelischer Pfarrer († 2025)
- 13. Juni: Li Ka-shing, chinesischer Unternehmer
- 13. Juni: Renée Morisset, kanadische Pianistin († 2009)
- 13. Juni: John Forbes Nash Jr., US-amerikanischer Mathematiker († 2015)
- 14. Juni: Josef Auer, deutscher Jazzmusiker († 2013)
- 14. Juni: Ernesto Che Guevara, argentinischer Revolutionär und Sozialist († 1967) Che Guevara

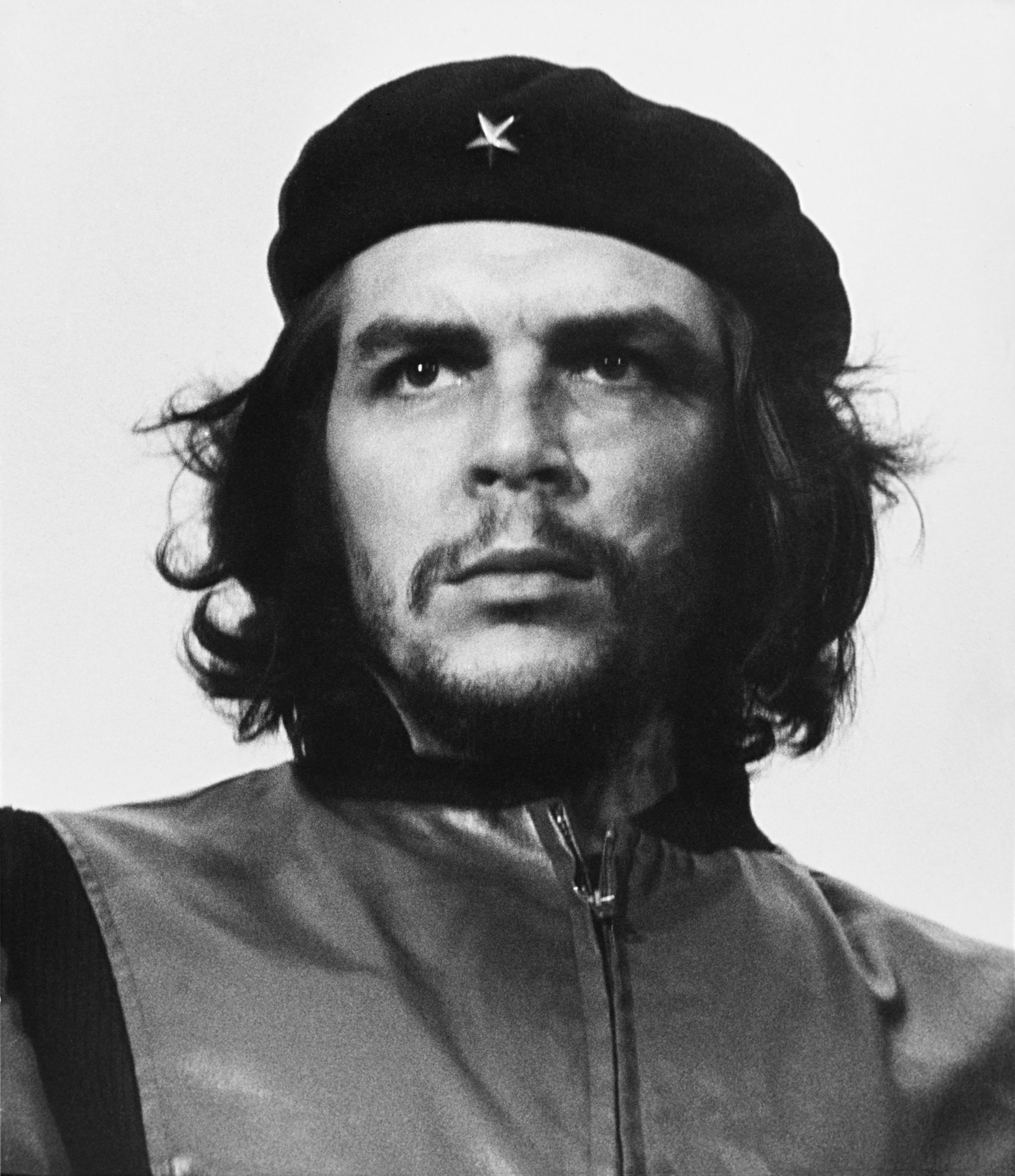
Che Guevara

- 15. Juni: Irenäus Eibl-Eibesfeldt, österreichischer Verhaltensforscher und Ethnologe  († 2018)
- 16. Juni: Annie Cordy, belgische Schauspielerin und Sängerin († 2020)
- 16. Juni: John Cuneo, australischer Regattasegler († 2020)
- 16. Juni: Dagmar Rom, österreichische Skirennläuferin († 2022)
- 16. Juni: Ernst Stankovski, österreichischer Schauspieler, Chansonnier und Quizmaster († 2022)
- 17. Juni: Mignon Dunn, US-amerikanische Opernsängerin und Gesangspädagogin
- 17. Juni: Peter Seiichi Kardinal Shirayanagi, Erzbischof von Tokio († 2009)
- 18. Juni: Maggie McNamara, US-amerikanische Schauspielerin († 1978)
- 19. Juni: Jacques Dupont, französischer Radrennfahrer († 2019)
- 19. Juni: Hasegawa Ryūsei, japanischer Lyriker († 2019)
- 20. Juni: Eric Dolphy, US-amerikanischer Jazzmusiker († 1964)
- 20. Juni: Martin Landau, US-amerikanischer Film- und Fernsehschauspieler († 2017)
- 20. Juni: Jean-Marie Le Pen, französischer Politiker († 2025)
- 20. Juni: Heinrich Nöth, deutscher Chemiker († 2015)
- 21. Juni: Mona Baptiste, trinidadische Blues- und Popsängerin († 1993)
- 22. Juni: Ralph Waite, US-amerikanischer Schauspieler († 2014)
- 22. Juni: Hans F. Zacher, Staats- und Sozialrechtslehrer († 2015)
- 23. Juni: Klaus von Dohnanyi, deutscher Politiker
- 24. Juni: Wolfgang Altenburg, deutscher General  († 2023)
- 25. Juni: Alexei Alexejewitsch Abrikossow, russischer Physiker († 2017)
- 25. Juni: Michel Brault, kanadischer Kameramann und Regisseur († 2013)
- 25. Juni: Hermann Buschfort, deutscher Politiker († 2003)
- 25. Juni: Peyo, belgischer Comiczeichner († 1992) Peyo, 1990

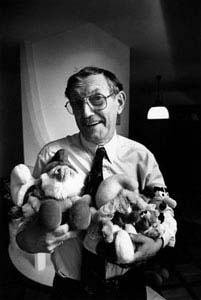
Peyo, 1990

- 26. Juni: Jacob Druckman, US-amerikanischer Komponist und Musikpädagoge († 1996)
- 26. Juni: Cornelis van der Elst, niederländischer Eisschnellläufer († 2021)
- 26. Juni: Joachim Huth, deutscher Jurist und Bundeswehrdisziplinaranwalt († 2018)
- 26. Juni: Hermann Jünger, deutscher Goldschmied († 2005)
- 26. Juni: Nakamatsu Yoshirō, japanischer Erfinder
- 27. Juni: Jerome Anthony Ambro junior, US-amerikanischer Politiker († 1993)
- 28. Juni: John Stewart Bell, irischer Physiker († 1990)
- 28. Juni: Claus Biederstaedt, deutscher Schauspieler († 2020)
- 28. Juni: Hans Blix, schwedischer Außenminister
- 28. Juni: Paul Urmuzescu, rumänischer Komponist († 2018)
- 29. Juni: Urion Gallin, israelischer Leichtathlet († 2021)
- 30. Juni: Rudolf Schönwald, österreichischer Maler, Grafiker, Karikaturist und Zeichner († 2022)

### Juli
- 01. Juli: Esma Agolli, albanische Schauspielerin († 2010)
- 01. Juli: Gunnar Möller, deutscher Schauspieler († 2017)
- 01. Juli: Hans-Joachim Rüscher, Wirtschaftsfunktionär der SED in der DDR († 2015)
- 02. Juli: Line Renaud, französische Sängerin und Schauspielerin
- 03. Juli: Günter Bruno Fuchs, deutscher Schriftsteller und Grafiker († 1977)
- 04. Juli: Us Conradi, deutsche Schauspielerin und Schriftstellerin († 2025)
- 04. Juli: Giampiero Boniperti, italienischer Fußballspieler und Ehrenpräsident von Juventus Turin († 2021)
- 05. Juli: Juris Hartmanis, lettisch-amerikanischer Informatiker († 2022)
- 05. Juli: Pierre Mauroy, französischer Politiker († 2013)
- 06. Juli: Peter Dombrowski, deutscher Mathematiker († 2025)
- 07. Juli: Bálint Balla, ungarisch-deutscher Soziologe († 2018)
- 07. Juli: Patricia Hitchcock, englische Schauspielerin († 2021)
- 08. Juli: Rafael Hechanova, philippinischer Basketballspieler († 2021)
- 09. Juli: Federico Bahamontes, spanischer Radrennfahrer († 2023)
- 09. Juli: Rolf Hennig, deutscher Sachbuchautor, Naturphilosoph und Publizist († 2016)
- 09. Juli: Julián Plaza, argentinischer Tangokomponist und Arrangeur, Bandoneonist und Pianist († 2003)
- 10. Juli: Alejandro de Tomaso, argentinischer Automobilrennfahrer und Unternehmer († 2003)
- 11. Juli: Jane Gardam, englische Schriftstellerin († 2025)
- 12. Juli: Louis Auslander, US-amerikanischer Mathematiker († 1997)
- 12. Juli: Peter Cellier, britischer Schauspieler
- 12. Juli: Elias James Corey Jr., US-amerikanischer Chemiker und Professor an der Harvard University
- 13. Juli: Bob Crane, US-amerikanischer Schauspieler († 1978)
- 13. Juli: Sven Davidson, schwedischer Tennisspieler († 2008)
- 14. Juli: Martin Accola, Schweizer Geistlicher († 2012)
- 14. Juli: Nancy Olson, US-amerikanische Schauspielerin
- 14. Juli: Manfred Schmidt, deutscher Sänger (Tenor)
- 15. Juli: Hans Lennart Andersson-Tvilling, schwedischer Eishockeyspieler
- 15. Juli: Stig Andersson-Tvilling, schwedischer Eishockeyspieler († 1989)
- 15. Juli: Pál Benkő, ungarisch-US-amerikanischer Schach-Großmeister und Studienkomponist († 2019)
- 15. Juli: Peter-Klaus Budig, deutscher Hochschullehrer und Minister der DDR († 2012)
- 15. Juli: Horst Cotta, deutscher Mediziner († 2011)
- 15. Juli: Elmer George, US-amerikanischer Automobilrennfahrer († 1976)
- 15. Juli: Tom Troupe, US-amerikanischer Schauspieler († 2025)
- 15. Juli: Carl Woese, US-amerikanischer Biologe († 2012)
- 16. Juli: Bella Davidovich, US-amerikanische Pianistin
- 16. Juli: Manfred Kluge, deutscher Komponist und Kirchenmusiker († 1971)
- 16. Juli: Alois M. Schader, deutscher Bauingenieur und Stifter
- 16. Juli: Robert Sheckley, US-amerikanischer Schriftsteller († 2005)
- 16. Juli: David C. Treen, US-amerikanischer Politiker († 2009)
- 17. Juli: Johannes Arnold, deutscher Schriftsteller († 1987)
- 17. Juli: Vince Guaraldi, US-amerikanischer Jazzmusiker, Pianist und Komponist († 1976)
- 18. Juli: Carl Fontana, US-amerikanischer Jazzposaunist († 2003)
- 18. Juli: Simon Vinkenoog, niederländischer Schriftsteller und Dichter († 2009)
- 19. Juli: Werner Drexler, deutscher Pianist, Komponist und Orchesterleiter († 2023)
- 19. Juli: Herbert Schultze, deutscher evangelischer Theologe und Hochschullehrer († 2009)
- 20. Juli: Belaid Abdessalam, algerischer Premierminister († 2020)
- 20. Juli: Peter Ind, britischer Jazzmusiker († 2021)
- 20. Juli: Pavel Kohout, tschechischer Schriftsteller und Politiker
- 22. Juli: Orson Bean, US-amerikanischer Schauspieler († 2020)
- 22. Juli: George Dreyfus, deutsch-australischer Komponist
- 22. Juli: Gerhard Händler, Volkspolizist der DDR († 1953)
- 22. Juli: Per Højholt, dänischer Schriftsteller († 2004)
- 23. Juli: Leon Fleisher, US-amerikanischer Pianist († 2020)
- 23. Juli: Bill Lee, US-amerikanischer Jazzmusiker und Komponist († 2023)
- 23. Juli: Luigi Locati, italienischer Bischof und Missionar († 2005)
- 23. Juli: Vera Rubin, US-amerikanische Astronomin († 2016)
- 23. Juli: Don Scott, britischer Boxer († 2013)
- 23. Juli: Hubert Selby, US-amerikanischer Schriftsteller († 2004)
- 24. Juli: Antanas Rekašius, litauischer Komponist († 2003)
- 24. Juli: Rosemarie Schuder, deutsche Schriftstellerin († 2018)
- 25. Juli: Biagio Agnes, italienischer Journalist († 2011)
- 26. Juli: Karl Leo Johannes Ågren, finnlandschwedischer Schriftsteller († 1984)
- 26. Juli: Tadeusz Baird, polnischer Komponist († 1981)
- 26. Juli: Don Beauman, britischer Automobilrennfahrer († 1955)
- 26. Juli: Francesco Cossiga, italienischer Politiker († 2010)
- 26. Juli: Elliott Erwitt, US-amerikanischer Fotograf († 2023)
- 26. Juli: Stanley Kubrick, US-amerikanischer Filmregisseur († 1999)
- 26. Juli: Peter Lougheed, kanadischer Politiker († 2012)
- 27. Juli: Patrick Dankwa Anin, ghanaischen Politiker († 1999)
- 27. Juli: Joseph Kittinger, US-amerikanischer Pilot († 2022)
- 27. Juli: Karl Mai, deutscher Fußballspieler († 1993)
- 27. Juli: Jean Mansour, libanesischer Erzbischof († 2006)
- 27. Juli: Dick Yelvington, US-amerikanischer American-Football-Spieler († 2013)
- 28. Juli: Gorgen Ray Aghayan, persischer Kostümdesigner († 2011)
- 28. Juli: Griselda Gambaro, argentinische Dramatikerin und Schriftstellerin
- 28. Juli: Angélica Gorodischer, argentinische Schriftstellerin († 2022)
- 28. Juli: Guy Verrier, französischer Automobilrennfahrer († 2019)
- 29. Juli: Philippe Bär, niederländischer römisch-katholischer Bischof († 2025)
- 29. Juli: Mary Simmons, kanadische Sängerin
- 29. Juli: Walter Troeltsch, deutscher  Politiker († 2025)
- 30. Juli: Chris Howland, britischer Moderator, Schauspieler und Schlagersänger († 2013)
- 30. Juli: Wojciech Siemion, polnischer Schauspieler († 2010)
- 30. Juli: Dieter Trautwein, evangelischer Theologe († 2002)
- 31. Juli: Kurt Sontheimer, deutscher Politikwissenschaftler († 2005)

### August
- 01. August: Helmuth Herold, deutscher Interpret und Lehrmeister der Mundharmonika († 2001)
- 02. August: Luigi Colani, deutscher Designer († 2019)
- 02. August: Ruth Glöss, deutsche Schauspielerin († 2014)
- 02. August: Theo Hotz, Schweizer Architekt († 2018)
- 02. August: Yoko Tani, franko-japanische Schauspielerin († 1999)
- 03. August: Cécile Aubry, französische Schauspielerin, Kinderbuchautorin und Fernsehregisseurin († 2010)
- 03. August: Irene Koss, Schauspielerin und die erste deutsche Fernsehansagerin († 1996)
- 04. August: Herbert Bohnert, deutscher Grafiker und Bildhauer († 1994)
- 04. August: Christian Goethals, belgischer Automobilrennfahrer († 2003)
- 04. August: Flóra Kádár, ungarische Schauspielerin († 2003)
- 05. August: Johann Baptist Metz, deutscher katholischer Theologe († 2019)
- 05. August: Edgar Rabsch, deutscher Organist, Chorleiter und Komponist († 1990)
- 05. August: Ulrich Wilckens, Bischof in der Nordelbischen evangelischen Kirche († 2021)
- 06. August: Andy Warhol, US-amerikanischer Künstler und Begründer der Pop-Art († 1987) Andy Warhol, 1977

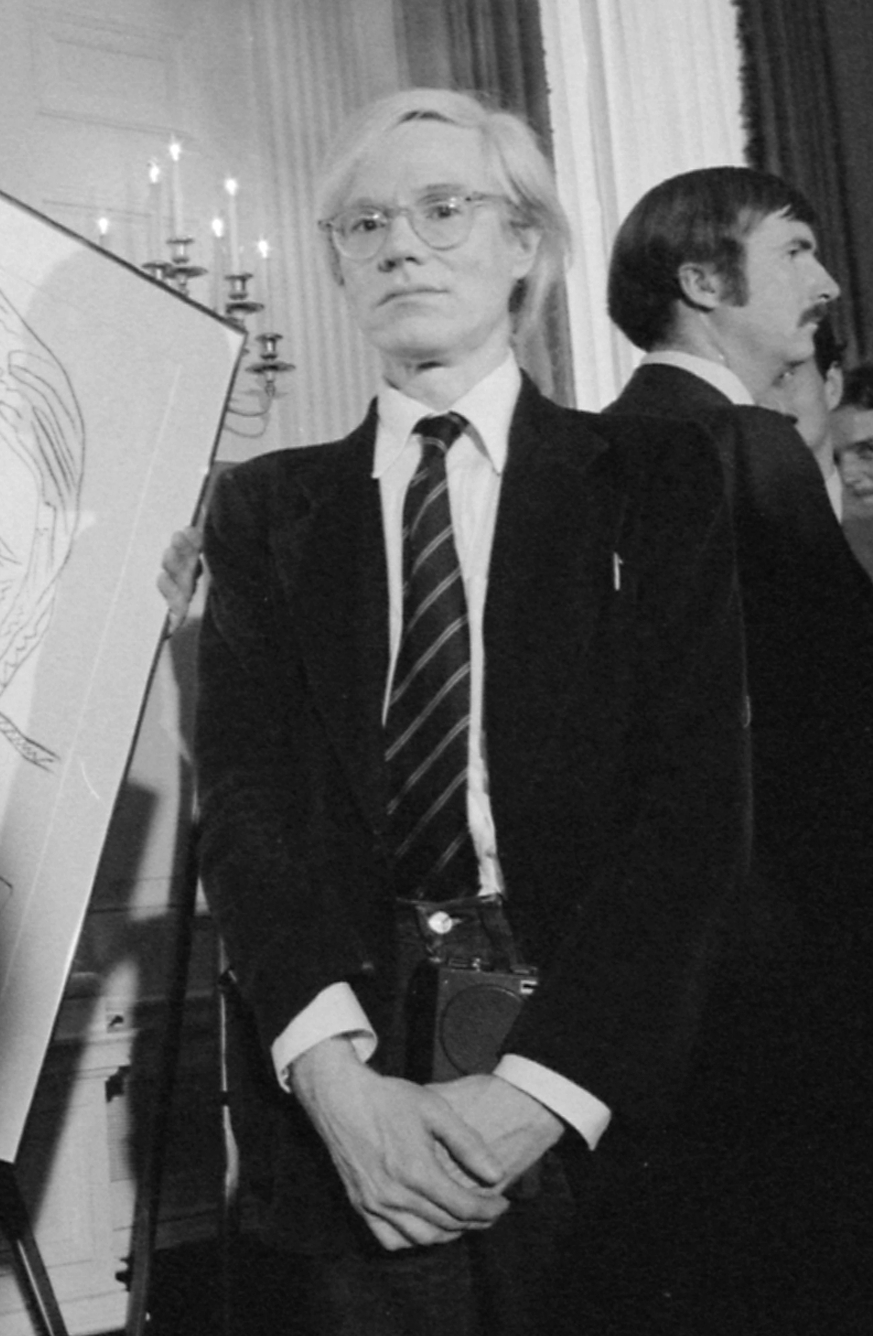
Andy Warhol, 1977

- 07. August: James Randi, Bühnenzauberer und prominentes Mitglied der Skeptikerbewegung († 2020)
- 07. August: Helen Vita, deutsche Chansonniere, Schauspielerin und Kabarettistin († 2001)
- 08. August: Lubor Bárta, tschechischer Komponist († 1972)
- 08. August: Don Burrows, australischer Jazzmusiker († 2020)
- 08. August: Simón Díaz, venezolanischer Komponist und Sänger, Comedian, Schauspieler und Fernsehmoderator († 2014)
- 08. August: Werner Hofmann, österreichischer Kunstwissenschaftler († 2013)
- 08. August: Vilayat Khan, indischer Sitarvirtuose († 2004)
- 08. August: François Remetter, französischer Fußballspieler († 2022)
- 09. August: Bob Cousy, US-amerikanischer Basketballspieler
- 09. August: Martin Greenfield, US-amerikanischer Herrenschneider († 2024)
- 09. August: Gerd Ruge, deutscher Journalist für den WDR und die ARD († 2021) Gerd Ruge, 2008

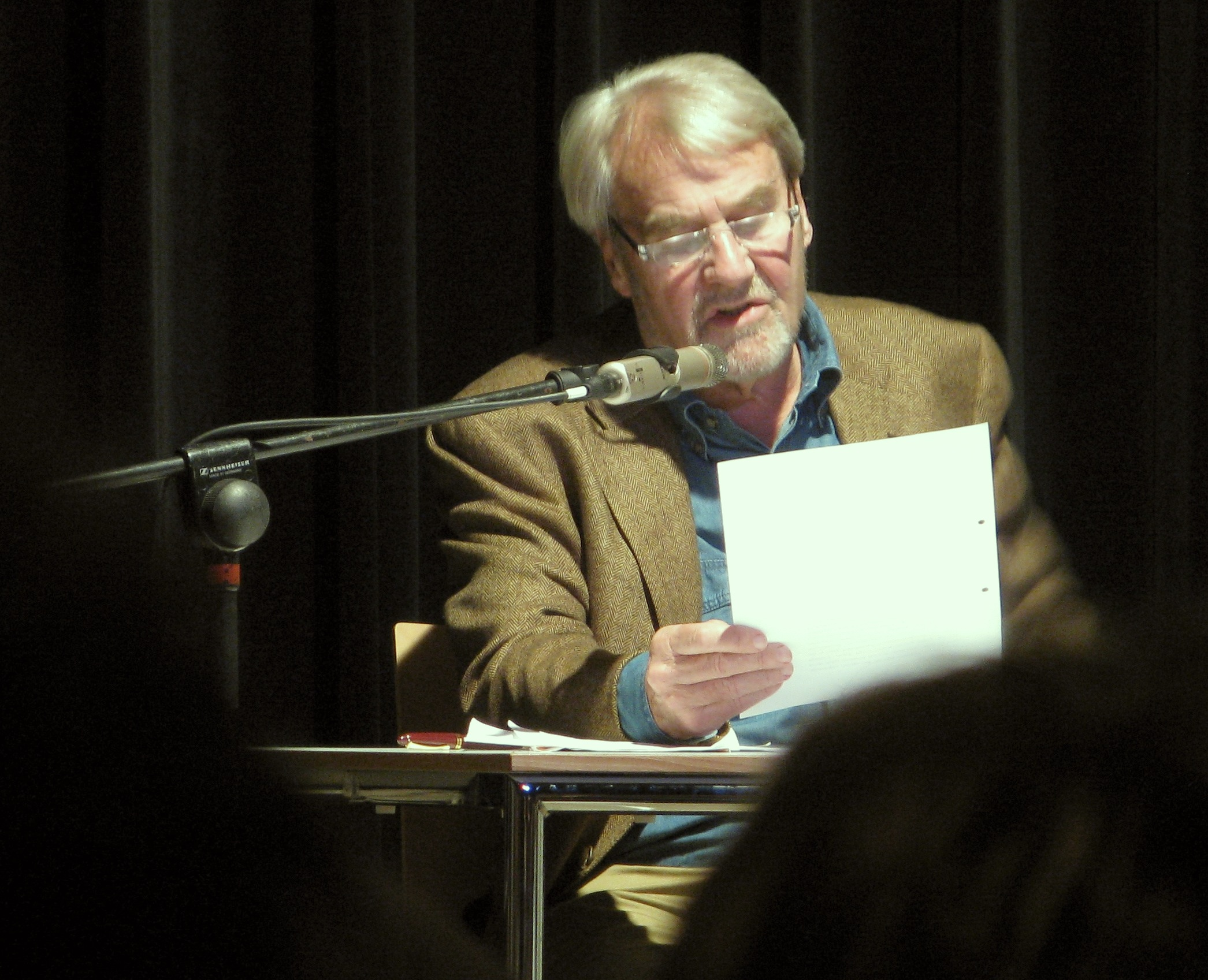
Gerd Ruge, 2008

- 09. August: Camilla Wicks, US-amerikanisch-norwegische Geigerin und Musikpädagogin († 2020)
- 10. August: Edgar Blum, pfälzischer Maler, Grafiker, Illustrator, Autor und Filmemacher († 2019)
- 10. August: Jimmy Dean, US-amerikanischer Country-Musiker († 2010)
- 10. August: Eddie Fisher, US-amerikanischer Sänger und Entertainer († 2010)
- 10. August: Gerino Gerini, italienischer Automobilrennfahrer († 2013)
- 10. August: Gerhard Kettner, deutscher Lithograf und Graphiker, Professor und Rektor († 1993)
- 10. August: Franz Lehrndorfer, deutscher Organist und Musikprofessor († 2013)
- 11. August: Beniamino Andreatta, italienischer Ökonom und Politiker († 2007)
- 11. August: Lucho Gatica, chilenischer Sänger († 2018)
- 11. August: Jo Herbst, deutscher Schauspieler und Kabarettist († 1980)
- 11. August: Stan Kesler, US-amerikanischer Sessionmusiker (Steelgitarrist und Bassist) († 2020)
- 12. August: Hans-Joachim Hanisch, deutscher Schauspieler († 2023)
- 12. August: Herbert Kremp, deutscher Journalist und Publizist († 2020)
- 14. August: Gunnar Andersson, schwedischer Fußballspieler († 1969)
- 14. August: Klaus Blech, deutscher politischer Beamter und Diplomat († 2022)
- 14. August: Arsenius Butscher, deutscher Motorradrennfahrer († 2013)
- 14. August: Lina Wertmüller, italienische Filmregisseurin († 2021)
- 15. August: Paul Lawrence Adderley, Politiker der Bahamas († 2012)
- 15. August: Carl Joachim Classen, deutscher Altphilologe († 2013)
- 15. August: Nicolas Roeg, britischer Filmregisseur und Kameramann († 2018)
- 16. August: Ann Blyth, US-amerikanische Schauspielerin
- 16. August: Ara Güler, türkisch-armenischer Fotograf († 2018)
- 16. August: Anthony Price, britischer Schriftsteller und Journalist († 2019)
- 17. August: Lola Liivat, sowjetisch-estnische Malerin († 2025)
- 18. August: Luciano De Crescenzo, italienischer Schriftsteller und Ingenieur († 2019)
- 18. August: David Montgomery, britischer Politiker († 2020)
- 18. August: Barbara Strzelecka, polnische Cembalistin, Musikwissenschaftlerin und Komponistin
- 19. August: Karl Stangenberg, deutscher Musiker und Lyriker
- 19. August: Peter C. Steiner, deutscher Cellist († 2003)
- 20. August: Siegfried Böhm, SED-Funktionär und Minister der Finanzen der DDR († 1980)
- 20. August: Günter P. Fehring, deutscher Mittelalterarchäologe († 2020)
- 21. August: Mário Pinto de Andrade, angolanischer Politiker und Autor († 1990)
- 21. August: Chris Brasher, britischer Leichtathlet und Olympiasieger († 2003)
- 21. August: Art Farmer, US-amerikanischer Jazz-Trompeter († 1999)
- 21. August: Elmo Langley, US-amerikanischer Automobilrennfahrer († 1996)
- 21. August: Gillian Sheen, britische Fechterin († 2021)
- 21. August: Hans Voelkner, deutscher Geheimagent (DDR) († 2002)
- 22. August: Alice Baber, US-amerikanische Malerin († 1982)
- 22. August: Günther C. Kirchberger, deutscher Maler († 2010)
- 22. August: Ray Marshall, US-amerikanischer Ökonom und Politiker
- 22. August: Alfred Pohl, deutscher Graphiker und Holzschneider († 2019)
- 22. August: Karlheinz Stockhausen, deutscher Komponist († 2007)
- 23. August: Israel Gohberg, sowjetisch-israelischer Mathematiker († 2009)
- 23. August: Marian Seldes, US-amerikanische Schauspielerin († 2014)
- 23. August: Ambros Uchtenhagen, Schweizer Psychiater, Psychoanalytiker, Hochschullehrer und Suchtspezialist († 2022)
- 23. August: Hermann Weber, deutscher Historiker und Politikwissenschaftler († 2014)
- 24. August: Karlheinz Zöller, deutscher Flötist († 2005)
- 25. August: Miguel Ángel Álvarez, puerto-ricanischer Schauspieler und Regisseur († 2011)
- 25. August: Elie Amsini Kiswaya, kongolesischer Bischof († 2008)
- 25. August: Herbert Kroemer, deutscher Physiker († 2024)
- 26. August: Alessandro Assolari, italienischer Bischof († 2005)
- 26. August: Werner Niefer, deutscher Automobilmanager, Vorstandsvorsitzender der Mercedes-Benz AG († 1993)
- 26. August: Andrew Porter, britischer Musikkritiker und -wissenschaftler († 2015)
- 26. August: Zdeněk Veselovský, tschechischer Zoologe († 2006)
- 26. August: Gerhard Wiese, deutscher Jurist
- 27. August: Vaidotas Antanaitis, litauischer Forstwissenschaftler, Politiker und Diplomat († 2018)
- 27. August: Witali Michailowitsch Bujanowski, russischer Hornist, Musikprofessor und Komponist († 1993)
- 27. August: Mangosuthu Buthelezi, südafrikanischer Politiker († 2023)
- 27. August: Osamu Shimomura, japanischer Biochemiker († 2018)
- 28. August: William J. Rutter, US-amerikanischer Biochemiker und Unternehmer († 2025)
- 28. August: Karl-Michael Vogler, deutscher Schauspieler († 2009)
- 29. August: Wolodymyr Apatskyj, ukrainischer Fagottist († 2018)
- 29. August: Adolf Bieringer, deutscher Politiker und MdB († 1988)
- 29. August: Klaus Bölling, deutscher Publizist († 2014)
- 29. August: Aaron Victor Cicourel, US-amerikanischer Soziologe († 2023)
- 29. August: Annemarie Dose, deutsche Philanthropin († 2016)
- 29. August: Herbert Meier, Schweizer Schriftsteller († 2018)
- 29. August: Dsidra Ritenbergs, lettische Schauspielerin und Regisseurin († 2003)
- 29. August: Stefan Moses, deutscher Fotograf († 2018)
- 30. August: William M. Bass, US-amerikanischer Anthropologe
- 30. August: Lloyd Casner, US-amerikanischer Automobilrennfahrer und Teambesitzer († 1965)
- 30. August: Harvey Hart, US-amerikanischer Filmregisseur und Filmproduzent († 1989)
- 30. August: Carlos Vera, chilenischer Leichtathlet († 2022)
- 31. August: Marie-Brigitte Gauthier-Chaufour, französische Komponistin († 2001)
- 31. August: Jaime Lachica Sin, Erzbischof von Manila und Kardinal († 2005)
- 31. August: Klaus Oehler, deutscher Philosoph († 2020)

### September
- 01. September: Edwin Kowalik, polnischer Pianist, Publizist und Komponist († 1997)
- 01. September: Avio Lucioli, italienischer Hammerwerfer († 2021)
- 01. September: George Maharis, US-amerikanischer Schauspieler († 2023)
- 01. September: René Rubiella, puerto-ricanischer Schauspieler († 2010)
- 02. September: Hans Ackermann, deutscher Fußballspieler
- 02. September: Miloslav Ištvan, tschechischer Komponist und Musikpädagoge († 1990)
- 02. September: Horace Silver, US-amerikanischer Jazzpianist und -komponist († 2014)
- 03. September: Serge Bourguignon, französischer Filmregisseur und Drehbuchautor
- 03. September: Marianne Kiefer, deutsche Schauspielerin († 2008)
- 03. September: Carlos Seigelshifer, argentinischer Gewichtheber († 2021)
- 03. September: Danuta Siedzikówna, polnische Krankenschwester, Opfer des Stalinismus in Polen († 1946)
- 03. September: Gaston Thorn, luxemburgischer Politiker († 2007)
- 05. September: Thomas Fredrickson, US-amerikanischer Kontrabassist und Komponist († 2017)
- 05. September: Albert Mangelsdorff, deutscher Jazz-Posaunist († 2005)
- 06. September: Fumihiko Maki, japanischer Architekt († 2024)
- 06. September: Robert M. Pirsig, US-amerikanischer Autor und Philosoph († 2017)
- 06. September: Sigrid Roth, deutsche Schauspielerin († 2017)
- 06. September: Jewgeni Swetlanow, russischer Dirigent, Komponist und Pianist († 2002)
- 06. September: Sid Watkins, britischer Neurochirurg, Chefarzt der Formel-1 (1978–2004) († 2012)

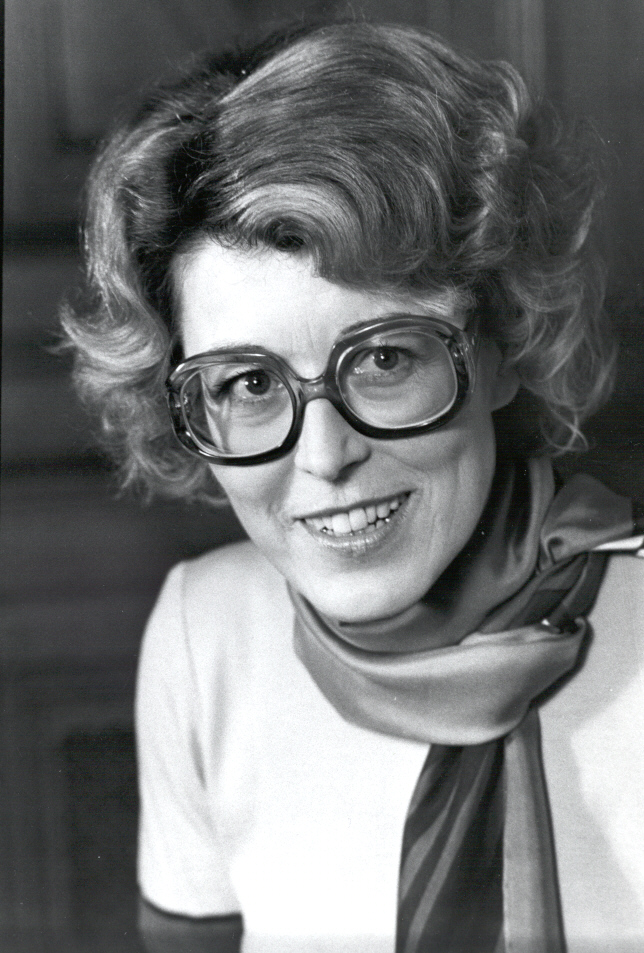
Lilian Uchtenhagen

- 07. September: Lilian Uchtenhagen, Schweizer Politikerin († 2016)
- 09. September: Moses Bosco Anderson, US-amerikanischer Weihbischof († 2013)
- 09. September: Fritz Herkenrath, deutscher Fußballspieler († 2016)
- 09. September: Sol LeWitt, US-amerikanischer Künstler († 2007)
- 10. September: Reinhardt Richter, deutscher Theologe († 2004)
- 10. September: Jan Steler polnisch-französischer Bobsportler, Architekt und Rennrodelfunktionär († 2006)
- 10. September: Jochen Stern, deutscher Schauspieler
- 10. September: Jean Vanier, kanadischer Gründer von L’Arche († 2019)
- 11. September: Reubin O’Donovan Askew, US-amerikanischer Politiker († 2014)
- 11. September: Friedrich Berentzen, deutscher Spirituosenfabrikant († 2009)
- 11. September: Earl Holliman, US-amerikanischer Schauspieler († 2024)
- 11. September: Jěwa Wórša Lanzyna, sorbische Malerin, Grafikerin und Buchgestalterin († 2020)
- 13. September: Robert Indiana, US-amerikanischer Maler der Pop-Art († 2018)
- 13. September: Eugen Kägi, Schweizer Unternehmer und Politiker († 2025)
- 13. September: Johannes Poethen, deutscher Schriftsteller († 2001)
- 14. September: Richard C. Clark, US-amerikanischer Politiker († 2023)
- 14. September: Alberto Korda, kubanischer Fotograf († 2001)
- 14. September: Günther Landgraf, deutscher Physiker, Rektor der TU Dresden († 2006)
- 14. September: Humberto Maturana, chilenischer Biologe mit dem Schwerpunkt Neurobiologie († 2021)
- 14. September: Angus Ogilvy, Mitglied der britischen Königsfamilie († 2004)
- 15. September: Cannonball Adderley, US-amerikanischer Jazz-Saxophonist († 1975)
- 16. September: Sieghart von Arnim, deutscher Manager und Sachbuchautor († 2020)
- 16. September: John Adel Elya, libanesischer Geistlicher und Bischof von Newton (USA) († 2019)
- 17. September: Aubrey Cagle, US-amerikanischer Rockabilly-Musiker und Label-Besitzer († 2004)
- 17. September: Manfred Seitz, deutscher evangelischer Pfarrer und Professor für Praktische Theologie († 2017)
- 18. September: Chester Gill, barbadisch-schweizerischer Jazzmusiker, Komponist und Chorleiter († 2003)
- 19. September: Bruno Dallansky, österreichischer Schauspieler († 2008)
- 19. September: Wolfram Siebeck, deutscher Gastronomiekritiker und Autor († 2016)
- 19. September: Adam West, US-amerikanischer Schauspieler († 2017)
- 20. September: Donald Hall, US-amerikanischer Dichter († 2018)
- 20. September: Gary Jennings, US-amerikanischer Schriftsteller († 1999)
- 21. September: John Milan Ashbrook, US-amerikanischer Politiker († 1982)
- 21. September: Frank Bencriscutto, US-amerikanischer Komponist und Musikpädagoge († 1997)
- 21. September: Édouard Glissant, französischer Schriftsteller und Philosoph († 2011)
- 21. September: Josef Strauß, deutscher Fußballtorwart († 2012)
- 22. September: Eric Broadley, britischer Automobilrennfahrer, Fahrzeugkonstrukteur und Unternehmer († 2017)
- 22. September: Georges Eggenberger, Schweizer Politiker (SP) († 2010)
- 22. September: Eugene Roche, US-amerikanischer Schauspieler († 2004)
- 23. September: Juliane Hund, deutsche Schachspielerin († 1999)
- 23. September: Julio Le Parc, argentinischer Künstler
- 23. September: Jakob Miltz, deutscher Fußballspieler († 1984)
- 24. September: Jürgen Isberg, deutscher Handballspieler († 2024)
- 25. September: Harold Becker, US-amerikanischer Filmregisseur
- 25. September: Ottavio Bugatti, italienischer Fußballspieler († 2016)
- 26. September: Robert D. Ray, US-amerikanischer Politiker († 2018)
- 27. September: Haro Senft, deutscher Filmproduzent, Filmregisseur und Drehbuchautor († 2016)
- 28. September: Hans Geister, deutscher Leichtathlet († 2012)
- 28. September: Günther Steines, deutscher Leichtathlet († 1982)
- 28. September: Koko Taylor, US-amerikanische Blues-Sängerin († 2009)
- 29. September: Stanisław Manturzewski, polnischer Schauspieler, Drehbuchautor und Regisseur († 2014)

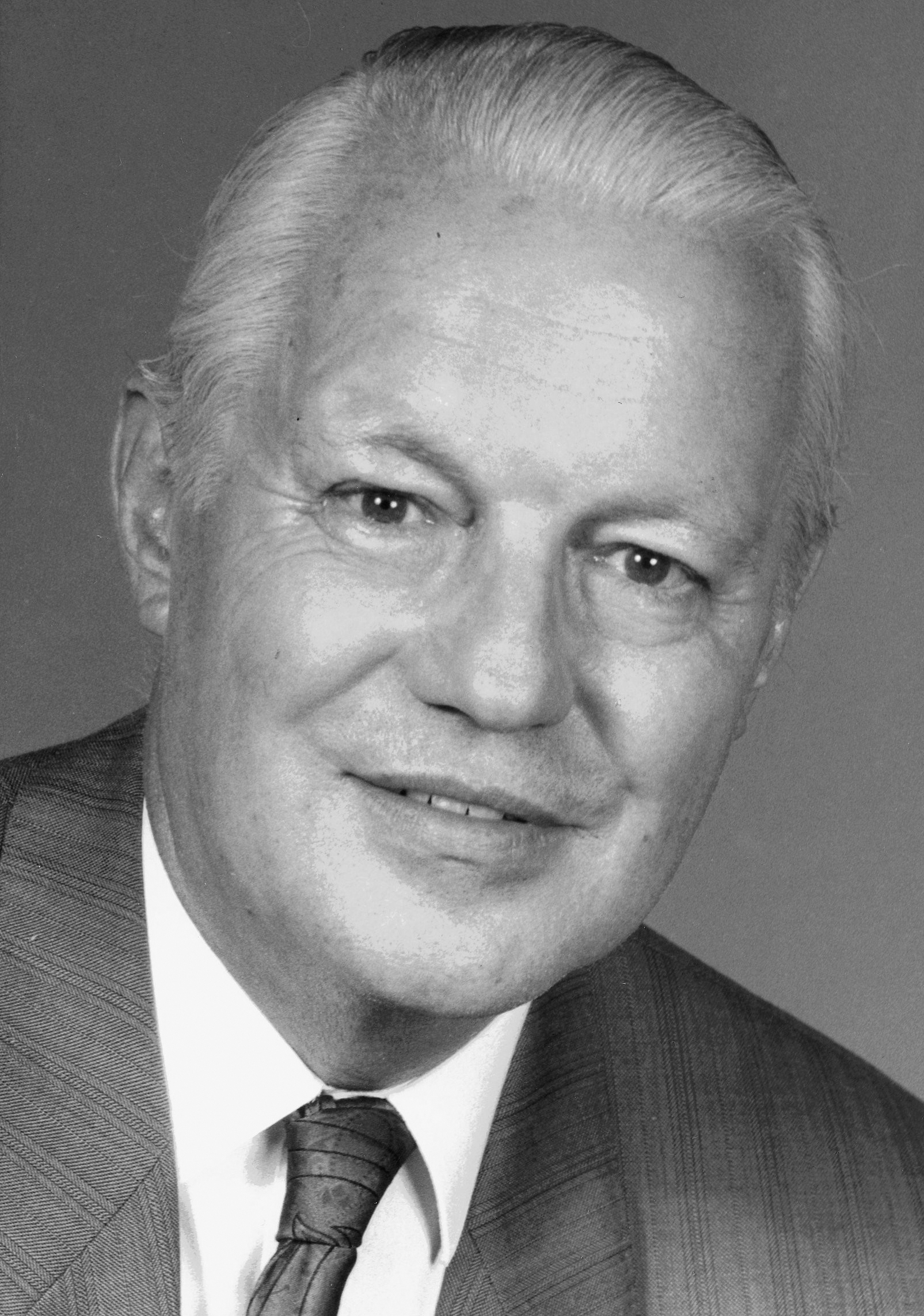
Gerhard Stoltenberg

- 29. September: Gerhard Stoltenberg, deutscher Politiker, mehrfacher Bundesminister († 2001)
- 30. September: Emilio Caprile, italienischer Fußballspieler († 2020)
- 30. September: Owen John Dolan, neuseeländischer römisch-katholischer Bischof († 2025)
- 30. September: Martin Greiffenhagen, deutscher Politikwissenschaftler († 2004)
- 30. September: Elie Wiesel, US-amerikanischer Schriftsteller und Publizist († 2016)

### Oktober
- 01. Oktober: Willy Mairesse, belgischer Automobilrennfahrer († 1969)
- 01. Oktober: George Peppard, US-amerikanischer Schauspieler († 1994)
- 01. Oktober: Herbert Zdarzil, österreichischer Pädagoge († 2008)
- 02. Oktober: Oswalt Kolle, deutscher Journalist und Filmproduzent († 2010)
- 02. Oktober: Eberhard von Kuenheim, deutscher Manager
- 02. Oktober: Ted Nichols, US-amerikanischer Komponist, Arrangeur, Dirigent und Musikpädagoge
- 02. Oktober: Wolfhart Pannenberg, deutscher evangelischer Theologe († 2014)
- 02. Oktober: Willy Tröger, deutscher Fußballspieler († 2004)
- 03. Oktober: Erik Bruhn, dänischer Balletttänzer († 1986)
- 03. Oktober: Kåre Willoch, norwegischer konservativer Politiker und Wirtschaftswissenschaftler († 2021)
- 04. Oktober: James Forman, US-amerikanischer Bürgerrechtler († 2005)
- 04. Oktober: Bob Scott, US-amerikanischer Automobilrennfahrer († 1954)
- 04. Oktober: Alvin Toffler, US-amerikanischer Schriftsteller und Futurologe († 2016)
- 04. Oktober: Erich Vanis, österreichischer Bergsteiger, Autor († 2004)
- 05. Oktober: Henning Schwarz, deutscher Politiker und Ministerpräsident von Schleswig-Holstein († 1993)
- 05. Oktober: Kurt Tschenscher, deutscher Fußballschiedsrichter († 2014)
- 06. Oktober: Yōji Akao, japanischer Wirtschaftstheoretiker († 2016)
- 06. Oktober: Jean-Jacques Antier, französischer Schriftsteller († 2023)
- 06. Oktober: Maeve Kyle, irisch-britische Leichtathletin († 2025)
- 06. Oktober: Alfred Hans Zoller, deutscher Komponist, Jazzpianist, Kantor und Organist († 2006)
- 07. Oktober: Ali Hussein Kafi, algerischer Präsident († 2013)
- 07. Oktober: Sanne Ledermann, deutsches Opfer des Holocaust, Freundin von Anne Frank († 1943)
- 08. Oktober: Valdir Pereira, brasilianischer Fußballspieler († 2001)
- 08. Oktober: Helmut Qualtinger, österreichischer Kabarettist und Schriftsteller († 1986)
- 09. Oktober: Hermann W. von der Dunk, niederländischer Historiker († 2018)
- 09. Oktober: Pat O’Connor, US-amerikanischer Automobilrennfahrer († 1958)
- 09. Oktober: Einojuhani Rautavaara, finnischer Komponist († 2016)
- 10. Oktober: Susumu Hani, japanischer Filmregisseur und Drehbuchautor
- 11. Oktober: Ernst Ammann, deutscher Bühnenbildner und Schauspieler († 1982)
- 11. Oktober: Alfonso de Portago, spanischer Automobilrennfahrer und Bobsportler († 1957)
- 12. Oktober: Dschiwan Gasparjan, armenischer Instrumentalist und Komponist († 2021)
- 13. Oktober: Ernst Ankermann, deutscher Jurist und Richter († 2021)
- 14. Oktober: Edith Hancke, deutsche Schauspielerin und Synchronsprecherin († 2015)
- 14. Oktober: Kenneth Johnson, britischer Langstrecken-, Cross- und Hindernisläufer († 2015)
- 14. Oktober: Christiane Mückenberger, deutsche Filmwissenschaftlerin († 2025)
- 14. Oktober: Héctor Rial Laguía, argentinischer Fußballspieler († 1991)
- 15. Oktober: Eduard Schütz, baptistischer Theologe († 2001)
- 16. Oktober: Mary Daly, US-amerikanische Theologin († 2010)
- 16. Oktober: Ann Guilbert, US-amerikanische Schauspielerin († 2016)
- 17. Oktober: Bobby Walston, US-amerikanischer American-Football-Spieler († 1987)
- 18. Oktober: Ernest Simoni, albanischer römisch-katholischer Geistlicher und Kardinal
- 19. Oktober: Eduard Hauser, deutscher Politiker und MdL († 2010)
- 19. Oktober: Mustapha Zitouni, algerisch-französischer Fußballspieler und -trainer († 2014)
- 20. Oktober: Josef Krawina, österreichischer Architekt († 2018)
- 20. Oktober: Li Peng, chinesischer Politiker († 2019)
- 21. Oktober: Whitey Ford, US-amerikanischer Baseballspieler († 2020)
- 21. Oktober: Józef Kański, polnischer Musikkritiker († 2023)
- 21. Oktober: Ardico Magnini, italienischer Fußballspieler († 2020)
- 21. Oktober: Jef Penders, niederländischer Komponist und Dirigent († 2015)
- 21. Oktober: René Saorgin, französischer Organist († 2015)
- 21. Oktober: Joyce Wein, US-amerikanische Musik- und Festivalmanagerin († 2005)
- 22. Oktober: Hans-Jacob Krümmel, deutscher Betriebswirt und Hochschullehrer († 2016)
- 23. Oktober: Mario Alborghetti, italienischer Automobilrennfahrer († 1955)
- 23. Oktober: Karl Heinz Bender, deutscher Schauspieler und Hörspielsprecher
- 23. Oktober: Günter Rohrbach, deutscher Kinofilm- und Fernsehproduzent
- 23. Oktober: Zhu Rongji, chinesischer Politiker
- 24. Oktober: Gabriel Laub, tschechisch- und deutschsprachiger Journalist, Satiriker und Aphoristiker († 1998)
- 24. Oktober: Otti Wilmanns, deutsche Botanikerin († 2023)
- 25. Oktober: Wolfgang Eger, deutscher Historiker und Autor († 2005)
- 25. Oktober: Peter Naur, dänischer Astronom und Informatiker († 2016)
- 25. Oktober: Marion Ross, US-amerikanische Schauspielerin
- 26. Oktober: Peter Appleyard, kanadischer Jazzmusiker († 2013)
- 26. Oktober: Albert Brewer, US-amerikanischer Politiker († 2017)
- 26. Oktober: Jean-Claude Vidilles, französischer Automobilrennfahrer († 1997)
- 27. Oktober: Milka Babović, jugoslawische Sprint- und Hürdenläuferin sowie Journalistin († 2020)
- 27. Oktober: Hermann Oxfort, deutscher Bürgermeister und Justizsenator († 2003)
- 29. Oktober: Joachim Schulte, deutscher Generalmajor, Abteilungsleiter im Bundesnachrichtendienst
- 30. Oktober: Michael James Andrews, britischer Maler († 1995)
- 30. Oktober: Daniel Nathans, US-amerikanischer Mikrobiologe und Biochemiker, Nobelpreisträger († 1999)
- 30. Oktober: Joachim Wattendorff, deutscher Biologe († 2008)
- 31. Oktober: Jean-François Deniau, französischer Politiker und Schriftsteller; Mitglied der Académie française († 2007)
- 31. Oktober: August Everding, deutscher Regisseur, Manager, Kulturpolitiker und Intendant († 1999)
- 31. Oktober: Helmut Pemsel, österreichischer Buchautor und ehemaliger Unternehmer
- 31. Oktober: Jean Mésange, französischer Automobilrennfahrer († 1999)
- 31. Oktober: Roy Romer, US-amerikanischer Politiker

### November
- 01. November: Eduard Ackermann, deutscher Politiker († 2015)
- 01. November: Dieter Borkowski, deutscher Schriftsteller, Journalist und Historiker († 2000)
- 02. November: Leon Hart, US-amerikanischer American-Football-Spieler († 2002)
- 03. November: Lore Börner, deutsche Numismatikerin († 2011)
- 03. November: Osamu Tezuka, japanischer Arzt und Manga-Zeichner († 1989)
- 03. November: George Yardley, US-amerikanischer Basketballspieler († 2004)
- 04. November: Manzoor Hussain Atif, pakistanischer Hockeyspieler und Sportfunktionär († 2008)
- 04. November: Larry Bunker, US-amerikanischer Jazzschlagzeuger († 2005)
- 06. November: Lotte Hass, österreichische Tauchpionierin († 2015)
- 06. November: Marianne Christina Schilling, deutsche Schauspielerin († 2012)
- 07. November: Daniel Francis Annan, ghanaischer Jurist und Politiker († 2006)
- 08. November: Ursula Haverbeck, deutsche rechtsextremistische Aktivistin († 2024)
- 08. November: Rudolf Heitefuß, deutscher Phytomediziner († 2020)
- 08. November: Rudolf Machenschalk, österreichischer Manager († 2005)
- 09. November: Lojze Kovačič, slowenischer Schriftsteller und Pädagoge († 2004)
- 09. November: Anne Sexton, US-amerikanische Dichterin († 1974)
- 09. November: Werner Veigel, Chefsprecher der Tagesschau der ARD († 1995)
- 10. November: Marilyn Bergman, US-amerikanische Liedtexterin und Komponistin († 2022)
- 10. November: Ennio Morricone, italienischer (Filmmusik)-Komponist und Dirigent († 2020) Ennio Morricone, 2012

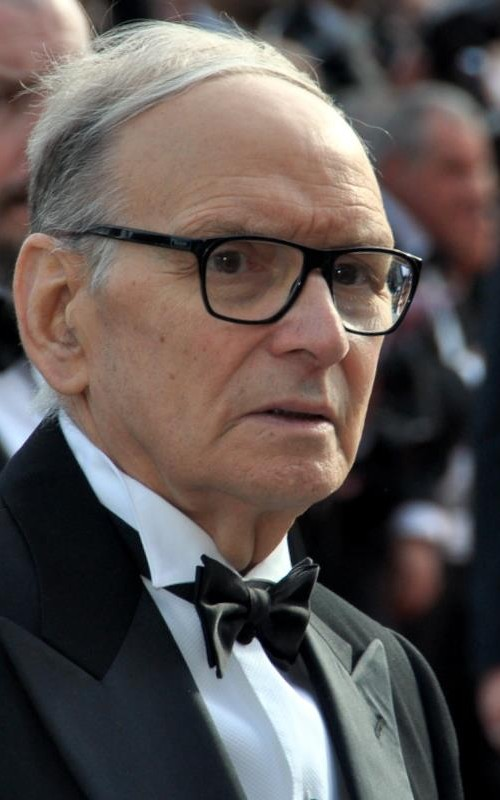
Ennio Morricone, 2012

- 10. November: Beppe Wolgers, schwedischer Schauspieler, Regisseur, Autor und Komponist († 1986)
- 11. November: Ernestine Anderson, US-amerikanische Jazz- und Blues-Sängerin († 2016)
- 11. November: Arthur Cunningham, US-amerikanischer Komponist († 1997)
- 11. November: Carlos Fuentes, mexikanischer Schriftsteller († 2012)
- 12. November: Henry Büttner, deutscher Karikaturist
- 12. November: Napoleón Dihmes, dominikanischer Operntenor († 2006)
- 12. November: Werner Klumpp, deutscher Politiker († 2021)
- 12. November: Martin Purtscher, österreichischer Politiker und Landeshauptmann von Vorarlberg († 2023)
- 12. November: Michael G. Sotirhos, US-amerikanischer Diplomat († 2019)
- 13. November: Hampton Hawes, US-amerikanischer Jazzmusiker († 1977)
- 13. November: Karl-Ulrich Meves, deutscher Schauspieler und Synchronsprecher († 2025)
- 14. November: Kathleen Hughes, US-amerikanische Schauspielerin († 2025)
- 15. November: William Heirens, US-amerikanischer Serienmörder († 2012)
- 15. November: C. W. McCall, US-amerikanischer Countrysänger († 2022)
- 15. November: Jerry Toth, kanadischer Jazzsaxophonist, -klarinettist und -flötist, Komponist und Arrangeur († 1999)
- 16. November: Vladimír Boublík, ein tschechischer theologischer Philosoph († 1974)
- 16. November: Marvin Levy, US-amerikanischer Publizist († 2025)
- 16. November: Harada Mitsusuke, ein japanischer Karate-Lehrmeister  († 2021)
- 17. November: Arman, französischer Objektkünstler und Mitbegründer des Nouveau Réalisme († 2005)
- 17. November: Rance Howard, US-amerikanischer Schauspieler († 2017)
- 17. November: Don Lawrence, britischer Comiczeichner († 2003)
- 17. November: Friedrich Prinz, deutscher Historiker († 2003)
- 18. November: Sheila Jordan, US-amerikanische Jazz-Sängerin († 2025)
- 18. November: Rudolf Spengler, deutscher Handballspieler und Handballtrainer († 2019)
- 19. November: Ernst Hiller, deutscher Motorradrennfahrer († 2008)
- 20. November: Elsbeth Lange, deutsche Palynologin († 2009)
- 20. November: Dolf Verroen, niederländischer Schriftsteller
- 21. November: Pierre Dumay, französischer Automobilrennfahrer († 2021)
- 22. November: Timothy Beaumont, Baron Beaumont of Whitley, britischer Politiker und anglikanischer Geistlicher († 2008)
- 22. November: Gösta Nordahl, schwedischer Fußballspieler († 2003)
- 23. November: Jerry Bock, US-amerikanischer Komponist († 2010)
- 24. November: Gerhard Bengsch, deutscher Schriftsteller und Drehbuchautor († 2004)
- 24. November: Robert Blum, US-amerikanischer Fechter († 2022)
- 24. November: Hendri Spescha, Schweizer Autor und Politiker († 1982)
- 25. November: Giuseppe Agostino, italienischer Erzbischof († 2014)
- 25. November: Konrad Naumann, Mitglied des Politbüros des ZK der SED in der DDR († 1992)
- 27. November: Kurt Abels, deutscher Germanist († 2014)
- 27. November: Horst Gehann, deutscher Komponist, Dirigent, Organist, Cembalist, Musikverleger († 2007)
- 27. November: Stanley Hoffmann, US-amerikanischer Politikwissenschaftler († 2015)
- 27. November: Rainer Kerndl, deutscher Journalist und Schriftsteller († 2018)
- 27. November: Josh Kirby, britischer Zeichner und Künstler († 2001)
- 28. November: Toaripi Lauti, tuvaluischer Politiker († 2014)
- 28. November: Rainer Marten, deutscher Philosoph
- 28. November: David Mostyn, britischer Offizier und General des Heeres († 2007)
- 28. November: Dariush Safvat, iranischer Setār- und Santurspieler und Musikwissenschaftler († 2013)
- 29. November: Joan Martí Alanís, Bischof von Urgell und Co-Fürst von Andorra († 2009)
- 29. November: Adolf Goetzberger, deutscher Physiker († 2023)
- 29. November: Virginia López, puerto-ricanische Sängerin († 2024)
- 29. November: Hotsuki Ozaki, japanischer Autor und Literaturkritiker († 1999)
- 30. November: Chic Hecht, US-amerikanischer Politiker († 2006)
- 30. November: Gil Won-ok, koreanische Aktivistin († 2025)
- 30. November: Peter Hans Kolvenbach, niederländischer Ordensgeneral († 2016)

### Dezember
- 01. Dezember: Klaus Rainer Röhl, deutscher Journalist und Publizist († 2021)
- 02. Dezember: Jörg Demus, österreichischer Pianist († 2019)
- 02. Dezember: Fred Düren, deutscher Schauspieler († 2015)
- 02. Dezember: Jimmy Haggett, US-amerikanischer Country- und Rockabilly-Musiker († 2000)
- 02. Dezember: Irina Pabst, bekannt durch ihr Engagement in der AIDS-Hilfe († 2004)
- 02. Dezember: Rita Paul, deutsche Schauspielerin und Sängerin († 2021)
- 03. Dezember: Christoph-Adolf Fürus, deutscher Generalmajor († 2022)
- 03. Dezember: Joachim Nottke, deutscher Autor, Schauspieler und Synchronsprecher († 1998)
- 04. Dezember: Frank Tiberi, US-amerikanischer Jazzmusiker
- 06. Dezember: Bert Achong, trinidadischer Labormediziner († 1996)
- 06. Dezember: Duilio Arigoni, schweizerischer Chemiker († 2020)
- 06. Dezember: Carlos María Ariz Bolea, spanischer Bischof († 2015)
- 06. Dezember: Jan Hendriks, deutscher Bühnen-, Film- und Fernsehschauspieler († 1991)
- 06. Dezember: Karel Pecka, tschechischer Schriftsteller und Dissident († 1997)
- 07. Dezember: Noam Chomsky, US-amerikanischer Sprachwissenschaftler
- 08. Dezember: Hannes Flesner, ostfriesischer Künstler († 1984)
- 08. Dezember: Jimmy Smith, US-amerikanischer Jazz- und Bluesorganist († 2005)
- 10. Dezember: Dagfinn Aarskog, norwegischer Pädiater und Humangenetiker († 2014)
- 10. Dezember: Egon Christian Andresen, deutscher Elektrotechniker († 2010)
- 10. Dezember: Dan Blocker, US-amerikanischer Schauspieler († 1972)
- 10. Dezember: Jeremy Morse, britischer Schachkomponist († 2016)
- 11. Dezember: Renny Ottolina, venezolanischer Fernsehentertainer und -produzent († 1978)
- 12. Dezember: Tschingis Aitmatow, kirgisischer Schriftsteller († 2008)
- 12. Dezember: Helen Frankenthaler, US-amerikanische Malerin († 2011)
- 12. Dezember: Jean Meeus, belgischer Mathematiker, Astronom und Autor
- 12. Dezember: Heinrich Rathke, deutscher Pfarrer, Theologe und Landesbischof in Mecklenburg († 2024)
- 13. Dezember: Wolfgang Hutter, österreichischer Maler und Grafiker († 2014)
- 13. Dezember: Nati Mistral, spanische Sängerin und Schauspielerin († 2017)
- 13. Dezember: Jutta Müller, deutsche Eiskunstlauftrainerin († 2023)
- 13. Dezember: Jack Tramiel, polnisch-US-amerikanischer Unternehmer und Computerpionier († 2012)
- 14. Dezember: Aníbal Abreu, venezolanischer Pianist, Arrangeur und Komponist († 2023)
- 14. Dezember: Dietrich Geyer, deutscher Historiker († 2023)
- 15. Dezember: Ernie Ashworth, US-amerikanischer Country-Musiker († 2009)
- 15. Dezember: Friedensreich Hundertwasser, österreichischer Maler und Architekt († 2000) Friedensreich Hundertwasser, 1998

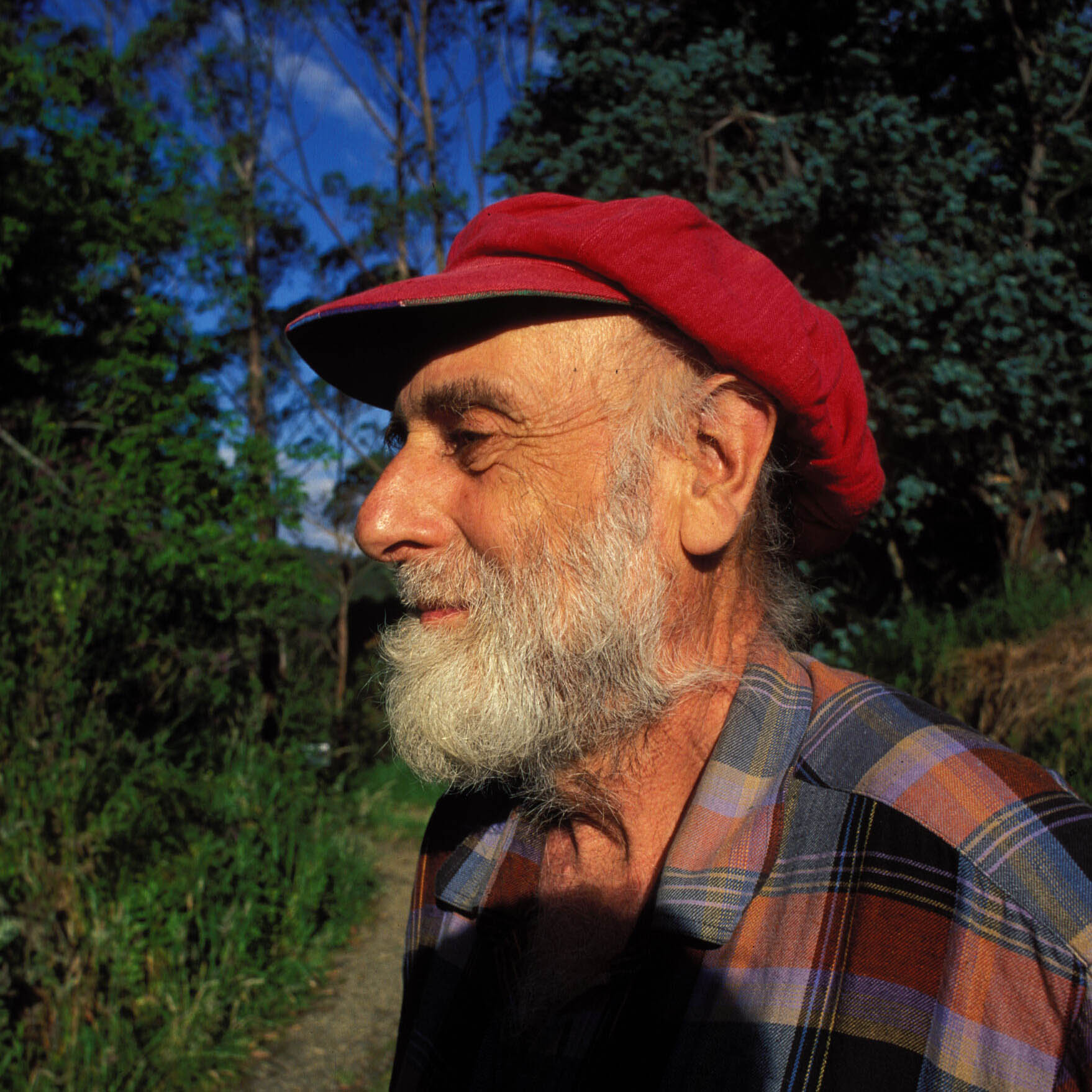
Friedensreich Hundertwasser, 1998

- 16. Dezember: Bruce Nathan Ames, US-amerikanischer Biochemiker und Biologe († 2024)
- 16. Dezember: Terry Carter, US-amerikanischer Schauspieler († 2024)
- 16. Dezember: Philip K. Dick, US-amerikanischer Schriftsteller († 1982)
- 16. Dezember: Friedrich Wilhelm Schnitzler, deutscher Landwirt, Politiker, Manager und Unternehmer († 2011) Friedrich Wilhelm Schnitzler, 1984

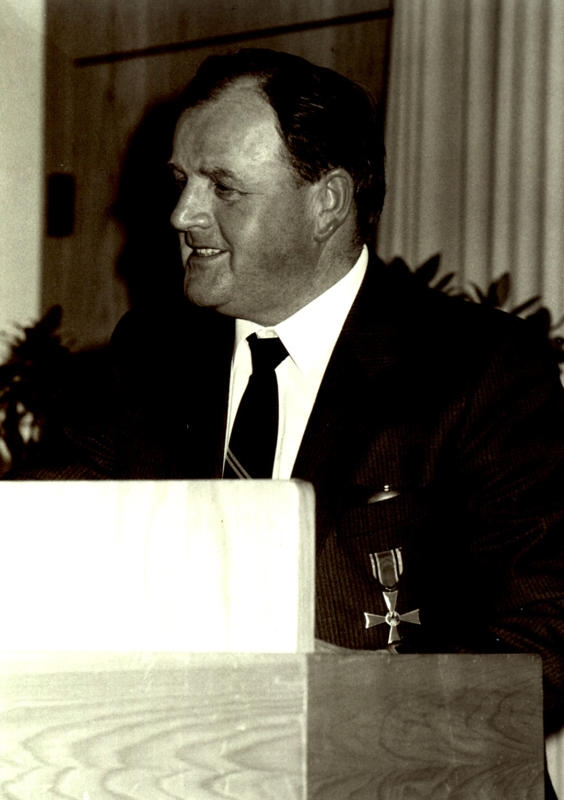
Friedrich Wilhelm Schnitzler, 1984

- 16. Dezember: Daniel Timsit, algerischer Arzt († 2002)
- 17. Dezember: Gerhard Füssmann, deutscher Ruderer († 1993)
- 17. Dezember: Zhou Guangren, chinesische Pianistin († 2022)
- 18. Dezember: Mirza Tahir Ahmad, Khalifat ul-Masih VI. († 2003)
- 18. Dezember: Joachim Kaiser, deutscher Journalist, Kritiker und Literat († 2017)
- 18. Dezember: Galt MacDermot, kanadischer Komponist († 2018)
- 19. Dezember: Nikolaus Arndt, deutscher Architekt, Historiker und Kommunalpolitiker († 2016)
- 19. Dezember: Herbert Bötticher, deutscher Schauspieler († 2008)
- 19. Dezember: Eve Bunting, US-amerikanische Schriftstellerin († 2023)
- 20. Dezember: Tatjana Birschtein, sowjetisch-russische Physikerin († 2022)
- 20. Dezember: Jack Christiansen, US-kanadischer American-Football-Spieler und -Trainer († 1986)
- 21. Dezember: Godfrey Kelly, bahamaischer Regattasegler und Politiker († 2022)
- 22. Dezember: Regine Lutz, Schweizer Schauspielerin († 2023)
- 23. Dezember: Anthony Cronin, irischer Schriftsteller († 2016)
- 23. Dezember: Hubert Glaser, deutscher Historiker († 2019)
- 23. Dezember: Buddy Harman, US-amerikanischer Schlagzeuger († 2008)
- 24. Dezember: Siegurd Fitzek, deutscher Schauspieler († 2022)
- 24. Dezember: Manfred Rommel, Oberbürgermeister von Stuttgart († 2013)
- 25. Dezember: Christian Geissler, deutscher Schriftsteller († 2008)
- 25. Dezember: Pepe Jara, mexikanischer Sänger († 2005)
- 25. Dezember: Heinrich Poos, deutscher Komponist († 2020)
- 26. Dezember: Herbert Batliner, liechtensteinischer Rechtsanwalt († 2019)
- 26. Dezember: Martin Cooper: US-amerikanischer Elektroingenieur Martin Cooper, 2007

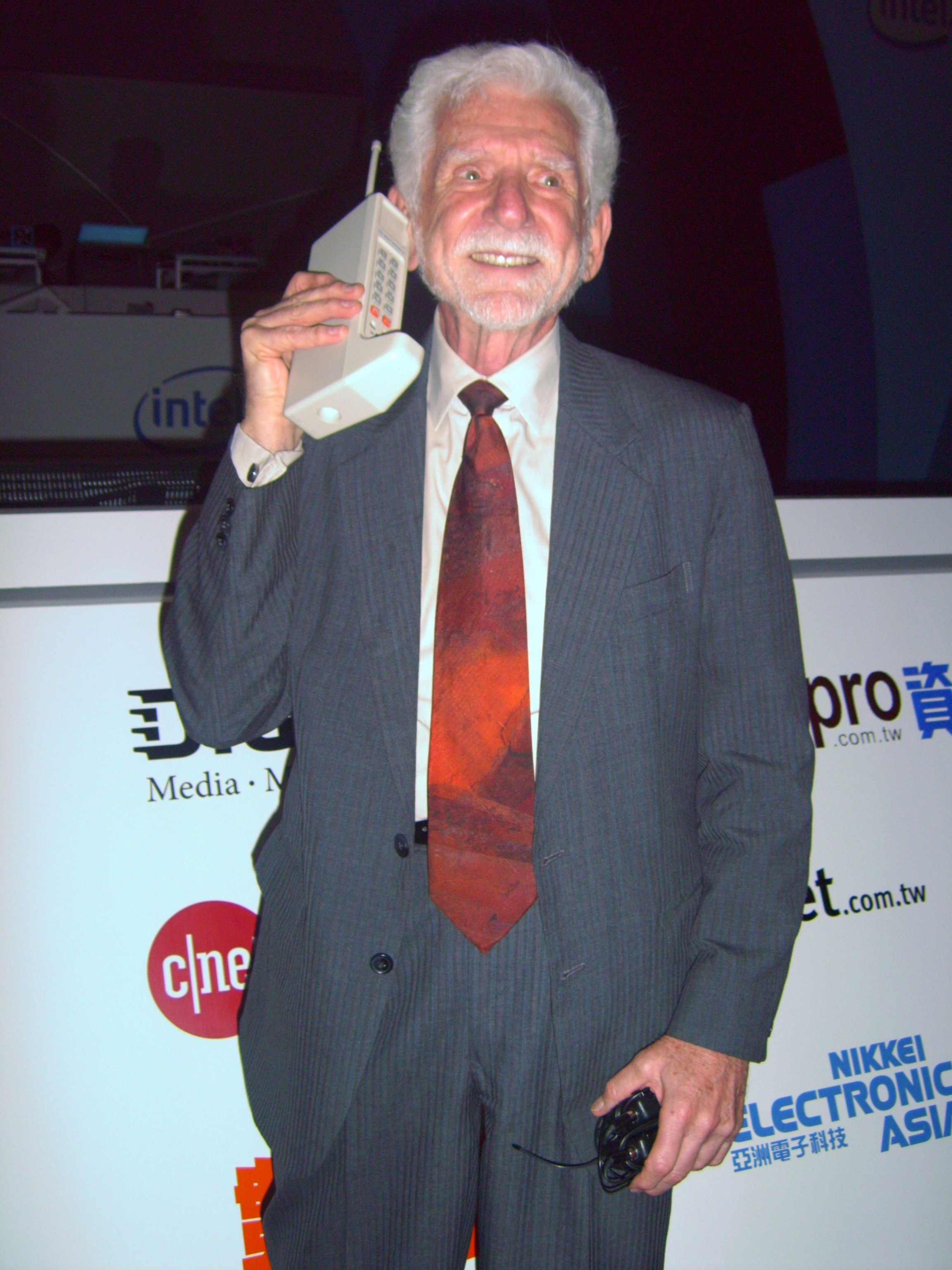
Martin Cooper, 2007

- 26. Dezember: Dália Sammer, portugiesische Turnerin († 2022)
- 27. Dezember: Manfred Arlt, deutscher Architekt († 2006)
- 27. Dezember: Martin Michael Arnold, deutscher Mediziner und Hochschullehrer († 2022)
- 27. Dezember: Walter Romberg, deutscher Politiker († 2014)
- 28. Dezember: Dariush Forouhar, iranischer Politiker († 1998)
- 29. Dezember: Danica Aćimac, jugoslawische Schauspielerin († 2009)
- 29. Dezember: Ludwig Huber, deutscher Politiker († 2003)
- 29. Dezember: Adolf Oberth, siebenbürgischer Chemiker und Erfinder († 2007)
- 30. Dezember: Alain Bertaut, französischer Automobilrennfahrer und Motorsportfunktionär († 2016)
- 30. Dezember: Bo Diddley, US-amerikanischer Musiker († 2008)
- 31. Dezember: Hugh McElhenny, US-amerikanischer American-Football-Spieler († 2022)
- 31. Dezember: Veijo Meri, finnischer Schriftsteller († 2015)

### Genaues Geburtsdatum unbekannt
- Florian Ambru, rumänischer Fußballspieler und -trainer
- Abdul-Qader Arnaout, syrischer Islam-Gelehrter († 2004)
- Danuta Dworakowska, polnische Pianistin und Musikpädagoge
- Maurice Sheehy, irischer Altphilologe und Kirchenhistoriker († 1991)
- Lu Wenfu, chinesischer Schriftsteller († 2005)

## Gestorben

### Januar/Februar
- 04. Januar: Jacob van Rees, niederländischer Autor und Anarchist (* 1854)
- 05. Januar: Louis Leblois, französischer Anwalt (* 1854)
- 08. Januar: Leonhard Lang, österreichischer Papierhändler und Wohltäter (* 1843)
- 10. Januar: Ralph Allan Aitken, schottischer Fußballspieler (* 1863)

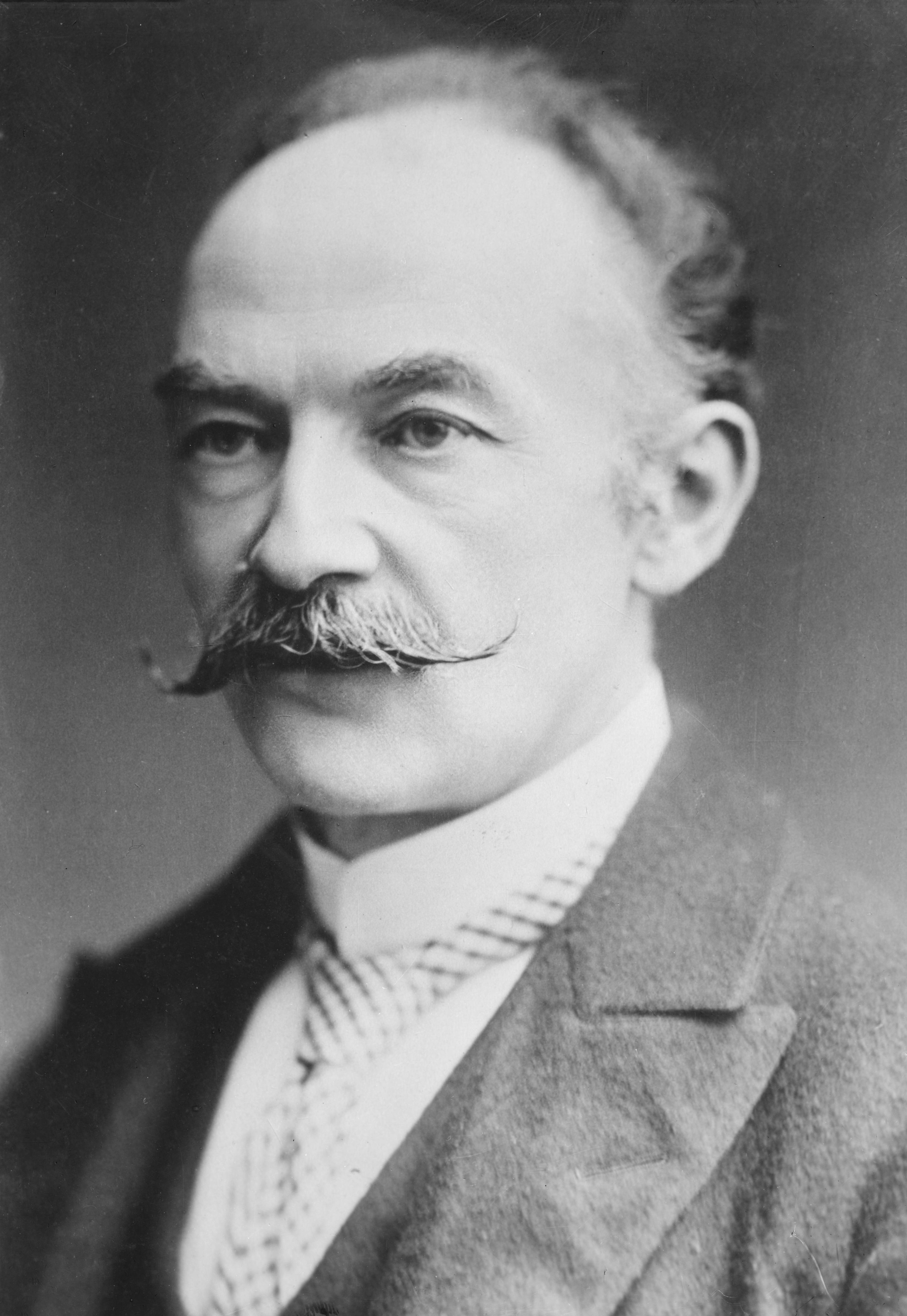
Thomas Hardy (um ca. 1910–15)

- 11. Januar: Thomas Hardy, britischer Schriftsteller (* 1840)
- 15. Januar: Ferdinand Mülhens, Gutsbesitzer und Unternehmer in Königswinter (* 1844)
- 18. Januar: Charles Gordon-Lennox, 7. Duke of Richmond, britischer Politiker (* 1845)
- 21. Januar: Nikolai Astrup, norwegischer Maler (* 1880)
- 30. Januar: Karl Bleibtreu, deutscher Schriftsteller (* 1859)
- 30. Januar: Johannes Fibiger, dänischer Pathologe (* 1867)
- 01. Februar: Ah Toy, US-amerikanische Prostituierte und Bordellbetreiberin (* 1828)
- 04. Februar: Hendrik Antoon Lorentz, niederländischer Physiker, Nobelpreisträger (* 1853)
- 04. Februar: Fritz Raschig, deutscher Industrieller, Chemiker und Politiker (* 1863)
- 04. Februar: Aram J. Pothier, US-amerikanischer Politiker (* 1854)
- 08. Februar: Leonti Nikolajewitsch Benois, russischer Architekt (* 1856)
- 13. Februar: Franz Christoph Büscher, deutscher Jurist (* 1848)

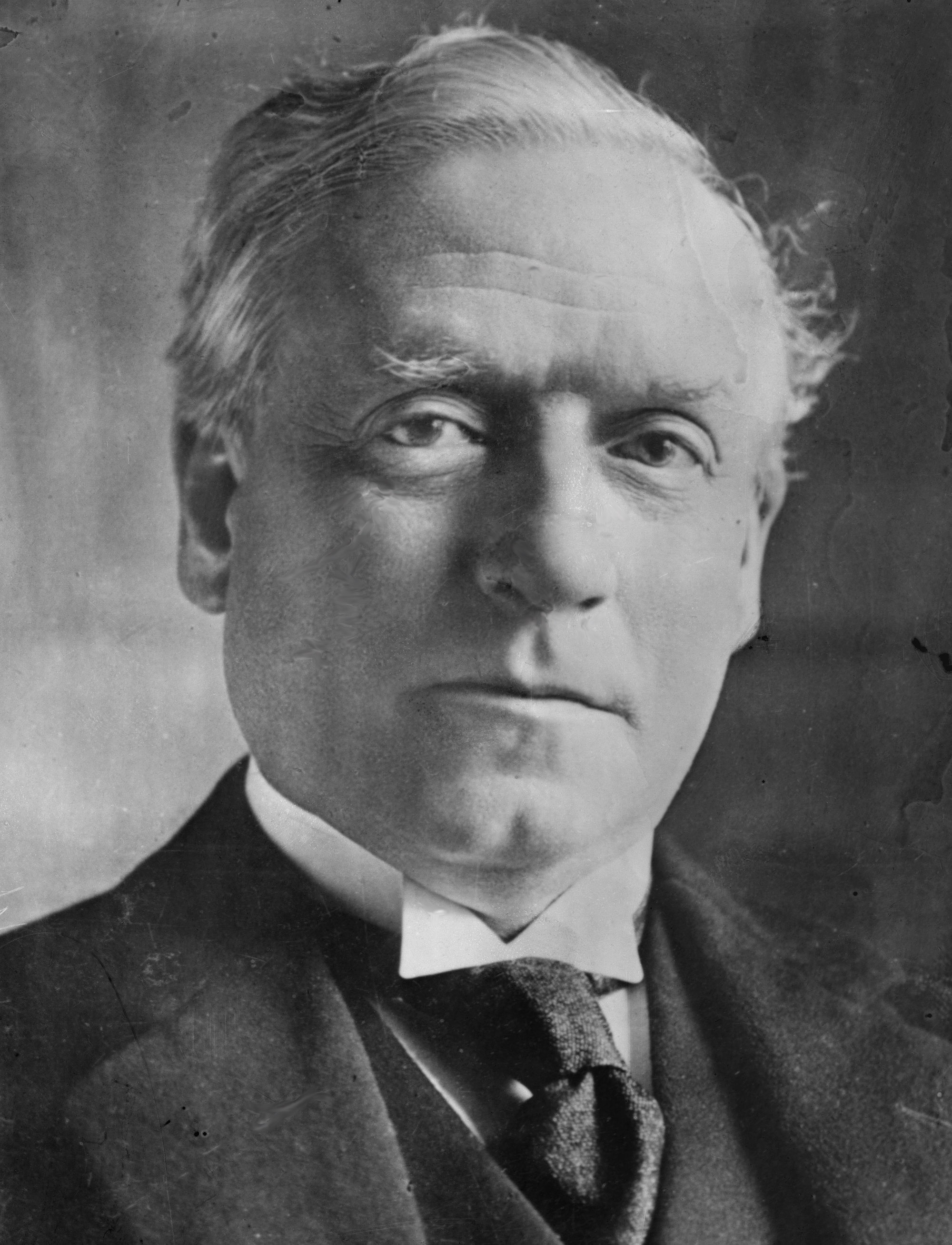
Herbert Henry Asquith

- 15. Februar: Herbert Henry Asquith, britischer Politiker und Regierungschef (* 1852)
- 15. Februar: Curt von Morgen, deutscher Offizier und Forschungsreisender (* 1858)
- 19. Februar: Rufin Steimer, Schweizer Kapuzinerprediger und Historiker (* 1866)
- 20. Februar: Antonio Abetti, italienischer Astronom (* 1846)
- 20. Februar: Josef Arbesser von Rastburg, österreichischer Landschafts- und Architekturmaler (* 1850)
- 22. Februar: Yves Guyot, französischer Politiker (* 1843)
- 24. Februar: Eduard Hahn, deutscher Agrarethnologe, Geograph und Wirtschaftshistoriker (* 1856)
- 25. Februar: William O’Brien, irischer Journalist und Politiker (* 1852)
- 26. Februar: Johannes Chrząszcz, schlesischer Priester (* 1857)
- 28. Februar: Carl Josef Alois Bourdet, deutscher Kunstmaler und Aquarellist (* 1851)
- 29. Februar: Ina Coolbrith, US-amerikanische Dichterin (* 1841)
- 29. Februar: Armando Diaz, italienischer Marschall (* 1861)
- 29. Februar: Adolphe Appia, Schweizer Architekt, Bühnenbildner und Theoretiker (* 1862)

### März/April
- 01. März: Jacob Adolf Hägg, schwedischer Komponist (* 1850)
- 04. März: Henri Dubois, Schweizer evangelischer Geistlicher und Hochschullehrer (* 1838)
- 04. März: Franjo Vilhar Kalski, kroatischer Komponist (* 1852)
- 05. März: Emil Mayrisch, Präsident des Direktoriums der ARBED (* 1862)
- 09. März: Julius Goerdeler, deutscher Richter und Parlamentarier (* 1844)
- 11. März: Georges Guiraud, französischer Komponist, Organist und Musikpädagoge (* 1868)
- 11. März: Franz Roubaud, russischer Maler (* 1856)
- 12. März: Marija Jermolowa, russische Theaterschauspielerin (* 1853)
- 13. März: Laura Valborg Aulin, schwedische Komponistin (* 1860)
- 14. März: Agnes Gosche, deutsche Philologin (* 1857)
- 17. März: Paul Sprigade, deutscher Kartograf (* 1863)
- 27. März: Leslie Stuart, englischer Komponist (* 1864)
- 28. März: Paul Born-Moser, Schweizer Fabrikant und Insektenkundler (* 1859)
- 30. März: Adolf Angst, schweizerischer Unternehmer (* 1845)
- 30. März: Frank B. Willis, US-amerikanischer Politiker (* 1871)
- 31. März: Gustave Ador, Schweizer Politiker (* 1845)
- 31. März: Maurice Léna, französischer Dramatiker und Librettist (* 1859)
- 07. April: Alexander Bogdanow, russischer Philosoph, Ökonom, Soziologe (* 1873)
- 15. April: Pietro Bordino, italienischer Automobilrennfahrer (* 1887)
- 18. April: Henryk Melcer-Szczawiński, polnischer Pianist, Dirigent, Komponist und Musikpädagoge (* 1869)
- 19. April: Adrian Spamann, deutsch-lothringischer Orgelbauer (* 1843)
- 25. April: Pjotr Wrangel, russischer General (* 1878)
- 26. April: Percy Shelley Anneke, US-amerikanischer Unternehmer (* 1850)
- 27. April: Ernst Seifert, deutscher Orgelbauer (* 1855)
- 29. April: Friedrich von Bezold, deutscher Historiker (* 1848)
- 29. April: Heinrich Federer, Schweizer Schriftsteller (* 1866)
- 30. April: Johannes Blumer-Egloff, Schweizer Textilunternehmer, Numismatiker und freisinniger Politiker (* 1835)

### Mai/Juni
- 03. Mai: Wilhelm Jänecke, deutscher Architekt, Kunsthistoriker, preußischer Baubeamter und Hochschullehrer (* 1872)
- 06. Mai: Myrtle Corbin, US-amerikanische Sideshow-Darstellerin (* 1868)
- 07. Mai: Aleksandr Spendiarjan, armenischer Komponist (* 1871)
- 11. Mai: Louis Aronsohn, deutscher Bankier und Politiker (* 1850)
- 11. Mai: Lilli (* 1897) und Emil Bohnke (* 1888), Musiker-Ehepaar
- 13. Mai: Ida Boy-Ed, deutsche Schriftstellerin (* 1852)
- 13. Mai: Ernst Buss, Schweizer evangelischer Geistlicher (* 1843)
- 14. Mai: Max Auzinger, deutscher Zauberkünstler und Schauspieler (* 1839)
- 16. Mai: Rudolf Heinze, deutscher Jurist und Politiker (* 1865)
- 18. Mai: Moritz von Auffenberg, österreichisch-ungarischen Armee und Kriegsminister (* 1852)
- 18. Mai: William Dudley Haywood, US-amerikanischer Gewerkschafter (* 1869)
- 19. Mai: Charlotte Basté, deutsche Schauspielerin (* 1867)
- 19. Mai: Henry Franklin Gilbert, US-amerikanischer Komponist (* 1868)
- 19. Mai: Max Scheler, deutscher Philosoph (* 1874)
- 20. Mai: Rupert Karner, österreichischer Motorradrennfahrer (* 1896)
- 27. Mai: Arthur Schoenflies, Mathematiker (* 1853)
- 02. Juni: Otto Nordenskjöld, schwedischer Polarforscher (* 1869)
- 05. Juni: Kurt von Schleinitz, deutscher Offizier (* 1859)
- 06. Juni: John D. Works, US-amerikanischer Politiker (* 1847)
- 14. Juni: Emmeline Pankhurst, britische Frauenrechtlerin (* 1858)
- 16. Juni: Harry A. Richardson, US-amerikanischer Politiker (* 1853)
- 17. Juni: Edwin Meredith, US-amerikanischer Geschäftsmann und Politiker (* 1876)

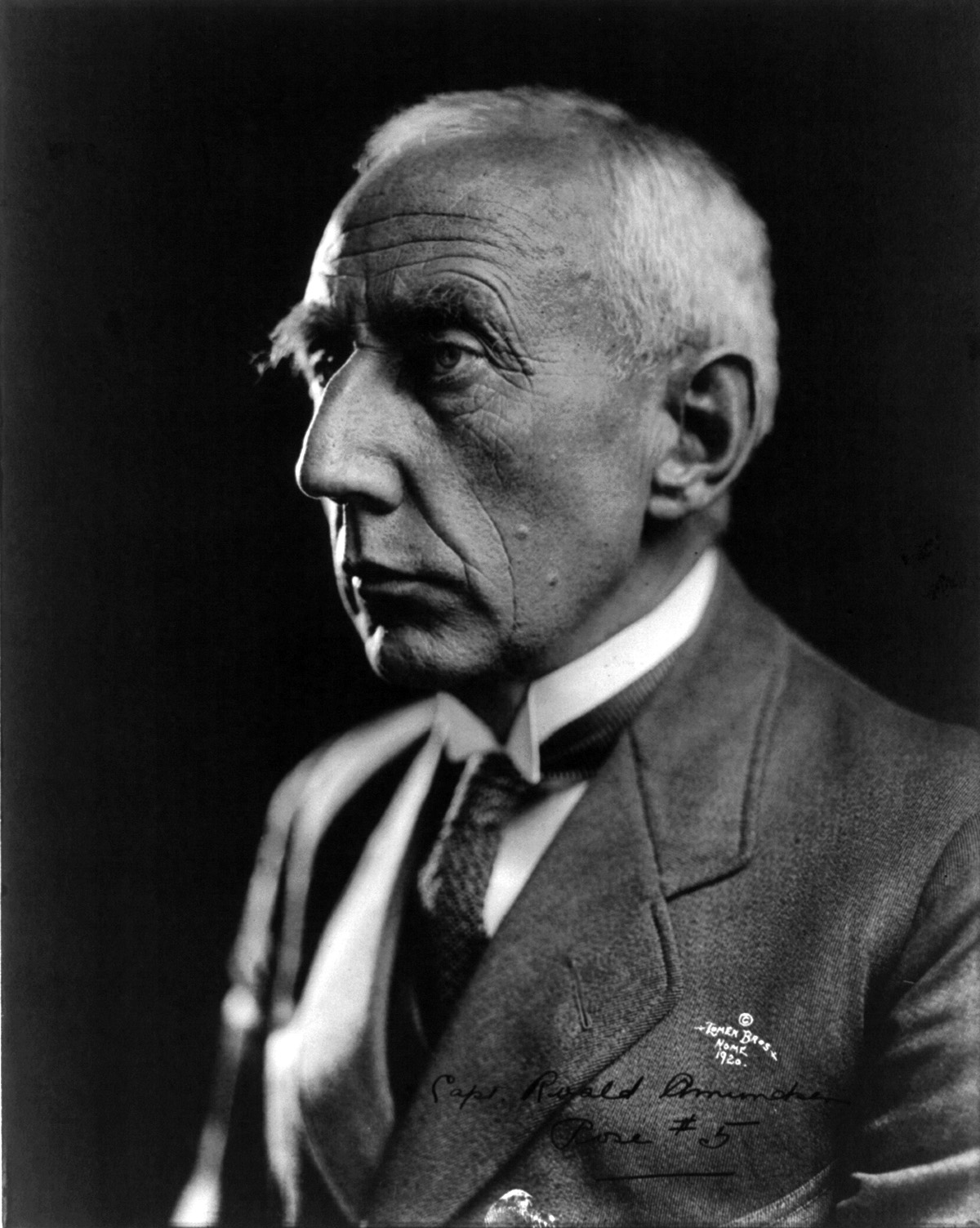
Roald Amundsen, 1920

- 18. Juni: Roald Amundsen, norwegischer Polarforscher, verschollen (* 1872)
- 28. Juni: Victor Auburtin, deutscher Journalist und Schriftsteller (* 1870)
- 28. Juni: John Isaac Thornycroft, englischer Ingenieur (* 1843)
- 29. Juni: Álvaro de Castro, portugiesischer Militär und Politiker, Ministerpräsident (* 1878)

### Juli/August
- 01. Juli: Frankie Yale, italienischer Verbrecher in New York (* 1893)
- 02. Juli: Willi Henkelmann, deutscher Motorradrennfahrer (* 1899)
- 08. Juli: Erich Adickes, deutscher Philosoph (* 1866)
- 09. Juli: George Earle Chamberlain, US-amerikanischer Politiker (* 1854)
- 15. Juli: Čeněk Junek, tschechoslowakischer Bankier und Automobilrennfahrer (* 1894)
- 16. Juli: Ernst von Halle, deutscher Automobilrennfahrer (* 1905)
- 17. Juli: Álvaro Obregón, mexikanischer General und Politiker (* 1880)
- 20. Juli: Per Olof Christopher Aurivillius, schwedischer Entomologe (* 1853)
- 21. Juli: Kostas Karyotakis, griechischer Dichter und Prosaist (* 1896)
- 22. Juli: Johannes Steinmeyer, deutscher Orgelbauer (* 1857)
- 23. Juli: Kasai Zenzō, japanischer Schriftsteller (* 1887)
- 25. Juli: Wiktor Barabasz, polnischer Pianist, Dirigent und Musikpädagoge (* 1855)
- 25. Juli: Marie Maugeret, französische Feministin (* 1844)
- 25. Juli: Jane Sutherland, australische Landschaftsmalerin (* 1853)
- 25. Juli: Moina Mathers, englische Künstlerin und Okkultistin (* 1865)
- 27. Juli: Karl Armbrust, deutscher Maler (* 1867)
- 09. August: Friedrich II., badischer Großherzog (* 1857)
- 12. August: Leoš Janáček, tschechischer Komponist (* 1854)
- 13. August: Georg Wilhelm Ferdinand von Amann, preußischer General (* 1839)
- 13. August: Fernand Charron, französischer Rad- und Automobilrennfahrer (* 1866)
- 13. August: Fernand de La Tombelle, französischer Komponist und Organist (* 1854)
- 14. August: Klabund (Pseudonym für Alfred Henschke), deutscher Schriftsteller (* 1890)
- 16. August: Antonín Sova, tschechischer Dichter und Schriftsteller (* 1864)
- 17. August: George Trevelyan, 2. Baronet, britischer Historiker und Staatsmann in der Regierung William Gladstone (* 1838)
- 18. August: Frank Thomas, Schweizer evangelischer Geistlicher und Hochschullehrer (* 1862)
- 19. August: Richard Burdon Haldane, britischer Politiker und Philosoph (* 1856)
- 20. August: Huldreich Heusser, deutscher Automobilrennfahrer (* 1889)
- 25. August: Alfred Meyer-Waldeck, Verteidiger des deutschen Schutzgebietes Kiautschou (* 1864)
- 28. August: Hannah Chaplin, britische Künstlerin, Mutter von Charlie Chaplin (* 1865)

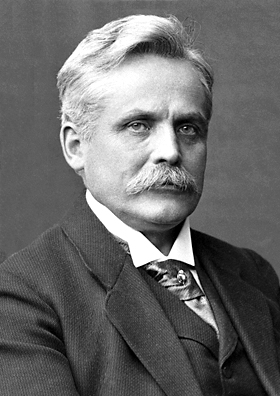
Wilhelm Wien

- 30. August: Wilhelm Wien, deutscher Physiker (* 1864)
- 30. August: Franz von Stuck, deutscher Maler und Bildhauer (* 1863)
- 31. August: Bruno Wille, deutscher Prediger, Philosoph, Journalist und Schriftsteller (* 1860)

### September/Oktober
- 01. September: Gottfried Zumoffen, Schweizer Jesuit und Archäologe (* 1845)
- 08. September: Ulrich von Brockdorff-Rantzau, deutscher Außenminister (* 1869)
- 09. September: Emilio Materassi, italienischer Automobilrennfahrer (* 1894)
- 11. September: Policarpo Bonilla, Präsident von Honduras (* 1858)
- 11. September: Paul Ferrier, französischer Librettist und Dramatiker (* 1843)
- 13. September: Italo Svevo, italienischer Schriftsteller (* 1861)
- 16. September: Marie Stritt, deutsche Frauenrechtlerin (* 1855)
- 17. September: Wakayama Bokusui, japanischer Schriftsteller (* 1885)
- 23. September: Matthew Arthur, schottischer Geschäftsmann und Peer (* 1852)
- 25. September: Richard Felton Outcault, US-amerikanischer Comiczeichner, Autor und Maler (* 1863)
- 29. September: Ludwig von Pastor, deutsch-österreichischer Historiker (* 1854)
- 04. Oktober: Hermann Bamberg, deutscher Kaufmann und Politiker (* 1846)
- 04. Oktober: Georg Emil Müller, deutscher Orgelbauer und Harmonium-Hersteller (* 1857)
- 08. Oktober: Larry Semon, US-amerikanischer Schauspieler, Slapstickkomiker, Drehbuchautor und Filmregisseur (* 1889)
- 13. Oktober: Dagmar von Dänemark, Mutter des Zaren Nikolaus II. (* 1847)
- 22. Oktober: Andrew Fisher, australischer Premierminister (* 1862)
- 23. Oktober: François-Alphonse Aulard, französischer Historiker (* 1849)
- 25. Oktober: Hirotsu Ryūrō, japanischer Schriftsteller (* 1861)

### November/Dezember
- 05. November: Ottokar Kernstock, österreichischer Dichter und Priester (* 1848)
- 07. November: Mattia Battistini, italienischer Opernsänger (* 1856)
- 10. November: Anita Berber, deutsche Tänzerin und Darstellerin (* 1899)
- 14. November: Katharina Brandis, deutsche Malerin (* 1841)
- 15. November: Paul Thiersch, deutscher Architekt und Hochschullehrer (* 1879)
- 19. November: Franz Stuhlmann, deutscher Zoologe und Afrikaforscher (* 1863)
- 21. November: Heinrich XXVII., Fürst Reuß jüngerer Linie, deutscher Reichsfürst (* 1858)
- 21. November: Hermann Sudermann, deutscher Schriftsteller und Dramatiker (* 1857)
- 23. November: William E. Purcell, US-amerikanischer Politiker (* 1856)
- 24. November: Richard Schwemer, deutscher Lehrer und Historiker (* 1857)
- 26. November: Reinhard Scheer, deutscher Admiral (* 1863)
- 04. Dezember: Delina Filkins, Supercentenarian und zwischen 1926 und 1980 ältester Mensch der Welt. (* 1815)
- 07. Dezember: Giuseppe Francica-Nava de Bontifè, Erzbischof von Catania und Kardinal (* 1846)
- 10. Dezember: Charles Rennie Mackintosh, britischer Architekt (* 1868)
- 20. Dezember: Hippolyte Dreyfus-Barney, französischer Bahai (* 1873)
- 23. Dezember: John Merle Coulter, US-amerikanischer Botaniker (* 1851)
- 24. Dezember: Frank M. Byrne, US-amerikanischer Politiker (* 1858)
- 25. Dezember: Theodor von Frimmel, österreichischer Kunsthistoriker und Musikwissenschaftler (* 1853)
- 25. Dezember: Osanai Kaoru, japanischer Dramatiker, Übersetzer und Theaterdirektor (* 1881)

### Genaues Todesdatum unbekannt
- Abdul Rahman ibn Abdallah, Imam der Wahhabiten (* 1850)
- Teotoros Lapçinciyan, armenischer Autor und Forscher (* 1873)